# Liste der Straßen und Plätze in Berlin-Kreuzberg

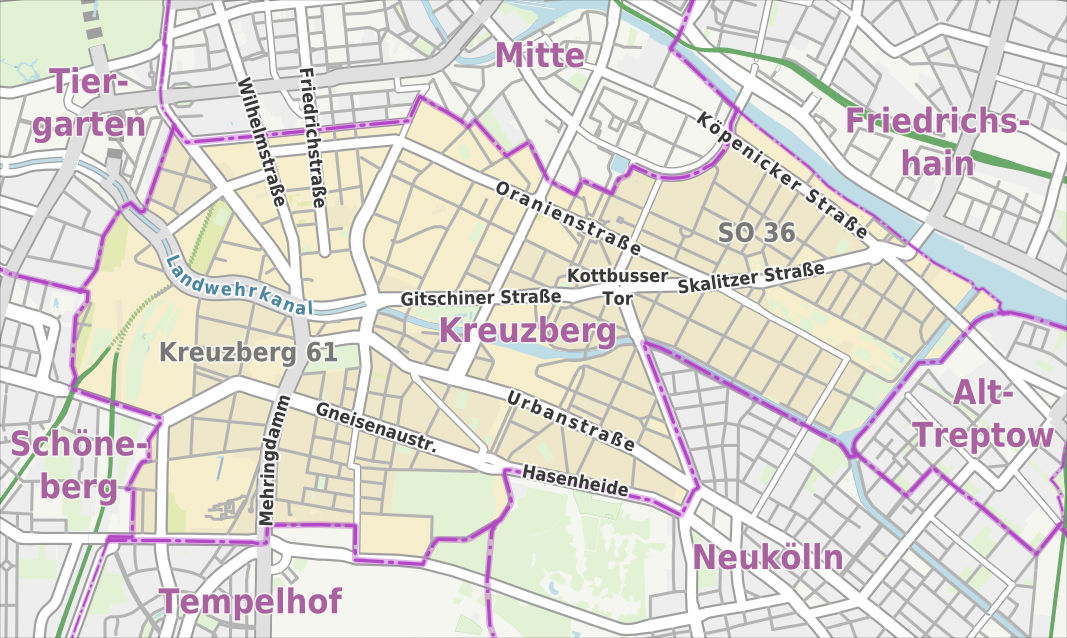
Übersichtskarte von Berlin-Kreuzberg

Die Liste der Straßen und Plätze in Berlin-Kreuzberg beschreibt das Straßensystem im Berliner Ortsteil Kreuzberg mit den entsprechenden historischen Bezügen. Gleichzeitig ist diese Zusammenstellung ein Teil der Listen aller Berliner Straßen und Plätze.

## Überblick
Der heutige Ortsteil Kreuzberg gehörte mit seinem nördlichen Teil schon in früheren Jahrhunderten zu Alt-Berlin und wurde mit Straßen wie Friedrichstraße, Lindenstraße, Stallschreiberstraße oder Jacobs Gasse erschlossen. Der südliche Teil lag bis zum Ende des 18. Jahrhunderts außerhalb der Stadt Berlin und die Verkehrswege von den Stadttoren waren nach der Richtung benannt wie Buckow, Köpenick, Rixdorf. Das dortige Straßensystem entwickelte sich erst im 19. Jahrhundert auf Basis des Hobrecht-Plans. Die vergebenen Namen für die neuen Straßen orientierten sich an nahegelegenen Punkten, wie der Sebastian-Kirche, dem Weg zum Friedhof (Todtengasse), dem Weinberg. Erst später bezeichnete man einige Straßen nach Personen mit Bezug auf den Ortsteil wie Cuvry- oder Baerwaldstraße. Üblicherweise wurden gegen Ende des 19. Jahrhunderts hier auch Herrschernamen für die Verkehrswege vergeben (Elisabeth, Maria Anna Amalie [= Marianne], Fürst, Kaiser Friedrich). Die regionale Zuordnung erfolgte anfangs über die entsprechenden Polizeireviere, das waren hier die Nummern 10, 11 und 12. Mit dem fortschreitenden Ausbau des Straßennetzes erfolgte um 1850 eine Aufsplittung der Polizeireviere, nun gehörten die Nummern 10 (teilweise) bis 14 dazu. Bald musste dazu übergegangen werden, erste „Stadt-Bezirke“ festzulegen. Diese orientierten sich an den entsprechenden Straßen und hießen (für das heutige Kreuzberg) beispielsweise Jerusalemsstraßen-Bezirk, Anhaltischer Thor-Bezirk, Gymnasiums-Belle-Alliance-Platz-Bezirk; mit je einer Ziffer zwischen 44 und 70b aber nicht durchgängig. Als nächster Schritt wurde um 1863 eine weitere Aufteilung der Polizeireviere vorgenommen, den Kreuzberger Straßen sind jetzt die Nummern 27–36 zugeordnet. Übersichtlicher wurde das System erst mit der Schaffung der neuen größeren Bezirke und deren Benennung ab 1920.
Die Liste weist 312 Straßen und Plätze aus, erhebt jedoch keinen Anspruch auf Vollständigkeit; hierzu ist auf das beim Vermessungsamt des Bezirks geführte Straßenverzeichnis (nach Berliner Straßengesetz) zu verweisen, das kostenfrei eingesehen werden kann und in dem der Umfang der gewidmeten Straßenfläche nachgewiesen ist.
Die mit der Herausbildung der Großgemeinde Berlin verbundene Aufteilung des Stadtgebietes erfolgte zunächst nach ihrer Himmelsrichtung vom Zentrum aus, was den Zustellpostämtern entsprach. Der heutige Ortsteil Kreuzberg umfasste damit die Bezeichnungen SW (= Süd-West) oder SO (= Süd-Ost) und die Nummerierungen 11, 16, 26, 27, 36, 47, 61, 68. Nach den bis 1993 gültigen Postleitzahlen waren noch die zwei Ortslagen „Kreuzberg 61“ und „SO 36“ übrig geblieben.
Kreuzberg hat 151.418 Einwohner (Stand: 31. Dezember 2024) und umfasst die fünfstelligen Postleitzahlenbereiche 10785, 10961, 10963, 10965, 10967, 10969, 10997 und 10999.
Nach einem Beschluss der Bezirksverordnetenversammlung (BVV) des Bezirks Friedrichshain-Kreuzberg vom 23. Februar 2005 sollen Straßen und Plätze zunächst nur noch nach Frauen benannt oder umbenannt werden, um die Anzahl der Männern und Frauen gewidmeten Straßen anzugleichen. Ausnahmen bei größerem öffentlichen Interesse sind jedoch möglich. (Laut einer Presseinformation des Bezirksamtes vom April 2013 besitzt der Bezirk 375 Straßen und Plätze, von denen gegenwärtig nur zwölf nach Frauen benannt sind.)
Am 12. August 2014 erließ der Senat nach entsprechenden Beschlüssen der Bezirksämter die Zwölfte Verordnung zur Änderung der Bezirksgrenzen, die festlegt, dass die Bezirksgrenze im Bereich Columbiadamm/Züllichauer Straße/Lilienthalstraße geändert wird, sodass nun diese Straßen und das umschlossene Gebiet zum Bezirk Friedrichshain-Kreuzberg gehören.

## Übersicht der Straßen und Plätze
Die nachfolgende Tabelle gibt eine Übersicht über die vorhandenen Straßen und Plätze im Ortsteil sowie einige dazugehörige Informationen.
- Name/Lage: aktuelle Bezeichnung der Straße oder des Platzes. Über den Link Lage kann die Straße oder der Platz auf verschiedenen Kartendiensten angezeigt werden. Die Geoposition gibt die Lage der ungefähren Mitte der Straßenlänge an.
- Im amtlichen Straßenverzeichnis nicht aufgeführte Verkehrswege sind mit * gekennzeichnet.
- Ehemalige oder nicht mehr gültige Straßennamen sind kursiv gesetzt. Für bedeutende ehemalige Straßen oder historische Straßennamen ist gegebenenfalls eine gesonderte Liste vorhanden.
- Länge/Maße in Metern:
Die in der Übersicht enthaltenen Längenangaben sind  gerundete Übersichtswerte, die in Google Earth mit dem dortigen Maßstab ermittelt wurden. Sie dienen Vergleichszwecken und werden, sofern amtliche Werte bekannt sind, ausgetauscht und gesondert gekennzeichnet.
Bei Plätzen sind die Maße in der Form a × b für rechteckige Anlagen und für (ungefähr) dreieckige Anlagen als a × b × c mit a als längster Seite angegeben.
Sofern die Straße auch in benachbarte Ortsteile weiterführt, gibt der Zusatz ‚im Ortsteil‘ an, wie lang der Straßenabschnitt innerhalb des Ortsteils dieses Artikels ist.
- Namensherkunft: Ursprung oder Bezug des Namens.
- Anmerkungen: weitere Informationen über anliegende Baudenkmale oder Institutionen, die Geschichte der Straße und historische Bezeichnungen.
- Bild: Foto der Straße oder eines anliegenden Objektes.

| Name/Lage                                 | Länge/Maße (in Metern)                                         | Namensherkunft | Datum der Benennung                                     | Anmerkungen | Bild |
| ----------------------------------------- | -------------------------------------------------------------- | --- | ------------------------------------------------------- | --- | --- |
| Adalbertstraße (Lage)                     | 0700 (im Ortsteil)                                             | Adalbert von Preußen (1811–1873), preußischer Prinz und Admiral | 21. Jan. 1847                                           | Die Aufteilung des Köpenicker Feldes zwischen 1841 und 1846 führte zur Anlage dieser Straße. Am 1. Oktober 1975 fügte man einen Teil der Dresdener Straße hinzu. Ein Straßenabschnitt verläuft im Ortsteil Mitte. | Adalbertstraße                                                                                            |
| Admiralstraße (Lage)                      | 0400                                                           | Adalbert von Preußen (1811–1873), preußischer Prinz und Admiral | 28. Juni 1866                                           | Die Straße wurde 1866 als Verlängerung der Adalbertstraße angelegt. | Admiralstraße                                                                                             |
| Alexandrinenstraße (Lage)                 | 1340                                                           | Alexandrine von Preußen (1803–1892) | 29. Juni 1843                                           | Zunächst war nur der nördliche Teil so genannt, vor 1850 wurde auch die von der Oranienstraße bis zur heutigen Gitschiner Straße reichende Feldstraße einbezogen. Mit dem Bau der Waterloo-Brücke 1890/91 wurde die Straße darüber nach Süden bis zur Johanniterstraße verlängert. 1956 wurde die Alexandrinenstraße um 80 Meter bis zur Brücke verkürzt, der dahinter liegende Teil wurde in die Brachvogelstraße einbezogen. | Alexandrinenstraße                                                                                        |
| Alfred-Döblin-Platz (Lage)                | 0040 × 25                                                      | Alfred Döblin (1878–1957), Arzt und gesellschaftskritischer Schriftsteller | 11. Sep. 1978                                           | Nach dem 100. Geburtstag Döblins erhielt das von der Luckauer, Dresdener und Sebastianstraße gebildete Straßendreieck seinen heutigen Namen. | Alfred-Döblin-Platz                                                                                       |
| Alte Brauerei (Lage)                      | 0080                                                           | ehemalige Schultheiss-Brauerei | 1. Apr. 2001                                            | Die Straße gehört zum Viktoria-Quartier. | Alte Brauerei                                                                                             |
| Alte Jakobstraße (Lage)                   | 1240 (im Ortsteil)                                             | Möglicherweise ein Grundbesitzer mit dem Nachnamen Jacob. Oder der Apostel Jakobus der Jüngere, entweder als Patron des hier befindlichen Jakobus-Hospitals                                                                                      | um 1778                                                 | Ein Teil der Straße verläuft im Ortsteil Mitte. Die vorherigen Namen waren Cöpnicksche Vor-Straße (östlicher Abschnitt; um 1680–um 1778), Am Kirchhofe (um 1699–vor 1723), Gegen der Kirche (um 1699–vor 1723) und Jacobs Straße (westlicher Abschnitt; vor 1716–um 1778). Die Alte Jakobstraße endete bis ca. 1838 südlich der heutigen Feilnerstraße. Danach wurde sie erst bis zur Husarenstraße und dann bis zur 1857 angelegten Neuenburger Straße verlängert. Dahinter lag eine Kaserne, erst nach deren Abriss um 1900 wurde sie verlängert zur Gitschiner Straße und dort Ende der 1960er Jahre um wenige Meter verschwenkt auf die Lindenstraße. An der Alten Jakobstraße befinden sich die Berlinische Galerie und Kreuzbergs größtes Industrieunternehmen, die Bundesdruckerei. | Alte Jakobstraße                                                                                          |
| Am Berlin Museum (Lage)                   | 0150                                                           | Berlin-Museum im früheren Collegienhaus, heute Teil des Jüdischen Museums Berlin | 3. Mai 1985                                             | Die Straße dient als neue Verbindung zwischen Lindenstraße und Alter Jakobstraße. Hier steht das Kunstwerk Botschaften – Die Berlinische Botschaft von Silvia Klara Breitwieser. Es ist Teil eines öffentlichen Skulpturengartens der Berlinischen Galerie mit dem Titel Kunst – Stadt – Raum. | Am Berlin Museum                                                                                          |
| Am Johannistisch (Lage)                   | 0120                                                           | Esstisch, der auf dem angrenzenden, dem Johanniterorden gehörenden Gut Tempelhof für die Feldarbeiter stand | 16. Nov. 1850                                           | Die Straße diente Anfang des 19. Jahrhunderts als königlicher Holzplatz und ist in ihrer jetzigen Form erst nach Neuanlegung des Landwehrkanals um 1850 entstanden. Die Straße wurde auch nur Johannistisch genannt. | Am Johannistisch                                                                                          |
| Am Tempelhofer Berg (Lage)                | 0290                                                           | Tempelhofer Berg, ehemaliger Name des Kreuzbergs | 24. Apr. 1873                                           | Die Straße wurde 1870 angelegt. Sie führt von der Berliner Bock-Brauerei nordwärts zur Bergmannstraße. | Am Tempelhofer Berg                                                                                       |
| Am Weinhang (Lage)                        | 0050 × 30                                                      | Weinanbau auf dem Berg bis zum 18. Jahrhundert; heute nur noch im kleinen Rahmen an der Methfesselstraße | 1. Apr. 2001                                            | Der Platz gehört als Privatstraße zum Viktoria-Quartier. | Am Weinhang                                                                                               |
| Anhalter Straße (Lage)                    | 0260                                                           | Anhalt, eine Region in Mitteldeutschland | 16. Aug. 1840                                           | Die Straße wurde 1840 angelegt, um die neu errichtete Berlin-Anhaltische Eisenbahn näher mit der Stadt zu verbinden. Sie hieß anfangs Anhaltische Communication und danach Anhaltstraße. | Anhalter Straße                                                                                           |
| Arndtstraße (Lage)                        | 0480                                                           | Ernst Moritz Arndt (1769–1860), Dichter, Historiker und Politiker | 19. Feb. 1879                                           | Der erste Name der 1878 angelegten Straße war Straße 23a, Abt. II des Bebauungsplans. Die Straße 27a, Abt. II des Bebauungsplans erhielt als Verlängerung der Arndtstraße am 12. März 1889 ebenfalls diesen Namen. | Arndtstraße                                                                                               |
| Askanischer Platz (Lage)                  | 0170 × 90 (Dreieckform)                                        | Askanier, ostsächsisches Fürstengeschlecht | 7. Feb. 1844                                            | Der Platz diente ehemals als Viehmarkt. Die Benennung erfolgte durch seine neue Lage vor dem Anhalter Bahnhof. Gleichzeitig war die Namensvergabe eine Ehrerbietung gegenüber dem in Anhalt herrschenden Fürstengeschlecht. | Portalrest des „Neuen Anhalter Tores“                                                                     |
| Audre-Lorde-Straße (Lage)                 | 0800                                                           | Audre Lorde (1934–1992), Schriftstellerin | 6. Sep. 2023                                            | Die Straße verläuft in Nord-Süd-Richtung zwischen Köpenicker und Oranienstraße. Bis zu ihrer Benennung war sie der nördliche Teil der Manteuffelstraße. | Neue und alte Straßennamen zusammen                                                                       |
| Axel-Springer-Straße (Lage)               | 0300 (im Ortsteil)                                             | Axel Springer (1912–1985), Verleger | 10. Apr. 1996                                           | Ein kurzer Teil der Straße verläuft im Ortsteil Mitte. Sie war bis 1996 ein Teil der Lindenstraße. An der Straße liegt die Berliner Niederlassung des Axel-Springer-Verlages. Im Juni 2012 wurde ihre Verlängerung bis zur Leipziger Straße eröffnet. | Verlagsgebäude des Axel-Springer-Verlages                                                                 |
| Baerwaldstraße (Lage)                     | 0880                                                           | Peter Friedrich Carl Baerwald (1797–1871), Apotheker, Stadtrat und Stadtältester von Berlin sowie erster Verwaltungsdirektor der Städtischen Gasanstalten                                                                                        | 18. Jan. 1874                                           | Die Baerwaldstraße, früher Straße 15 des Bebauungsplans, ist seit 1866 eine öffentliche Straße. Im Jahr 1873 wurde sie gepflastert. Hier befindet sich das denkmalgeschützte Baerwaldbad. | Baerwaldstraße                                                                                            |
| Baruther Straße (Lage)                    | 0400                                                           | Baruth/Mark, Stadt in Brandenburg | 12. Feb. 1864                                           | Der vorherige Name war Straße 31, Abt. II des Bebauungsplans. | Baruther Straße                                                                                           |
| Bergfriedstraße (Lage)                    | 0180                                                           | Bergfried, Hauptturm einer mittelalterlichen Burg | 31. Aug. 1949                                           | Der erste Name ab 1861 war Fürstenstraße. | Bergfriedstraße                                                                                           |
| Bergmannstraße (Lage)                     | 1260                                                           | Marie Louise Bergmann (1774–1854), Grundbesitzerin (nicht gesichert) | 20. Apr. 1837                                           | Der erste Name war Weinbergsweg, also ein Zugang zu Weinbergen, die auf der Hügelkette zwischen Rixdorf und Schöneberg angelegt waren. In dieser Straße haben sich zahlreiche gastronomische Einrichtungen niedergelassen. Entlang des Straßenzugs gibt es zwei denkmalgeschützte Schulgebäudekomplexe. Der Nordbereich des mittleren Straßenabschnitts, der an den Marheinekeplatz grenzt, wird an Wochenenden als Flohmarkt genutzt. Seit Herbst 2018 sind in der Straße sogenannte Parklets für eine 18-monatige Testphase aufgestellt. Sie sollen als Ruhezonen in der Straße dienen und den Autoverkehr reduzieren, bzw. verdrängen. | Bergmannstraße (östlicher Teil) · Parklets                                                                |
| Bernburger Straße (Lage)                  | 0300                                                           | Bernburg, Kreisstadt in Sachsen-Anhalt | 24. Jan. 1844                                           | Nach der Eröffnung des Anhalter Bahnhofs wurde sie als Zufahrtsstraße angelegt. Die Benennung erfolgte nach der Stadt Bernburg mit Bezug auf den nahegelegenen Anhalter Bahnhof, von dem die Züge nach Anhalt abfuhren. | Bernburger Straße                                                                                         |
| Besselstraße (Lage)                       | 0200                                                           | Friedrich Wilhelm Bessel (1784–1846), Astronom, Mathematiker und Geodät | 13. März 1844                                           | Diese Straße wurde als Verbindung der Friedrichstraße mit der Charlottenstraße angelegt. Wegen der nahe gelegenen Sternwarte erhielt sie den Namen des Astronomen Bessel. | Besselstraße                                                                                              |
| Bethaniendamm (Lage)                      | 0500                                                           | Bethanien-Krankenhaus, seit den 1990er Jahren ein Künstlerhaus | 31. Juli 1947                                           | Die vorherigen Namen waren Bethanienufer, Mariannenufer und Felsendamm. Ein Teil der Straße verläuft im Ortsteil Mitte. Anliegend befindet sich das Baumhaus an der Mauer. | Bethaniendamm                                                                                             |
| Bevernstraße (Lage)                       | 0080                                                           | August Wilhelm von Braunschweig-Wolfenbüttel-Bevern (1715–1781), Herzog von Braunschweig-Wolfenbüttel-Bevern und preußischer General | 20. Feb. 1895                                           | Nach dem Hobrecht-Plan hieß sie Straße 5a, Abt. I. Sie verbindet die Kreuzung Oberbaumstraße/Schlesische Straße/Köpenicker Straße mit dem May-Ayim-Ufer an der Spree. Hier stehen einige im Privatbesitz befindliche vor dem Krieg errichtete Mietwohnhäuser. | Bevernstraße                                                                                              |
| Blücherplatz (Lage)                       | 0250                                                           | Gebhard Leberecht von Blücher (1742–1819), preußischer Generalfeldmarschall | 7. Apr. 1884                                            | Der Platz ist eine nordwärts von der Blücherstraße abgehende hakenförmige Sackgasse. Vom östlichen Ende führen Fußwege durch eine Grünanlage bis zum Waterloo-Ufer und zur Zossener Straße. Die von 1952 bis 1954 am Blücherplatz 1 errichtete Amerika-Gedenkbibliothek ist denkmalgeschützt. Die Fraktion von Bündnis 90/Die Grünen brachte 2019 einen Antrag zur „Entmilitarisierung des öffentlichen Raums“ in die Bezirksverordnetenversammlung Friedrichshain-Kreuzberg ein, um einen öffentlichen Diskurs und Beteiligungsprozess über eine mögliche Umbenennung des Blücherplatzes und den anderen im Bezirk nach Generälen und Schlachten benannten Straßen und Plätze zu initiieren. | Blücherplatz                                                                                              |
| Blücherstraße (Lage)                      | 0900                                                           | Gebhard Leberecht von Blücher (1742–1819), preußischer Generalfeldmarschall | 7. Apr. 1884                                            | Bei der Anlage 1813 erhielt die Straße den Namen Pionierweg und danach Pionierstraße. Sie bildet einen Abschnitt einer verkehrsreichen Straße zwischen Obentraut- und Urbanstraße, knickt dann ungefähr in Höhe der Tempelherrenstraße in südöstlicher Richtung ab und führt bis zum Südstern. Begrenzt wird sie im Westen vom Mehringdamm, im Osten vom Südstern. Die Häuser 22 und 23 sind gelistete Baudenkmale. Erwähnenswert ist auch die Heilig-Kreuz-Kirche (1855–1888) nach einem Entwurf von Johannes Otzen. Die Blücherstraße steht, wie auch der Blücherplatz, nach einem Antrag der BVV-Fraktion von Bündnis 90/Die Grünen für eine mögliche Umbenennung in der Diskussion (siehe oben). | Blücherstraße                                                                                             |
| Böckhstraße (Lage)                        | 0450                                                           | August Boeckh (1785–1867), Altphilologe und Altertumsforscher | 1. Nov. 1874                                            | Die Straße wurde um 1860 als Straße 5, Abt. II, gemäß Bebauungsplan angelegt. Sie verläuft geradlinig zwischen Planufer/Grimmstraße (West) und Schönleinstraße/Kottbusser Damm (Ostsüdost). Die Wohnhäuser 13 und 14 aus den Jahren 1886/1887 sind Baudenkmale. | Böckhstraße                                                                                               |
| Böcklerstraße (Lage)                      | 0260                                                           | Hans Böckler (1875–1951), Gewerkschafter und Politiker | 1. März 1978                                            | Die Böcklerstraße verläuft zwischen Gitschiner Straße (Nord) und Erkelenzdamm (Ost) in geschwungener Form. Sie existierte vor ihrer Namensgebung lediglich als Erschließungsstraße auf dem Gelände der früheren II. Städtischen Gasanstalt, die 1922 abgerissen und mit einem Park überbaut worden war. Die modernen bis zu zehn Stockwerke hohen Wohnbauten entlang der Straße stammen aus den späten 1970er Jahren. | Böcklerstraße                                                                                             |
| Boppstraße (Lage)                         | 0180                                                           | Franz Bopp (1791–1867), Sprachwissenschaftler | 1. Dez. 1857                                            | Nach dem Bebauungsplan erhielt die Planstraße die Bezeichnung Straße 8, Abt. II. Sie bildet die südliche Begrenzung des Hohenstaufenplatzes, westlich schließt sich die Schönleinstraße an und östlich endet sie am Kottbusser Damm. | Boppstraße                                                                                                |
| Brachvogelstraße (Lage)                   | 0350                                                           | Albert Emil Brachvogel (1824–1878), Schriftsteller | 14. Apr. 1910                                           | Zu Beginn des 20. Jahrhunderts nahm der Verkehr mit Straßenbahn und den ersten Autos schnell zu, sodass für den stark frequentierten Blücherplatz und die Belle-Alliance-Brücke ab 1906 eine neue Verkehrsverbindung zwischen Alexandrinen- und Mittenwalder Straße gebaut wurde. Diese erhielt ihren Namen nach Brachvogel, der in der Nähe (Körnerstraße 24) gewohnt hatte. Zum 16. August 1956 wurden die Alexandrinenstraße zwischen der Waterloobrücke und der Johanniterstraße sowie das Waterloo-Ufer zwischen der Waterloobrücke und der Zossener Straße umbenannt und damit in die Brachvogelstraße einbezogen. | Brachvogelstraße                                                                                          |
| Brandesstraße (Lage)                      | 0140                                                           | Alwin Brandes (1866–1949), Gewerkschafter, Politiker und Widerstandskämpfer | 1. Dez. 1971                                            | Der Verkehrsweg verbindet die Lindenstraße mit dem Mehringplatz in Ost-West-Richtung. Gleichzeitig bildet er einen nördlichen Sackgassenarm. Die Brandesstraße entstand erst, nachdem die im Zweiten Weltkrieg zerstörten Wohnbauten um den ehemaligen Belle-Alliance-Platz durch Neubauten ersetzt und die Lindenstraße und die Alte Jakobstraße in diesem Bereich etwas verschwenkt worden waren. | Brandesstraße                                                                                             |
| Brommystraße (Lage)                       | 0095                                                           | Carl Rudolph Bromme, genannt „Brommy“ (1804–1860), Konteradmiral | 15. Juni 1906                                           | Sie wurde gleichzeitig mit dem Bau der Brommybrücke angelegt und benannt. Die Brommystraße geht nordostwärts von der Köpenicker Straße ab. Sie führte ursprünglich über die Spreebrücke bis nach Friedrichshain an die Stralauer Allee. Die Wehrmacht hatte die Brücke noch Anfang 1945 gesprengt. Sie wurde bisher (noch) nicht wieder aufgebaut, weswegen der Kreuzberger Abschnitt dieser Straße am Brommybalkon am Spreeufer endet. | Brommystraße                                                                                              |
| Carl-Herz-Ufer (Lage)                     | 0460                                                           | Carl Herz (1877–1951), Politiker und Jurist | 25. Nov. 1965                                           | Diese Uferstraße verläuft südlich parallel zum Landwehrkanal. Sie ist ein Teil vom Planufer, das vom Blücherplatz/Alte Jakobstraße bis zum Kottbusser Damm reichte. Der westliche Abschnitt wurde nach Zuschüttung des früheren Urbanhafens ausgegliedert und neu benannt. Das Carl-Herz-Ufer führt nun in West-Ost-Richtung von der Brachvogelstraße bis zur Geibelstraße. Am Carl-Herz-Ufer 30 befindet sich das denkmalgeschützte Depot der Stadtreinigung, nach Plänen von Ludwig Hoffmann 1901 gebaut. | Carl-Herz-Ufer                                                                                            |
| Chamissoplatz (Lage)                      | 0110 × 100                                                     | Adelbert von Chamisso (1781–1838), Naturforscher und Dichter | 24. Apr. 1890                                           | Der Platz entstand um 1880. Die Arndtstraße begrenzt ihn nördlich, südlich liegt die Willibald-Alexis-Straße. Die westliche und die östliche Begrenzung des Platzes heißen ebenfalls Chamissostraße, die über 8 Hausnummern verfügt. Im Jahr der Namensvergabe wurde unterschieden zwischen dem Platz und den West-/Oststraßen, die Am Chamissoplatz hießen und bis 1893 bereits bebaut waren. Eine großzügige Grünanlage bildet die Hauptfläche des Platzes. Auf ihm findet regelmäßig ein Ökomarkt statt. Der Platz dient wegen seiner gründerzeitlichen Randbebauung häufig für Filmaufnahmen des alten Berlins. | Chamissoplatz, Blickrichtung Nord                                                                         |
| Charlottenstraße (Lage)                   | 0360 (im Ortsteil)                                             | Sophie Charlotte von Hannover (1668–1705), preußische Königin | um 1706                                                 | Die Charlottenstraße erstreckte sich anfangs von der Behrenstraße bis zur Kochstraße. Der Teil zwischen Kochstraße und Enckeplatz wurde 1844 angelegt. 1879 beschloss der Magistrat die Verlängerung der Charlottenstraße bis zur Georgenstraße. Die Hausnummern 1–15 und 81–98 gehören zu Kreuzberg, die übrigen zum Ortsteil Mitte. Im Gebäude Nummer 90 befand sich bis 1936 das Berliner Theater. | Charlottenstraße                                                                                          |
| Columbiadamm (Lage)                       | 0400 (im Ortsteil)                                             | Miss Columbia, Name des Flugzeugs, mit dem 1927 Clarence Chamberlin und Charles Levine den ersten Flug von New York nach Berlin unternahmen | 14. Aug. 1950                                           | Der heutige Ost-West-Straßenzug entstand erst zu Beginn der 1930er Jahre. Einzelne Abschnitte der Straße trugen nacheinander oder zeitgleich folgende Bezeichnungen: Straße 37 (Abt. I) (um 1870), Kirchhofstraße (vor 1901–um 1919), Friedhofstraße (um 1919–1929), Prinz-August-von-Württemberg-Straße und Columbiastraße (1929–1950). Nur die Prinz-August-von Württembergstraße ist exakt der heute zu Kreuzberg gehörende Abschnitt dieser Straße zwischen Friesenstraße und Lilienthalstraße gelegen. Die hier vorhandenen Gebäude einschließlich der Wohnhäuser werden als „Quartier Friesenstraße“ zusammengefasst und baulich erneuert. Seit 12. August 2014 verläuft die Bezirksgrenze zu Tempelhof-Schöneberg zwischen Friesenstraße und Lilienthalstraße an der Nordseite der Straße. Deshalb gehören die zugeordneten Grundstücke zum Ortsteil, das Straßenland zu Tempelhof, ab Lilienthalstraße zu Neukölln. | Berlin-Kreuzberg Columbiadamm                                                                             |
| Cuvrystraße (Lage)                        | 0550                                                           | Heinrich Andreas de Cuvry (1785–1869), Stadtrat und Stadtältester | 8. Aug. 1858                                            | Die Straße wurde 1852 über den Grundbesitz von de Cuvry angelegt (Adresse 1850: Schlesische Straße 15–16) und führte bis zum Landwehrkanal (heute: Paul-Lincke-Ufer). Zuerst soll sie bei den Einwohnern Grüner Weg genannt worden sein. Nach 1858 wurde sie im Adressbuch als de Cuvrystraße und de Cuvry-Ufer geführt. geführt, eine Nummerierung erfolgte noch nicht. Mit der Fertigstellung des Görlitzer Bahnhofs war der Straßenzug unterbrochen, der südliche Bereich erhielt deshalb 1893 die neue Bezeichnung Ratiborstraße. In der Cuvrystraße 16 ist ein Mietshaus aus dem Jahr 1857 mit später hinzugebautem Gebäude der Stuhlfabrik Markgraf & Tau („Spezial-Leder-Möbel, Rohrstühle für Hotel, Restaurant und Wohnungseinrichtungen“). erhalten und denkmalgeschützt. Mitte 2013 entstand auf der Cuvrybrache zwischen Schlesischer Straße und Spreeufer Berlins erster Slum. Das Hüttendorf wurde im September 2014 nach einem Brand geräumt. Die Cuvry-Graffiti, zwei großflächige Fassadenbilder des italienischen Street-Art-Künstlers Blu aus den Jahren 2007/2008 an der Brache, gehörten zu den bekanntesten Graffiti in Berlin und wurden 2014 als Protest gegen die Stadtentwicklungspolitik und den Umgang Berlins mit der Kunst im Einvernehmen mit dem Künstler Blu mit schwarzer Farbe übermalt. | Cuvrystraße                                                                                               |
| Dennewitzstraße (Lage)                    | 0160 (im Ortsteil)                                             | Dennewitz, Ortschaft in der Gemeinde Niedergörsdorf im Süden des Landkreises Teltow-Fläming | 31. Okt. 1864                                           | Der größte Teil der Dennewitzstraße liegt in den Ortsteilen Schöneberg und Tiergarten. Die Grundstücke 36–44 an der Ostseite der Straße gehören zu Kreuzberg. Auf ihnen wurde am Anfang der 2020er Jahre mehrere Wohnblöcke und ein Hotel errichtet. Bis 2004 bestand in der Dennewitzstraße 37 der seinerzeit überregional bekannte Club 90 Grad. | |
| Dessauer Straße (Lage)                    | 0390                                                           | Dessau, Stadtteil von Dessau-Roßlau in Sachsen-Anhalt | 24. Jan. 1844                                           | Zeitgleich mit dem Bau des Berlin Anhalter Bahnhofs entstand diese Straße. Man gab ihr den Namen nach dem Zielort der neuen Eisenbahnlinie. Zwei Wohnhäuser aus der Mitte des 19. Jahrhunderts und das Gildehaus des Berliner Druckgewerbes (1906 eingeweiht) sind erhalten und stehen unter Denkmalschutz. | Dessauer Straße                                                                                           |
| Dieffenbachstraße (Lage)                  | 0820                                                           | Johann Friedrich Dieffenbach (1792–1847), Mediziner und Chirurg | 22. Dez. 1875                                           | Der Verkehrsweg wurde als Straße 6, Abt. II des Bebauungsplans 1873/1874 angelegt. Im Juli 1966 bezog man einen Abschnitt auf dem Gelände vom Krankenhaus Am Urban in die Dieffenbachstraße mit ein. Sie verläuft nunmehr zwischen zwei Grünanlagen, östlich (unbenannt) zwischen Geibelstraße und südlichem Spreeufer sowie dem Hohenstaufenplatz (westlich). Allein 19 Wohngebäude, eine Schule, die Christus-Kirche mit dem Diakonissenhaus Bethesda und das Krankenhaus im Bereich dieser Straße sind gelistete Baudenkmale (Nummern 3–7, 11–13, 16, 17, 20, 27–37, 39/40, 58). Aufgrund umfangreicher Verkehrsberuhigungsmaßnahmen haben sich zahlreiche Straßencafés und kleinere Geschäfte ansiedeln können. | Straßencafés in der Dieffenbachstraße                                                                     |
| Dresdener Straße (Lage)                   | 0180 + 110 (im Ortsteil; Unterbrechung durch den Oranienplatz) | Dresden, Landeshauptstadt von Sachsen; damalige Richtung der Straße | 1772                                                    | Der nördliche Abschnitt der Straße verläuft im Ortsteil Mitte (Hausnummern 31–114). Die ersten Namen der Straße lauteten Rixdorfer Damm und Rixdorfer Straße. Zahlreiche Gebäude in dieser Straße (Nummern 20–24, 27, 115, 118–120) sind Bestandteil des Baudenkmalskomplexes zwischen Oranien- und Rio-Reiser-Platz. Erwähnenswert ist das Kino Babylon Kreuzberg im Haus Nummer 126, das im Jahr 1955 als Helo eröffnet worden ist. In den 1970er Jahren hieß die Einrichtung Kent und hatte sich entsprechend den in der Nachbarschaft angesiedelten Türken und ihren Familien auf die Wiedergabe ausschließlich türkischer Filme spezialisiert. Im Jahr 1986 von der Yorck Kinogruppe übernommen, gab es hier vor allem nächtefüllende Sonderprogramme. Schließlich teilten die Eigentümer das Kino in zwei Zuschauerräume, in denen seither erfolgreich Filme in Originalversionen gezeigt werden. Im Jahr 2012 war das Babylon Kreuzberg im Rahmen der Initiative „Berlinale goes Kiez“ Spielort für Filme der Berlinale. Die Dresdener Straße zwischen Erkelenzdamm und NKZ wurde im Mai bis September 2023, Freitags von 15–18 Uhr zur Spielstraße | Dresdener Straße · Spielstraße auf Zeit in der Dresdener Straße                                           |
| Dudenstraße (Lage)                        | 1000 (im Ortsteil)                                             | Konrad Duden (1829–1911), Philologe und Lexikograf | 3. Jan. 1949                                            | Die vorherigen Namen waren nacheinander Kolonnenweg, Dreibundstraße und Immelmannstraße. Die Südseite der Straße gehört zu Tempelhof. Die Straße verläuft als Fortsetzung der Kolonnenstraße geradlinig ostwärts mit Anschluss an den Columbiadamm. Zahlreiche Einzelgebäude und Gebäudetrakte (Dudenstraße 12–20, 26–30 und 34–38) sind gelistete Baudenkmale. Ein weiteres Baudenkmal ist das Verbandshaus der Buchdrucker (Dudenstraße 10) (unteres Bild). Vor diesem Haus und in der Dudenstraße 32a liegen Stolpersteine. Das Willy-Kressmann-Stadion (bis 2010: Katzbachstadion) grenzt an die Dudenstraße. | Dudenstraße                                                                                               |
| Eberhard-Roters-Platz (Lage)              | 0060 × 60                                                      | Eberhard Roters (1929–1994), Initiator und Gründungsdirektor der Berlinischen Galerie | 1. Apr. 2001                                            | Der Platz und die angrenzenden Straßen Alte Brauerei und Sixtusgarten entstanden auf dem Gelände der ehemaligen Schultheiß-Brauerei. Dieses wurde in den 1990er Jahren an Privatinvestoren verkauft und anschließend neu bebaut. Es bildet das Viktoria-Quartier rund um den Kreuzberg. | Eberhard-Roters-Platz                                                                                     |
| Eisenbahnstraße (Lage)                    | 0480                                                           | Durch die Straße führte von 1852 bis 1871 eine Eisenbahnstrecke, die Berliner Verbindungsbahn. | 22. Mai 1852                                            | Der erste Name ab 1849 lautete Lübbener Straße, die parallel verlaufende heutige Manteuffelstraße hieß zunächst Eisenbahnstraße. Mit der Verlegung der Eisenbahnstrecke 1852 wurden beide Straßen umbenannt. Die Straße verläuft als Fortsetzung der Brommystraße ab der Köpenicker Straße von Nordost bis zum Lausitzer Platz (Südwest). Ursprünglich reichte sie bis zum Landwehrgraben (heute: Landwehrkanal). Als der Anhalter-Bahnhof fertiggestellt war, erhielt der südliche Abschnitt (zuvor ein Teil der Lausitzer Communication) den Namen Lausitzer Straße. Damit vergab man für Häuser eine neue hufeisenförmige Nummerierung, die am Lausitzer Platz begann und bis zur Köpenicker Straße reichte. Ein bekanntes Gebäude ist hier die Markthalle IX, auch Eisenbahnhalle genannt, die unter Denkmalschutz steht. Im Haus Eisenbahnstraße 5 befand sich ein von Ernst Schneppenhorst ca. 1934 gegründeter Betrieb zur Herstellung von Zapfhähnen, den im Jahr 1936 der Sozialdemokrat Wilhelm Leuschner übernahm. An diesen am 29. September 1944 hingerichteten Widerstandskämpfer erinnert eine Stele auf dem Gehweg. Der Protagonist des Romans Herr Lehmann von Sven Regener wohnt in der Eisenbahnstraße. | Eisenbahnstraße · Markthalle IX                                                                           |
| Enckestraße (Lage)                        | 0060                                                           | Johann Franz Encke (1791–1865), Astronom | 18. Feb. 1927                                           | Die Straße wurde als Verlängerte Charlottenstraße unter Einbeziehung des Enckeplatzes bis zur Lindenstraße angelegt. Sie wurde später wieder verkürzt. Hier befand sich von 1835 bis 1912 die Berliner Sternwarte, in der Encke forschte. | Enckestraße                                                                                               |
| Erkelenzdamm (Lage)                       | 0760                                                           | Anton Erkelenz (1878–1945), Gewerkschafter und Politiker | 31. Juli 1947                                           | Die vorherigen Namen waren Elisabethufer und Hoffmanndamm. Dieser Damm verläuft vom Oranienplatz bis zum Fraenkelufer, die Hausnummern sind in Orientierungsnummerierung vergeben. | Platz am Erkelenzdamm mit Gründerzeithäusern                                                              |
| E.T.A.-Hoffmann-Promenade (Lage)          | 0200                                                           | E. T. A. Hoffmann (1776–1822), Schriftsteller | 1. Sep. 1991                                            | Die Straße erhielt beim Bau des Blocks 606 zwischen der Friedrich- und Lindenstraße ihren Namen. Sie dient nur als Zufahrt für Bewohner, durchgängig ist sie ein Fußweg. Auf der Nordseite befindet sich das Gelände des ehemaligen Blumengroßmarkts, der inzwischen als Akademie des Jüdischen Museums umgebaut und eröffnet wurde. Auf der Südseite liegen einige Sportplätze. | E.T.A.-Hoffmann-Promenade                                                                                 |
| Eylauer Straße (Lage)                     | 0300                                                           | Preußisch Eylau, 1807 Ort einer Schlacht im preußisch-französischen Krieg in Ostpreußen | 9. Jan. 1901                                            | Der erste Name war Straße 6b, Abt. III des Bebauungsplans. Die Eylauer Straße verbindet die Monumentenstraße (Nord) mit der Dudenstraße (Süd). Die Fraktion von Bündnis 90/Die Grünen brachte 2019 einen Antrag zur „Entmilitarisierung des öffentlichen Raums“ in die Bezirksverordnetenversammlung Friedrichshain-Kreuzberg ein, um einen öffentlichen Diskurs und Beteiligungsprozess über eine mögliche Umbenennung der Eylauer Straße und den anderen im Bezirk nach Generälen und Schlachten benannten Straßen und Plätze zu initiieren. | Eylauer Straße                                                                                            |
| Falckensteinstraße (Lage)                 | 0520                                                           | Eduard Vogel von Falckenstein (1797–1885), preußischer General und Politiker | 9. Nov. 1887                                            | Sie entstand als Straße 5, Abt. I des Bebauungsplans. Der Verkehrsweg ist die geradlinige südsüdwestliche Fortsetzung der Oberbaumbrücke bis zur Görlitzer Straße. Durch diese Straße fuhr bis 1945 eine Linie der Berliner Straßenbahn zwischen Warschauer Straße und Hermannplatz. Sie wurde nach dem Zweiten Weltkrieg nicht wieder in Betrieb genommen. In heutiger Zeit ist eine hier ansässige Begegnungsstätte erwähnenswert (Haus Nummer 6). Diese vom Bezirksamt finanzierte Kultureinrichtung hält umfangreiche Freizeitangebote für alle Generationen und verschiedene Kulturkreise bereit. | Falckensteinstraße                                                                                        |
| Fanny-Hensel-Weg (Lage)                   | 0130                                                           | Fanny Hensel (1805–1847), Komponistin | 1. Okt. 1991                                            | Der Weg ist eine leicht bogenförmig verlaufende Verbindung zwischen Dessauer Straße und Schöneberger Straße. Sie wurde zur Internationalen Bauausstellung 1989 angelegt und mit Wohnhäusern aus dem Stadtprogramm sozialer Wohnungsbau bebaut. Deshalb haben sich hier in den vergangenen Jahren vor allem Familien mit Migrationshintergrund eingemietet. Weil das Berliner Abgeordnetenhaus die Anschlussfinanzierung der gesamten Wohnanlage 2010 gestrichen hat, sind drastische Mieterhöhungen zu verzeichnen, und es entstehen Konflikte. | Fanny-Hensel-Weg                                                                                          |
| Feilnerstraße (Lage)                      | 0140                                                           | Tobias Feilner (1773–1839), Töpfermeister und Fabrikant | 10. Feb. 1848                                           | Der erste Name war Hasenhegergasse, dann Hasenhegerstraße. Mit der neuen Namensvergabe ehrte die Verwaltung das überregionale Wirken von Feilner, der hier seine Fabrik und seine Wohnung hatte; siehe auch Feilnersches Wohnhaus. | Feilnerstraße                                                                                             |
| Fichtestraße (Lage)                       | 0380                                                           | Johann Gottlieb Fichte (1762–1814), Philosoph | 1. Nov. 1874                                            | Zuerst verlief hier der Kolonnenweg. Mit der öffentlichen Widmung im Jahr 1866 wurde daraus gemäß Bebauungsplan die Straße 10, Abt. II. Zwischen 1874 und 1884 weist das Adressbuch lediglich die Städtische Gasanstalt hier aus, eine Parzellennummerierung gab es noch nicht. Die Bebauung mit Wohnhäusern begann ab dem Jahr 1885 und war bis 1890 mit 34 Parzellen weitestgehend abgeschlossen. Als Architekten wirkten unter anderem W. Aberson und J. Krengel. Die Fichtestraße verbindet den Straßenzug Urbanstraße–Grimmstraße (Nord) mit der Hasenheide (Süd). Reste der Städtischen Gasanstalt, 1884 fertiggestellt, sowie fünf Mietshäuser aus den Jahren 1886 bis 1891 sind gelistete Baudenkmale. In der Fichtestraße befindet sich auch der Gasometer Fichtestraße | Fichtestraße                                                                                              |
| Fidicinstraße (Lage)                      | 0550                                                           | Ernst Fidicin (1802–1883), Archivar und Historiker | 24. Apr. 1890                                           | Der erste Name war Straße 23, Abt. II des Bebauungsplans. Sie verbindet den Mehringdamm (West) mit der Friesenstraße (Ost). Darüber hinaus geht der Verkehrsweg als Jüterboger Straße weiter bis zur Golßener Straße. Etwa dreißig Gründerzeithäuser dieser Straße im Chamissokiez sind gelistete Baudenkmale. Hier befinden sich in der Hausnummer 40 auch die Mühlenhaupthöfe. | Fidicinstraße                                                                                             |
| Flottwellstraße (Lage)                    | 0440                                                           | Eduard von Flottwell (1786–1865) preußischer Staatsminister und Oberpräsident der Provinz Brandenburg | 29. Juli 1865                                           | Die Grundstücke an der westlichen Straßenseite (Hausnummern 1–18) und das Straßenland liegen im Ortsteil Tiergarten. An der zu Kreuzberg gehörenden Ostseite der Straße wurde in den 2010er Jahren ehemaliges Bahngelände für den Wohnungsbau umgewidmet. Auf den neu parzellierten Grundstücken 19–45 wurde die Neubausiedlung „Flottwell Living“ errichtet. In Höhe Lützowstraße und Pohlstraße führen Verbindungswege von der Flottwellstraße zum Park am Gleisdreieck. | Berlin-Kreuzberg Flottwellstraße                                                                          |
| Fontanepromenade (Lage)                   | 0360                                                           | Theodor Fontane (1819–1898), Schriftsteller | 30. Apr. 1899                                           | Die Fontanepromenade hieß gemäß Bebauungsplan zunächst Straße 13, Abt. II und verband die Blücherstraße/den Kaiser-Friedrich-Platz mit der Urbanstraße. Zwischen Parzelle 15 und Blücherstraße stand eine Militärwaschanstalt. Am 10. Januar 1972 wurde der nordwärtige Teil der Straße Am Urban in die Fontanepromenade einbezogen. Sie ist seitdem für Kraftfahrzeuge eine Sackgasse. Entsprechend ihrer Namensgebung als Promenade besitzt sie einen breiten begrünten Mittelstreifen. Fontanepromenade 15 ist ein denkmalgeschütztes Gebäude, das 1905/1906 zu Verwaltungszwecken (wahrscheinlich der Militärwaschanstalt) errichtet worden war. Von 1938 bis 1945 diente es als Sitz der von den Nationalsozialisten geschaffenen „Zentralen Dienststelle für Juden“, einschließlich eines gesonderten Arbeitsamtes. Nach dem Krieg gelangte es als Gottesdiensthaus an die „reorganisierte Kirche Jesu Christi der heiligen letzten Tage“ (heute: „Gemeinschaft Christi“). Es steht zusammen mit einem benachbarten Mietwohnhaus (Nummer 16/17) unter Denkmalschutz. | Fontanepromenade                                                                                          |
| Forster Straße (Lage)                     | 0430                                                           | Forst, Kreisstadt in Brandenburg, ursprüngliche Richtung der Straße | 8. Jan. 1874                                            | Sie wurde 1870 als Straße 2, Abt. I des Bebauungsplans angelegt. Die Forster Straße geht südwestwärts von der Wiener Straße ab und führt auf das Paul-Lincke-Ufer. | Forster Straße                                                                                            |
| Fraenkelufer (Lage)                       | 0550                                                           | Albert Fraenkel (1848–1916), Mediziner | 31. Juli 1947                                           | Die Uferstraße hieß nacheinander Kohlenufer und Thielschufer. Hier befinden sich die Reste einer in der Pogromnacht schwer beschädigten Synagoge. | Fraenkelufer                                                                                              |
| Franz-Klühs-Straße (Lage)                 | 0370                                                           | Franz Klühs (1877–1938), Sozialdemokrat, Redakteur und Widerstandskämpfer | 1. Dez. 1971                                            | Sie verbindet die Wilhelmstraße (West) über die Friedrichstraße hinweg mit der Lindenstraße (Ost) und bildet damit die Umleitung für den Kraftfahrzeugverkehr. Ihre Trassierung nimmt die früheren Hofdurchgänge zum Lustspieltheater (West) und zum Handelshof (Ost) auf. | Franz-Klühs-Straße                                                                                        |
| Franz-Künstler-Straße (Lage)              | 0290                                                           | Franz Künstler (1888–1942), Gewerkschafter, Politiker und Widerstandskämpfer | 8. Dez. 1960                                            | Sie verbindet die Lindenstraße (West) über die Alte Jakobstraße mit der Alexandrinenstraße (Ost). Ihr geschwungener Verlauf orientiert sich ein wenig an der früheren Husarenstraße. Allerdings wurde das Straßennetz in diesem Bereich nach der Totalzerstörung im Zweiten Weltkrieg im Zuge der Neubebauung neu geordnet. | Franz-Künstler-Straße                                                                                     |
| Freiligrathstraße (Lage)                  | 0170                                                           | Ferdinand Freiligrath (1810–1876), Lyriker, Dichter und Übersetzer | 9. Jan. 1901                                            | Der Verkehrsweg entstand 1899 als Straße 13 a, Abt. II des Bebauungsplans. Die Straße verläuft in West-Ost-Richtung und verbindet die Fontanepromenade mit der Körtestraße. | Freiligrathstraße                                                                                         |
| Friedrich-Stampfer-Straße (Lage)          | 0100                                                           | Friedrich Stampfer (1874–1957), Journalist und Politiker | 1. Juli 1971                                            | Die kurze Straße entstand im Zusammenhang mit der Neubebauung der Flächen um den Mehringplatz. Dabei wurde auch der südlichste Zipfel der Wilhelmstraße so verlegt, dass diese seitdem in das Hallesche Ufer mündet. Die Friedrich-Stampfer-Straße ist eine Sackgasse, deren Trasse den Verlauf der Wilhelmstraße in diesem Abschnitt nachzeichnet. Hier befindet sich das „AOK-Servicecenter Nordost“ (Hausnummer 1). | Friedrich-Stampfer-Straße                                                                                 |
| Friedrichstraße (Lage)                    | 0800 (im Ortsteil)                                             | Friedrich I. (1657–1713), preußischer König | um 1706                                                 | Die Straße wurde im Zusammenhang mit der Ansiedlung der Hugenotten in der Berliner Vorstadt angelegt und bezeichnet. Der längere nördliche Abschnitt verläuft im Ortsteil Mitte. Zu Zeiten des Kalten Krieges endete die Straße jeweils von Ost- und West-Berliner Seite am Grenzübergang Checkpoint Charlie. Im Süden bildet die Straße für den motorisierten Verkehr eine Sackgasse. Für Fußgänger und Radfahrer ist über sie der Mehringplatz erreichbar. Zum Ortsteil gehören die Grundstücke 1–45 (fortlaufend, wobei einige Nummern fehlen) und auf der Gegenseite 206–246 (fortlaufend), die anderen Grundstücke gehören zum Ortsteil Mitte im Bezirk Mitte. Die Friedrichstraße im Bezirk Kreuzberg-Friedrichshain und Mitte hat die Straßennummer 16228 im Berliner Verzeichnis, daneben gibt es mit 1402 eine Friedrichstraße im Ortsteil Spandau des Bezirks Spandau und mit 1403 jene im Bezirk Steglitz-Zehlendorf Ortsteil Lichterfelde. | U-Bahnhof Kochstraße an der Ecke Friedrich-, Koch- und Rudi-Dutschke-Straße                               |
| Friesenstraße (Lage)                      | 0560                                                           | Friedrich Friesen (1784–1814), Mitbegründer der deutschen Turnbewegung und Pädagoge | 25. Sep. 1884                                           | Der Verkehrsweg entstand 1864 auf Basis des Bebauungsplans und erhielt die Bezeichnung Straße 21c, d, f, Abt. II (SW). Zuvor soll sich hier eine chemische Fabrik befunden haben. 1878 wurde die Friesenstraße öffentlich gewidmet. Am 4. August 1897 kam ein weiterer Abschnitt hinzu. Sie führte nun vom Marheinekeplatz südwärts bis über das Tempelhofer Feld bis zum Kolonnenweg und weiter zum inoffiziellen Grünen Weg an der Eisenbahnersiedlung. Auf der Ostseite errichtete man um 1890 Kasernen für das Königin Augusta Garde-Grenadier-Regiment Nr. 4 und das Garde-Kürassier-Regiment, von denen die meisten Gebäude und Umfriedungen erhalten und denkmalgeschützt sind. Seit der Umwandlung des früheren Exerzierfeldes zum Flughafen Tempelhof endet die Friesenstraße am Columbiadamm. Zahlreiche Wohnhäuser aus dem 19. Jahrhundert sind gelistete Baudenkmale. | Friesenstraße                                                                                             |
| Fromet-und-Moses-Mendelssohn-Platz (Lage) | 0060 × 50 m                                                    | Moses Mendelssohn (1729–1786), Philosoph und seine Ehefrau Fromet | 26. Apr. 2013                                           | Die im April 2013 von der BVV beschlossene Namensvergabe des Platzes an der Lindenstraße, zwischen der Jüdischen Akademie und dem Jüdischen Museum gelegen, geht auf einen Antrag der Museumsverwaltung zurück. Der durch den Umbau der Blumengroßmarkthalle entstandene Stadtplatz sollte ursprünglich nur nach dem Philosophen Mendelsohn benannt werden. Die Frau/Mann-Lösung ergab sich aus der Forderung der BVV die Quote von Straßennamen nach Frauen im Stadtbezirk zu verbessern. | Berlin-Kreuzberg Fromet-und-Moses-Mendelssohn-Platz · Berlin-Kreuzberg Fromet-und-Moses-Mendelssohn-Platz |
| Fürbringerstraße (Lage)                   | 0360                                                           | Moritz Fürbringer (1802–1874), Theologe und Kommunalpolitiker (Stadtschulrat) | 26. Dez. 1874                                           | Die Baugesellschaft „Belle Alliance“ hatte die Straßen 30 und 30a, Abt. II des Bebauungsplans angelegt und ihre Bebauung veranlasst. Nachdem Fürbringer verstorben war, ehrte die Stadt noch im selben Jahr sein Wirken mit der Vergabe eines Straßennamens. Er selbst hatte ganz in der Nähe (Anhaltstraße 11) gewohnt. Sie verläuft zwischen Solmsstraße (West) und Schleiermacherstraße (Ost). | Fürbringerstraße                                                                                          |
| Geibelstraße (Lage)                       | 0160                                                           | Emanuel Geibel (1815–1884), Lyriker | 12. Feb. 1898                                           | Nach dem Bebauungsplan hieß sie zuerst Straße 14a, Abt. II. Sie geht von der Urbanstraße nordwärts ab und schwenkt dann nach Westen bis zum Carl-Herz-Ufer (früher: Kreuzung Plan-Ufer/Wilmsstraße). | Geibelstraße                                                                                              |
| Gitschiner Straße (Lage)                  | 1380                                                           | Gitschin, Gemeinde in Tschechien, Schauplatz einer Schlacht im Deutschen Krieg in Böhmen, heute Jičín in Tschechien | 24. Okt. 1868                                           | Der West-Ost-Straßenzug verbindet das Hallesche Ufer mit der Skalitzer Straße und verläuft nördlich parallel zum Landwehrkanal. Die Gitschiner Straße wurde vor 1870 aus der Halleschen Communication und dem Hellweg gebildet. Am Hellweg 8/9 errichtete die „Städtische Gaserleuchtungs-Kompagnie“ 1845–1847 das II. Städtische Gaswerk zur Versorgung der südlichen Gebiete von Berlin. Ab dem 1. Januar 1847 konnte sie, zusammen mit der I. Städtischen Gasanstalt (südlich der Schillingbrücke zwischen Stralauer Platz und der Spree) und in Konkurrenz zu der von der „Imperial Continental Gas Association“ (ICGA) betriebenen benachbarten „Englischen Gasanstalt“ (heutiges Areal des Sommerbads Kreuzberg, Gitschiner Straße 18–31), die öffentliche Gaslichter versorgen. Die Parzellen 1 und 4–11 dienten zunächst als „Stätteplatz“ (womit ein Städtischer Bauhof und Lagerplatz bezeichnet wurde). Entlang der Gitschiner hatten sich um 1875 zwischen den Wohnhäusern etliche kleinere Handwerker und größere Unternehmen wie die Berliner Kammgarnspinnerei „Schwendy & Co“ (Gitschiner Straße 12/13) oder die Metallgießerei „Ende & Devos“; (Nummer 74) Produktionsstätten eingerichtet. Die Nummern 19–21 gehörten der „ICGA“, die Nummern 23–40 waren die Adresse der (später stillgelegten) Englischen Gasanstalt. Die Kaserne des Garde-Kürassier-Regiments stand auf den Grundstücken 97–102 an der Ecke Friedrichstraße. Um 1880 wurde offenbar die Hausnummernfolge geändert, denn danach erscheint die Städtische Gasanstalt als Nummern 39–49. Der Magistrat hatte in der Gitschiner Straße 7–11 die Pumpstation II (um 1890) für die Städtische Kanalisations-Anstalt errichten lassen, und stets kamen weitere Handwerker und Fabriken hinzu (Holzfabriken, Wäschefabriken, eine Dampfarmaturen-Fabrik, eine Klavierfabrik und viele andere). | Gitschiner Straße                                                                                         |
| Glogauer Straße (Lage)                    | 0390                                                           | Glogau, Stadt in Schlesien, heute Głogów in Polen | 25. Feb. 1891                                           | Die Glogauer Straße, angelegt nach dem Bebauungsplan als Straße 1, Abt. I (SO), verläuft von der Wiener Straße südwärts über die Reichenberger Straße und das Paul-Lincke-Ufer (früher Kottbusser Ufer) bis zum Landwehrkanal und umfasst 34 Hausnummern. Der Verkehrsweg führt danach über die Thielenbrücke und setzt sich im Ortsteil Neukölln als Pannierstraße fort. | Glogauer Straße Ecke Reichenberger Straße                                                                 |
| Gneisenaustraße (Lage)                    | 1180                                                           | August Neidhardt von Gneisenau (1760–1831), preußischer Generalfeldmarschall | 31. Okt. 1864                                           | Nach dem Bebauungsplan soll sie zuerst Straße 7, Abt. II genannt worden sein. Bei der Namensgebung war ihr Verlauf angegeben „zwischen der Hasenhaide und der Bellealliancestraße“ mit sechs Hausnummern sowie neun nach Personen benannten Häusern. Im heutigen Straßenbild verbindet sie den Südstern/Hasenheide mit der Yorckstraße, Kreuzung Mehringdamm. Die Straße ist Teil des Generalszugs und durchgehend mit einem grünen Mittelstreifen angelegt. | Gneisenaustraße                                                                                           |
| Görlitzer Straße (Lage)                   | 0925                                                           | Görlitz, Stadt in Sachsen | 2. Feb. 1869                                            | Die Straße 54, Abt. I des Bebauungsplanes entstand 1868 auf Veranlassung der Berlin-Görlitzer Eisenbahn-Gesellschaft. Die Namensgebung nimmt Bezug auf den 1867 eröffneten Berlin Görlitzer Bahnhof. Sie verläuft von der Skalitzer Straße (Nordwest) bis zum Görlitzer Ufer – früher parallel zum Bahngelände, heute als nordöstliche Begrenzung des Görlitzer Parks. Fünf Mietshäuser, ein Schulgebäude und das „Directorial-Wohngebäude“ der Berlin-Görlitzer Eisenbahn in dieser Straße sind gelistete Baudenkmale. | Görlitzer Straße                                                                                          |
| Görlitzer Ufer (Lage)                     | 0320                                                           | Görlitz, Stadt in Sachsen | 12. Nov. 1866                                           | Die Uferstraße ist ein Abschnitt des nordwestlichen Ufers vom Landwehrkanal vom Heckmannufer bis zur Ratiborstraße. Sie beginnt an der Einmündung der Taborstraße, die bis 1912 auch zum Görlitzer Ufer gehörte, und ist dort seit 2002 für Autos eine Sackgasse. Danach, am Görlitzer Ufer 2, folgt das Baudenkmalsensemble zweier 1901 fertiggestellter Schulen. Hinter der Görlitzer Straße unterquert das Görlitzer Ufer gemeinsam mit dem Landwehrkanal die ehemaligen Eisenbahnbrücken vom Görlitzer Bahnhof, heute Fuß- und Radwege vom Görlitzer Park, als Einbahnstraße bis zur Wiener Straße. Dahinter erschloss die Straße früher bis zu ihrem Ende an der Reichenberger Straße einen Wohnblock, der 1945 kriegszerstört war und nicht wieder aufgebaut wurde. Seit den 1960er Jahren verläuft das Görlitzer Ufer hier als Fußweg durch eine Grünanlage, verlängert bis zur Ratiborstraße. | Görlitzer Ufer                                                                                            |
| Golßener Straße (Lage)                    | 0300                                                           | Golßen, Stadt in Brandenburg | 12. Feb. 1898                                           | Der Verkehrsweg wurde nach dem Bebauungsplan als Straße 20a, Abt. II angelegt. Sie geht zunächst von der Jüterboger Straße südwärts ab, nach der Einmündung der Züllichauer Straße macht sie einen Schwenk nach Südwesten und endet am Columbiadamm. Der nordöstliche Straßenabschnitt grenzt an den Luisenstädtischen Friedhof. In dieser Straße befindet sich die Polizeidirektion 5 mit dem Bereich „Zentrale Aufgaben Verkehrsdienst“. | Golßener Straße                                                                                           |
| Graefestraße (Lage)                       | 0900                                                           | Albrecht von Graefe (1828–1870), Mediziner | 1. Dez. 1875                                            | Nach dieser Straße wird die Umgebung auch als „Graefekiez“ bezeichnet. Graefestraße 85–88 ist ein historisches Schulgebäude (176. und 184. Gemeindeschule, 1888–1890 nach Entwurf von Hermann Blankenstein errichtet), in dem nunmehr die 9. Integrierte Sekundarschule untergebracht ist. Einige Wohnhäuser und die Schule sind Baudenkmale. | Graefestraße nahe der Hasenheide                                                                          |
| Grimmstraße (Lage)                        | 0370                                                           | Jacob und Wilhelm Grimm (1785–1863 und 1786–1859), Sprachwissenschaftler und Märchensammler | 1. Nov. 1874                                            | Die Straße besteht aus zwei durch einen breiten Grünstreifen getrennten Fahrbahnen, die gemäß Bebauungsplan als Doppelstraße B, Abt. II, angelegt wurden. Im Jahr 1874 ist die Straße im Adressbuch offiziell eingetragen als Zwillingstraße. Sie verläuft von der Boeckhstraße (Ostnordost) bis über die Urbanstraße hinaus (Westsüdwest). Einige Wohnhäuser und das hier anliegende Krankenhaus Am Urban sind gelistete Baudenkmale. | Grimmstraße                                                                                               |
| Großbeerenstraße (Lage)                   | 1240                                                           | Großbeeren, Ort einer Schlacht in den Befreiungskriegen in Brandenburg | 2. Aug. 1864                                            | Die erste Bebauung mit Wohngebäuden erfolgte ohne Hausnummernzuordnung, dagegen wurden sieben Häuser namentlich ausgewiesen. Die Großbeerenstraße wurde entsprechend dem Bebauungsplan als Straße 8, Abt. III angelegt. Sie verläuft von der Stresemannstraße / Ida-Wolff-Platz mittels der Großbeerenbrücke über den Landwehrkanal bis zur Kreuzbergstraße in Nord-Süd-Führung. Zahlreiche Mietswohnhäuser aus der zweiten Hälfte des 19. Jahrhunderts sind erhalten und denkmalgeschützt. Die Fraktion von Bündnis 90/Die Grünen brachte 2019 einen Antrag zur „Entmilitarisierung des öffentlichen Raums“ in die Bezirksverordnetenversammlung Friedrichshain-Kreuzberg ein, um einen öffentlichen Diskurs und Beteiligungsprozess über eine mögliche Umbenennung der Großbeerenstraße und den anderen im Bezirk nach Generälen und Schlachten benannten Straßen und Plätze zu initiieren. | Großbeerenstraße                                                                                          |
| Hafenplatz (Lage)                         | 0140 × 90 (Form eines Sehnenvierecks)                          | ein zugeschütteter ehemaliger Hafen des Landwehrkanals | 6. Nov. 1849                                            | Die Verkehrsfläche ist seit der Zuschüttung des namengebenden Beckens eigentlich kein „Platz“ mehr, sondern eine Straße, die den Mendelssohn-Bartholdy-Park nordostwärts begrenzt. Anlässlich der Benennung weist ihn das Adressbuch mit „Bassin an der Schöneberger Straße“ aus. Als zeitgenössische Bewohner der Gebäude am Hafen finden sich ein Kommerzienrat, ein Justizrat, ein Konsul, Handwerksmeister, Regierungsbeamte, sogar ein Gutsbesitzer und viele ähnlich gut gestellte Personen. Deshalb wurde die Gegend im Volksmund auch „Geheimratsviertel“ genannt. Der Hafenplatz umfasst sieben Parzellen und verbindet die Köthener Straße mit der Schöneberger Straße. Im Bereich der einmündenden Dessauer Straße ist er für den Durchgangsverkehr gesperrt. | Hafenplatz                                                                                                |
| Hagelberger Straße (Lage)                 | 0540                                                           | Hagelberg, Ort einer Schlacht in den Befreiungskriegen in Brandenburg | 18. Dez. 1863                                           | Gemäß Bebauungsplan war sie die Straße 2, Abt. III. Die Erstschreibweise lautete Hagelsbergerstraße. Sie wies zunächst keine Nummerierung auf, dagegen werden sieben nach den Besitzern bezeichnete Häuser aufgeführt. Die Hagelberger Straße verläuft in West-Ost-Richtung zwischen der Yorckstraße und dem Mehringdamm. Im 21. Jahrhundert haben sich hier Hotels, Manufakturen (beispielsweise ein „Senfsalon“), Restaurants und kleinere Geschäfte angesiedelt. Die Fraktion von Bündnis 90/Die Grünen brachte 2019 einen Antrag zur „Entmilitarisierung des öffentlichen Raums“ in die Bezirksverordnetenversammlung Friedrichshain-Kreuzberg ein, um einen öffentlichen Diskurs und Beteiligungsprozess über eine mögliche Umbenennung der Hagelberger Straße und den anderen im Bezirk nach Generälen und Schlachten benannten Straßen und Plätze zu initiieren. | Hagelberger Straße                                                                                        |
| Hallesche Straße (Lage)                   | 0330                                                           | Halle (Saale), Stadt in Sachsen-Anhalt | 3. Okt. 1861                                            | Die Straße wurde 1861 angelegt. Der Straßenname orientierte sich an dem Endpunkt der Eisenbahn, die am nahen Anhalter Bahnhof abfuhr. Das Adressbuch beschreibt sie als „bei der Hirschelstraße“ gelegen. Die Hallesche Straße umfasst(e) 15 Parzellen. Sie verbindet die Möckernstraße (West) mit der Stresemannstraße (Ost). Das im Jahr 2004 im Auftrag der Senatsverwaltung fertiggestellte Büro- und Geschäftshaus für den „Verband Deutscher Reiseunternehmen“ (VDR) befindet sich am Ida-Wolff-Platz/Hallesche Straße 1. | Hallesche Straße                                                                                          |
| Hallesches Tor (*) (Lage)                 | 0090 × 50                                                      | Ort eines früheren Stadttors der Berliner Zollmauer an der Straße Richtung Halle (Saale) | 1843                                                    | Der Platz entstand aus der im 18. Jahrhundert vorhandenen Halleschen Communication („zwischen dem Halleschen und Wasser-Thor“) und (1850) Am Halleschen Thore. Das „Am“ verschwand dann irgendwann aus den Adressbüchern. Der Platz ist nicht amtlich gewidmet. | Hallesches Tor                                                                                            |
| Hallesches Ufer (Lage)                    | 1500                                                           | Halle (Saale), Stadt in Sachsen-Anhalt | 6. Nov. 1849                                            | Die Uferstraße entstand gleichzeitig mit dem Ausbau des Landwehrgrabens zum Landwehrkanal und begleitet diesen auf der nördlichen Seite. Die Namensgebung orientierte sich am Endpunkt der am Anhalter Bahnhof beginnenden Bahnlinie. Die letzten drei Häuser der Königgrätzer Straße ordnete die Bezirksverwaltung am 19. Dezember 1936 dem Halleschen Ufer zu. Das Hallesche Ufer ist eine Verbindung zwischen dem Reichpietschufer (West) und der Gitschiner Straße (Ost). Nennenswert ist hier das Theater Hebbel am Ufer (HAU; früher: Hebbel-Theater). | Hallesches Ufer                                                                                           |
| Hasenheide (Lage)                         | 1000                                                           | bei der Benennung hier angrenzendes Hasengehege und Heidelandschaft | 1678                                                    | Die Südseite der Straße liegt im Ortsteil Neukölln und umfasst die Hausnummern 61–119. Zu Kreuzberg gehören die Hausnummern 5–58 auf der Nordseite (1–4 nicht vergeben). Die Schreibweise bis 1907 lautete Hasenhaide. Die Straße verläuft vom Südstern (West) bis zum Hermannplatz (Ost). Unbedingt erwähnenswert sind in dieser Straße die Einrichtungen Hucksleys Neue Welt (erhalten) und die ehemaligen Kliems Festsäle in der Hasenheide 13 (erhalten), werden 2025 rekonstruiert und als Ausstellungsort wieder in Betrieb genommen. | Volkspark Hasenheide                                                                                      |
| Heckmannufer (Lage)                       | 0240                                                           | Carl Justus Heckmann (1786–1878), Schmied und Industrieller; Begründer der Firma C. Heckmann Abth. für Kupfer-Schmiederei, Messing- und Eisenfabrikate, deren Stammwerk hier lag                                                                 | 30. Apr. 1899                                           | Die Straße verläuft am Landwehrkanal von der Schlesischen Brücke bis zur Taborstraße. Vor 1900 beherrschten die Fabrikgebäude von Heckmann die Silhouette entlang des Wassers. Das weltbekannte Bild Das Eisenwalzwerk von Adolph Menzel soll für das 50-jährige Firmenjubiläum der Heckmannschen Fabriken entstanden sein. Die Fabriken sind 1896 noch im Stadtplan eingetragen und wurden bald darauf abgerissen. Die 1899 angelegte Straße wurde bis 1905 vollständig mit Wohngebäuden bebaut. | Heckmannufer                                                                                              |
| Hedemannstraße (Lage)                     | 0360                                                           | Heinrich Philipp Hedemann (1800–1872), Kommunalpolitiker | 28. Juli 1872                                           | Der Kommerzienrat und Fabrikant G. Stobwasser aus der Wilhelmstraße (Mitte) hatte 1872 den Bau dieser neuen Straße veranlasst, die die Königgrätzer mit der Wilhelmstraße verband. Der Straßenname wurde auf Vorschlag des Magistrats vergeben, der damit „den jüngst verstorbenen Bürgermeister“ Hedemann ehrte. Eine um 1920 angelegte Verlängerte Hedemannstraße kam 1927 zur Hedemannstraße hinzu. Sie verläuft heute zwischen Stresemannstraße und Friedrichstraße in West-Ost-Führung. | Hedemannstraße                                                                                            |
| Heimstraße (Lage)                         | 0270                                                           | Ernst Ludwig Heim (1747–1834), Mediziner und Berliner Ehrenbürger | 19. Nov. 1887                                           | Gemäß Bebauungsplan wurde sie als Straße 27a, Abt. II angelegt und bis zur Namensgebung bereits umfangreich mit Wohnhäusern besetzt. Die Straßenbenennung nach dem Armenarzt und Hobby-Botaniker Heim, der in Berlin-Mitte gewohnt und seine Praxis unterhalten hatte, ehrte dessen Wirken für einen breiten Bevölkerungskreis. Die Straße verläuft zwischen Bergmannstraße und Jüterboger Straße in Nord-Süd-Richtung. | Heimstraße                                                                                                |
| Hermannplatz (Lage)                       | 0140 × 70                                                      | Mythen- und Symbolfigur Hermann der Cherusker | 28. Sep. 1885                                           | Nach dem Bebauungsplan hieß er zunächst Platz I. Bis auf die in Kreuzberg liegende Westseite des langgestreckten rechteckigen Platzes mit dem Kaufhaus Karstadt befindet sich der Platz im Ortsteil Neukölln. | Kaufhaus Karstadt am Hermannplatz                                                                         |
| Hohenstaufenplatz (Lage)                  | 0200 × 80                                                      | Hohenstaufer, schwäbisches Adelsgeschlecht | 27. Feb. 1889                                           | Gemäß Bebauungsplan hieß er Platz A, Abt. II und wurde in die Erweiterung des Straßennetzes ab 1875 einbezogen. Den ersten Bewohnern der Gegend diente die Fläche als Weide für ihre Ziegen, weswegen er Zickenplatz genannt worden sein soll. Die große Grünfläche wird begrenzt von Lachmannstraße (Nord), Schönleinstraße (Nordwest, Südwest), Boppstraße (Süd) und Kottbusser Damm (Ost). In den Häusern der umgebenden Straßen haben sich zahlreiche gastronomische Einrichtungen etabliert. An der Westseite des Platzes findet regelmäßig ein Ökomarkt statt. | Hohenstaufenplatz                                                                                         |
| Hornstraße (Lage)                         | 0250                                                           | Heinrich Wilhelm von Horn (1762–1829), preußischer Generalleutnant | 24. Aug. 1873                                           | Sie wurde gemäß Bebauungsplan als Straße A, Abt. III angelegt. Die Hornstraße besitzt zwei durch einen breiten begrünten Mittelstreifen getrennte Fahrbahnen, die auf die ersten Planungen eines Generalszugs zurückgehen. Die Hornstraße wird von der Möckernstraße (West) verkehrsmäßig erschlossen, ihre Verbindung zur Yorckstraße (Ost) ist nur als Fußweg möglich. Sie umfasst 14 Hausnummern, darunter auch die hier 1963 eingeweihte Christus-Kirche, Hornstraße 7/8. | Hornstraße                                                                                                |
| Ida-Wolff-Platz (Lage)                    | 0060 × 50                                                      | Ida Wolff (1893–1966), Kommunalpolitikerin und Widerstandskämpferin | 1. Jan. 1999                                            | Der rechteckige Platz liegt östlich der Stresemannstraße und entstand durch leichte Verschwenkungen der Halleschen und der Großbeerenstraße. | Ida-Wolff-Platz                                                                                           |
| Jahnstraße (Lage)                         | 0240                                                           | Friedrich Ludwig Jahn (1778–1852), Initiator der deutschen Turnbewegung | 18. Sep. 1885                                           | Gemäß Bebauungsplan hieß sie anfangs Straße 3, Abt. III. Sie verbindet die Urbanstraße (Nord) mit der Straße Hasenheide (Süd). | Jahnstraße                                                                                                |
| Jakobikirchstraße (Lage)                  | 0120                                                           | St. Jacobikirche | 7. Apr. 1849                                            | Die Straße wurde im Jahr der Namensgebung angelegt und reichte ursprünglich bis zur Mathieustraße. Seitdem diese eingezogen und zu Bauland umgewidmet wurde, ist die Jakobikirchstraße eine Sackgasse. Sie geht nordwärts von der Ritterstraße ab und endet auf dem Platz vor der namensgebenden Kirche. | Jakobikirchstraße                                                                                         |
| Johanniterstraße (Lage)                   | 0390                                                           | Johanniterorden | 30. Mai 1864                                            | Nach dem Bebauungsplan entstand sie als Straße 34, Abt. II. Der Verkehrsweg verbindet die Zossener Straße (West) mit der Tempelherrenstraße (Ost). Im Jahr 1956 wurde ein Teil des Planufers zwischen Blücher- und Brachvogelstraße in die Johanniterstraße einbezogen. 1978 fiel der Bereich zwischen Blücherplatz und Zossener Straße wieder weg. Kauperts.de erklärt die Namensgebung damit, dass dieser Name Beziehungen zum Johannistisch, einem früheren Stadtmissionszentrum, hat. | Johanniterstraße                                                                                          |
| Jüterboger Straße (Lage)                  | 0460                                                           | Jüterbog, Stadt in Brandenburg | 4. Aug. 1897                                            | Nach dem Bebauungsplan wurde der Verkehrsweg als Straße 20, Abt. III, angelegt. Die Jüterboger Straße verläuft zwischen Golßener Straße (Ost) und Friesenstraße (West), danach setzt sich die Trasse als Fidicinstraße fort. Im Gebäude Nummer 3 befindet sich eine der beiden Berliner Kfz-Zulassungsstellen. | Jüterboger Straße                                                                                         |
| Kastanienplatz (*) (Lage)                 | 0060 × 30                                                      | 16 Kastanien, die hier angepflanzt wurden | 16. Apr. 2013                                           | Der Platz ist nicht amtlich gewidmet, weil er zum Eigentum der Gewobag gehört. Namentliche Erwähnung fand er bereits um das Jahr 2007. Jedoch wurde im April 2013 ein offizielles Namensschild enthüllt. Der Kastanienplatz liegt auf der Nordwestseite der Kreuzung Wassertorstraße und Bergfriedstraße. Obwohl die Fläche nicht sehr groß ist, diente sie bereits mehrfach für Straßenfeste (Freiluft-Schach, Lichterfest, Konzerte). Nach dem Willen der gemeinnützigen Wohnungsbaugenossenschaft Gewobag, der auch die angrenzenden Häuser gehören, wurde er zusammen mit den Bewohnern weiter aufgewertet. Ein Flachbau, in dem das „Café Wassertor“ untergebracht ist, öffnet sich zum Platz hin. | Kastanienplatz                                                                                            |
| Katzbachstraße (Lage)                     | 0710                                                           | Katzbach, Nebenfluss der Oder in Schlesien und namensgebend für eine Schlacht in den Befreiungskriegen | 31. Okt. 1864                                           | Laut Bebauungsplan war sie zunächst die Straße 14, Abt. III. Die Katzbachstraße verläuft in Nord-Süd-Richtung zwischen Yorck- und Dudenstraße. Die südwärtige Fortsetzung heißt Boelckestraße. Im mittleren Ostbereich tangiert der Viktoriapark die Straße. Die Radwege wurden auf einer Gesamtlänge von etwa 1300 Metern im Auftrag der Senatsverwaltung für Umwelt, Verkehr und Klimaschutz und durch das landeseigene Unternehmen Infravelo als Bauherr und Projektsteuerer zwischen September und November 2018 mit grüner Farbe gekennzeichnet. Die Fraktion von Bündnis 90/Die Grünen brachte 2019 einen Antrag zur „Entmilitarisierung des öffentlichen Raums“ in die Bezirksverordnetenversammlung Friedrichshain-Kreuzberg ein, um einen öffentlichen Diskurs und Beteiligungsprozess über eine mögliche Umbenennung der Katzbachstraße und den anderen im Bezirk nach Generälen und Schlachten benannten Straßen und Plätze zu initiieren. | Katzbachstraße                                                                                            |
| Kleinbeerenstraße (Lage)                  | 0080                                                           | Kleinbeeren, Ortsteil von Großbeeren in Brandenburg | 2. Dez. 1870                                            | Die Kleinbeerenstraße sollte auf Wunsch des Rats-Zimmermeisters A. Caspar, der hier Baugrundstücke besaß, nach dem preußischen Sieg in der Schlacht bei Sadowa im Jahr 1866 Sadowastraße genannt werden. So patriotisch waren die Stadtväter jedoch nicht, sondern gaben ihr die heutige Bezeichnung, weil sie ursprünglich in die Großbeerenstraße mündete. Im Juni 1963 und November 1966 kappte man zwei Teilabschnitte, so dass eine Sackgasse östlich der Möckernstraße übrig blieb. In dieser Straße wurde 1886 die Augusta-Schule nebst Lehrerinnenseminar nach Entwürfen des Architekten Friedrich Schulze eröffnet. Zwischen 1991 und 1995 ließ der Senat von Berlin hier einen Gebäudekomplex für das Berliner Familiengericht neu bauen und das 1915 bis 1921 entstandene Amtsgericht denkmalgerecht umbauen. | Kleinbeerenstraße                                                                                         |
| Kleine Parkstraße (Lage)                  | 0100                                                           | nahegelegener Viktoriapark | 20. Apr. 1837                                           | Sie ist eine Erschließungsstraße für die Villen südlich der Kreuzbergstraße. Ihre Lage wurde angegeben mit „an der Lichterfelder Straße“ und umfasste anfänglich zehn Parzellen direkt am Viktoriapark sowie weitere neun Parzellen bis zur Kreuzbergstraße reichend. Später wurden die Nummern 1–10 aus den Adressverzeichnissen entfernt. Kleine Parkstraße 14–19 waren um 1920 im Eigentum der Stadt Berlin. Die Parzellen wiesen zur damaligen Zeit die „Victoria-Terrassen“ mit dem Café „Fritz Lang & Co.“ sowie ein Mütter- und Säuglingsheim vom Vaterländischen Frauenverein, Bezirk Süden aus. | Kleine Parkstraße                                                                                         |
| Kloedenstraße (Lage)                      | 0080                                                           | Karl Friedrich von Klöden (1786–1856), Pädagoge, Historiker und Geograf | 17. März 1891                                           | Der Verkehrsweg entstand nach dem Bebauungsplan 1888/1898 als Straße 21 e, Abt. II. Die Kloedenstraße verbindet die Willibald-Alexis-Straße (Nord) mit der Fidicinstraße (Süd). Sie liegt im Chamissokiez und weist zahlreiche Baudenkmale auf. | Kloedenstraße                                                                                             |
| Kochstraße (Lage)                         | 0280                                                           | Johann Jacob Koch († vor Mai 1751), Bäckermeister und Kommunalpolitiker | 1734                                                    | Zuerst hieß sie Kirchstraße. Ihre Umbenennung erfolgte offenbar bereits zu Lebzeiten von Koch, sie wurde anfangs Koch-Straße geschrieben. Die Straße ist auch Namensgeber für den U-Bahnhof Kochstraße. In dieser Straße befindet sich unter anderem der Bundesverband Baustoffe – Steine und Erden. Im Haus Nummer 9 ist das OSZ „Bekleidung und Mode“ untergebracht. Nach Neutrassierung und Neubebauung des zum Ende des Zweiten Weltkriegs weitestgehend zerstörten ehemaligen „Zeitungsviertels“ wurde die Kochstraße um einen Abschnitt bis zur Lindenstraße verlängert. Dieser Abschnitt wurde am 30. April 2008 ausgegliedert und in Rudi-Dutschke-Straße umbenannt. | Ecke Koch- und Friedrichstraße                                                                            |
| Kommandantenstraße (Lage)                 | 0300 (im Ortsteil)                                             | ein Stadtkommandant von Berlin, der in dieser Straße ein Haus besaß | 1846                                                    | Der Verkehrsweg ist ein Teil der heutigen Friedrichstadt und hieß ab zirka 1658 zuerst Scheunengasse, danach Jouanengasse und ab 1763 Neue Kommandantenstraße in der Schreibweise Commendanten-Straße (neue). Um 1800 kam die Alte Kommandantenstraße hinzu. Erst 1846 fasste man beide zur Kommandantenstraße zusammen. Ein aufgelassener städtischer Friedhof (damalige Adresse Kommandantenstraße 5a) wurde in die Bebauung der Straße mit einbezogen. Zu Kreuzberg gehört der Hausnummernbereich 15–62, die Nummern 70–80 gehören zum Ortsteil Mitte. Die Kommandantenstraße verläuft mit einem leichten Knick zwischen Lindenstraße und Alexandrinenstraße. An der Kommandantenstraße 15 liegt Kreuzbergs größtes Industrieunternehmen, die Bundesdruckerei. | Die Bundesdruckerei an der Kommandantenstraße                                                             |
| Kopischstraße (Lage)                      | 0090                                                           | August Kopisch (1799–1853), Historienmaler und Schriftsteller | 24. Apr. 1890                                           | Nach dem Bebauungsplan wurde der Verkehrsweg als Straße 21 f, Abt. II angelegt. Sie ist eine kurze Nord-Süd-Verbindung zwischen Willibald-Alexis- und Fidicinstraße und liegt im Chamissokiez. Die Gebäude Kopischstraße 1–10 sind Bestandteil der Berliner Baudenkmalliste, darunter ist der Wasserturm Tempelhofer Berg aus den Jahren 1887/1888 von Hugo Hartung und Richard Schultze besonders bemerkenswert. | Kopischstraße                                                                                             |
| Köpenicker Straße (Lage)                  | 1100 (im Ortsteil)                                             | Köpenick, bis 1920 Stadt in Brandenburg, Richtung der Straße | nach 1600                                               | Frühere Namen (ab zirka 1590) stellten Beschreibungen einzelner Abschnitte des Weges dar: Der lange Damm, Weidendamm, Die neue Trift und Der neue Damm. Bei der Zusammenfassung zu Beginn des 17. Jahrhunderts wurde der Verkehrsweg verbreitert und mit Bäumen eingefasst. Man schrieb den Straßennamen Copnickerstraße, auch Cöpnicksche Straße oder Cöpnickerstraße. Die Schreibweise mit „K“ wurde entsprechend der veränderten Schreibung des namensgebenden Ortsteils erst in den 1930er Jahren eingeführt. Ein Teil der Straße verläuft im Ortsteil Mitte. | Blick in die Köpenicker Straße vom U-Bahnhof Schlesisches Tor · Mauer am Bethaniendamm                    |
| Körtestraße (Lage)                        | 0380                                                           | Werner Körte (1853–1937), Chirurg | 21. Okt. 1933                                           | Sie hieß nach dem Bebauungsplan zuerst Straße 11, Abt. II. Im Jahr 1893 erhielt sie die Bezeichnung Camphausenstraße. Im 21. Jahrhundert haben sich entlang dieser Straße etliche Restaurants und kleine Handelseinrichtungen etabliert. | Körtestraße, Blick Richtung Südstern                                                                      |
| Köthener Straße (Lage)                    | 0580                                                           | Köthen, Stadt in Sachsen-Anhalt | 24. Jan. 1844                                           | Die Namensgebung erfolgte sofort nach Anlage der Straße mit Bezug auf den Endpunkt der vom Anhalter Bahnhof abfahrenden Eisenbahnen. Die Westseite der Straße (Hausnummern 1–6) liegt im Ortsteil Tiergarten. In der Köthener Straße 44 hat der Berufsverband Bildender Künstler Berlin seinen Verwaltungssitz. | Köthener Straße                                                                                           |
| Kottbusser Damm (Lage)                    | 0980                                                           | Cottbus, Stadt in Brandenburg | vor 1867                                                | Der Verkehrsweg entstand als Rixdorfer Straße bereits im 16. Jahrhundert, später hieß er auch Rixdorfer Damm. Ein erster Abschnitt wurde 1839 ausgegliedert und in Kottbusser Straße umbenannt (siehe unten). Der längere Abschnitt erhielt um 1866 die Bezeichnung Kottbusser Damm, 1867 ist nur die Nummer 1 aufgeführt. Die Bebauung entstand bis um 1874, wobei zuerst keine weitere Hausnummernzählung erfolgte, die Häuser trugen den Namen ihrer Eigentümer (Winkler, Bluth, Monkorps, Wappler). Der Damm führt vom Landwehrkanal (Kottbusser Brücke) bis zum Hermannplatz. Die Ostseite der Straße (Hausnummern 62–104) liegt im Ortsteil Neukölln. Am Kottbusser Damm stehen drei zu Beginn des 20. Jahrhunderts errichtete Wohngebäudekomplexe unter Denkmalschutz. | Kottbusser Damm                                                                                           |
| Kottbusser Straße (Lage)                  | 0245                                                           | Cottbus, Stadt in Brandenburg | 7. Apr. 1839                                            | Die Kottbusser Straße ist eine Fortsetzung der Dresdener Straße nach Süden. Sie ist ebenso wie der Kottbusser Damm ein Abschnitt des bereits im 16. Jahrhundert nachgewiesenen Rixdorfer Damms und damit Teil der alten Heerstraße nach Dresden. Zuerst wurde sie Kottbuserstraße geschrieben. Sie begann um 1870 am Kottbusser Tor/Skalitzer Straße, führte bis zur (damaligen) Verlängerten Ritterstraße (später in die Ritterstraße einbezogen) und umfasste 22 Parzellen. Sie verläuft geradlinig südostwärts bis zum Landwehrkanal, ihre Weiterführung ist der Kottbusser Damm. | Kottbusser Straße                                                                                         |
| Kottbusser Tor (*) (Lage)                 | 0120 (Durchmesser)                                             | Ort eines früheren Stadttors der Berliner Zollmauer an der Straße in Richtung Cottbus | vor 1789                                                | Der Platz ist nicht amtlich gewidmet. Er tauchte aber frühzeitig als Vor dem Kottbuser Thore in den Adressbüchern auf. In den Kreisverkehrsplatz münden die Adalbertstraße (Nord), die Skalitzer Straße mit zwei durch die U-Bahn-Hochtrasse getrennten Fahrstreifen (Ost–West), die Reichenberger Straße (Südost–Nordwest) und die Kottbusser Straße (Süd). Bei den Einwohnern heißt der Platz mit seiner näheren Umgebung „der Kotti“. | Neues Kreuzberger Zentrum am Kottbusser Tor                                                               |
| Kreuzbergstraße (Lage)                    | 0950                                                           | Kreuzberg, namensgebender Berg | 31. Juli 1862                                           | Der frühere Name eines Abschnitts war Weinmeisterweg. Als der Berg seinen Namen bekam, wurde der Weg entsprechend umbenannt. Ein nach dem Bebauungsplan als Straße 6a, Abt. III angelegter neuer Straßenabschnitt wurde am 4. April 1895 in die Kreuzbergstraße mit einbezogen. Als 1938 eine neue Grenzziehung der Verwaltungsbezirke vorgenommen wurde, kam ein Teil (Hausnummern 39–42) zu Schöneberg. Nur das Straßenland verblieb in Kreuzberg. | Kreuzbergstraße                                                                                           |
| Lachmannstraße (Lage)                     | 0130                                                           | Karl Lachmann (1793–1851), Mediävist und Altphilologe | 1. Nov. 1874                                            | Der erste Name war Straße 9, Abt. II des Bebauungsplans. Die Lachmannstraße bildet die nördliche Begrenzung vom Hohenstaufenplatz und verläuft zwischen Schönleinstraße und Kottbusser Damm. Nur die Nordseite der Straße ist mit einem zusammenhängenden Wohnhaustrakt bebaut, der jüngeren Datums ist und nicht unter Denkmalschutz steht. Vor dem Haus Nummer 4 befindet sich ein Stolperstein für Recha Feibel, die in der NS-Zeit deportiert und im KZ Majdanek umgebracht wurde. | Lachmannstraße                                                                                            |
| Lausitzer Platz (Lage)                    | 0120 × 100                                                     | Lausitz, Region in Deutschland und Polen | 7. Apr. 1849                                            | Der Platz ist ein Teil des früheren Köpenicker Feldes innerhalb der Berliner Stadtmauer. 1847 errichtete man hier das „Köpenicker Tor“ und 1890 bis 1893 die Emmauskirche. | Lausitzer Platz                                                                                           |
| Lausitzer Straße (Lage)                   | 0580                                                           | Lausitzer Platz | 13. Okt. 1866                                           | Bei der Erschließung des früheren Köpenicker Feldes vor den Berliner Stadttoren wurden gemäß Bebauungsplan Straßen neu geplant und angelegt. Der vom bereits vorhandenen Lausitzer Platz abgehende Verkehrsweg (Straße 3, Abt. I des Bebauungsplans) erhielt deshalb die Bezeichnung nach dem Platz. Um 1873 verlängerte man sie von der Wiener Straße zur Reichenberger Straße und nannte den neuen Abschnitt Verlängerte Lübbenerstraße, die 1875 in die Lausitzer mit einbezogen wurde. An der Ecke Lausitzer Straße/Paul-Lincke-Ufer steht das kleinste Kirchenbauwerk Berlins, die Ölbergkapelle. | Lausitzer Straße                                                                                          |
| Legiendamm (Lage)                         | 0170 (im Ortsteil)                                             | Carl Legien (1861–1920), Gewerkschafter | 31. Juli 1947                                           | Die ersten Namen lauteten Luisenufer und nach Zuschüttung des Luisenstädtischen Kanals unter Einbeziehung eines Teils vom Kohlenufer Kösterdamm. Der Legiendamm markiert in seinem Verlauf die Westseite des ehemaligen Kanals und ist ein Spiegelbild des Leuschnerdamms. Der nördliche Abschnitt der Straße (Hausnummern 30–42) verläuft im Ortsteil Mitte. Am Legiendamm 8–10 befindet sich die Berliner Hauptgeschäftsstelle des ARAG-Konzerns. Drei Gebäude am Legiendamm sind gelistete Baudenkmale. | Legiendamm                                                                                                |
| Leuschnerdamm (Lage)                      | 0400 (im Ortsteil)                                             | Wilhelm Leuschner (1890–1944), Gewerkschafter, Politiker und Widerstandskämpfer | 31. Juli 1947                                           | Die vorherigen Namen waren Elisabethufer und Schröderdamm. Ein Teil der Straße (Hausnummern 1–25) verläuft im Ortsteil Mitte. In Kreuzberg liegt der Abschnitt zwischen Oranienplatz und Waldemarstraße. An dieser Ecke steht die St.-Michael-Kirche, Adresse Waldemarstraße. Der „Engelbeckenhof“ (Leuschnerdamm 13) ist ein gelistetes Baudenkmal. Erwähnenswert ist außerdem mit der Adresse Leuschnerdamm 25 an der Ecke zur Waldemarstraße das Alt-Berliner Wirtshaus „Die Henne“, 1911 eröffnet. Erwerber der Räumlichkeiten und Betreiber war der Architekt Paul Litfin, nach dessen Entwurf die Inneneinrichtung entstand: unter anderem ein mit Silberblech belegter Tresen (Vorderwand mit grünen und braunen Kacheln geschmückt), ein dunkel gebeiztes hölzernes Flaschenregal, rustikale Tische, Hirschgeweihe an den Wänden und schmiedeeiserne Lampen. Litfin hatte es „Zur Hirschecke“ genannt. Besonderheit: seit 1968 hier wird lediglich ein Gericht, ein besonders zubereitetes Backhuhn, serviert. Der Name des Lokals stammt von dem Zapfer Bernd Henne, der es zwischen 1980 und 1991 betrieb. Die Häuser am Leuschnerdamm 9 und Leuschnerdamm 7 waren Ende der 1970er bis Anfang der 1980er Jahre besetzt. | Leuschnerdamm                                                                                             |
| Liegnitzer Straße (Lage)                  | 0430                                                           | Liegnitz, Stadt in Schlesien, heute Legnica in Polen | 10. Mai 1873                                            | Der Verkehrsweg wurde nach dem Bebauungsplan, Abt. I als Straße 6 angelegt und 1873 mit der Namensgebung öffentlich gewidmet. Die Liegnitzer Straße verbindet die Wiener Straße (Nordost) mit dem Paul-Lincke-Ufer (Südwest). | Liegnitzer Straße                                                                                         |
| Lilienthalstraße (Lage)                   | 0330 (im Ortsteil)                                             | Otto Lilienthal (1848–1896), Luftfahrtpionier | 7. Jan. 1928                                            | Mit der Namensvergabe erhielt ein zuvor an den Schießständen der Hasenheide, dem Militär-Übungsplatz und dem Militärfriedhof vorbeiführender Weg seine erste amtliche Bezeichnung. Im Mai 1929 wurde der nördlich weiterführende Straßenzug Siboldstraße – Lehniner Straße in die Lilienthalstraße mit einbezogen. Ein Abschnitt der Straße (Hausnummern 3–17) liegt im Ortsteil Neukölln, an dem sich auch das Gotteshaus der „Katholischen Pfarrgemeinde Polnische Mission in St. Johannes-Basilika“ befindet. Sie verbindet den Südstern über die Züllichauer Straße in Nord-Süd-Führung mit dem Columbiadamm. | Lilienthalstraße                                                                                          |
| Lindenstraße (Lage)                       | 0980                                                           | Erstbepflanzung mit Linden | um 1706                                                 | In den Adressbüchern um 1800 ist ihr Verlauf angegeben vom Rondell (heutiger Mehringplatz) über Hasenhegergasse, Jerusalemer Straße bis Neue Commendanten-Straße. In der Straße befinden sich seit den 1990er Jahren das Jüdische Museum (im Bild), das denkmalgeschützte Gebäude der ehemaligen Victoria Versicherung sowie die Hauptverwaltung der BKK mkk. Weiterhin sind dort verschiedene Skulpturen eines öffentlichen Skulpturengartens der Berlinischen Galerie mit dem Titel „Kunst – Stadt – Raum“ zu sehen, zum Beispiel „Black Sun Press“, „Nobody“ und „Wasserträgerin“. | Jüdisches Museum Berlin                                                                                   |
| Lobeckstraße (Lage)                       | 0730                                                           | Heinrich Ludwig Lobeck (1787–1855), Gründer der ersten Lebensversicherungs-Anstalt in Berlin | 1. Nov. 1962                                            | Der Verkehrsweg hieß ab 1849 Brandenburgstraße. Die Lobeckstraße verläuft von der Oranienstraße bis zur Gitschiner Straße in Nordost-Südwest-Führung. Die Lebensversicherungs-Anstalt finanzierte 1936 die Neugestaltung des Waldeckparks, der daraufhin in „Lobeckpark“ umbenannt wurde. In den 1950er Jahren stellte man den Park im ursprünglichen Zustand wieder her; er war während und nach dem Krieg zum Zwecke der Holzgewinnung benutzt worden. Aus diesem Anlass beschloss die Bezirksverwaltung 1962, die Brandenburgstraße in Lobeckstraße umzubenennen. | Lobeckstraße                                                                                              |
| Lübbener Straße (Lage)                    | 0210                                                           | Lübben, Kreisstadt in Brandenburg | 11. Aug. 1872                                           | Bereits im Anfang des 19. Jahrhunderts gab es eine gleichnamige Straße („zwischen Lausitzer Platz und Köpnickerstraße“), die über Eisenbahnstraße in Manteuffelstraße umbenannt worden war. So erhielt der um 1860 als Straße 2, Abt. I angelegte Verkehrsweg den Namen Lübbener Straße. Sie führt von der Görlitzer bis zur Skalitzer Straße. | Lübbener Straße                                                                                           |
| Luckauer Straße (Lage)                    | 0220                                                           | Luckau, Stadt in Brandenburg | 17. Nov. 1856                                           | Die Luckauer Straße verläuft in Süd-Nord-Richtung von der Oranienstraße bis zur Dresdener Straße–Waldemarstraße. Bis etwa 1980 gehörte der größere Abschnitt (Nummern 1–16) noch zum Ortsteil Mitte, nach der letzten Verwaltungsreform liegen nur die Nummern 7–9 auf der Westseite der Straße in Mitte. Die Berliner Mauer führte ein Stück durch diese Straße. | Luckauer Straße                                                                                           |
| Luckenwalder Straße (Lage)                | 0220                                                           | Luckenwalde, Kreisstadt in Brandenburg | 4. März 1863                                            | Nach dem Bebauungsplan entstand sie als Straße 17, Abt. III. Die Luckenwalder Straße verbindet die Schöneberger Straße mit dem Tempelhofer Ufer. | Luckenwalder Straße                                                                                       |
| Manteuffelstraße (Lage)                   | 450                                                            | Otto Theodor von Manteuffel (1805–1882), preußischer Politiker | 22. Mai 1852                                            | Ab 1849 trug die Straße bis 1852 den Namen Eisenbahnstraße. Sie verlief zwischen Köpenicker Straße und Paul-Lincke-Ufer. Der nördliche Teil von der Köpenicker bis zur Oranienstraße wurde 2023 in Audre-Lorde-Straße umbenannt. | Manteuffelstraße                                                                                          |
| Marheinekeplatz (Lage)                    | 0230 × 90                                                      | Philipp Konrad Marheineke (1780–1846), Philosoph und Theologe | 22. Dez. 1875                                           | Die ersten Namen waren Straße 27a für die nördliche Begrenzung und Platz F, Abt. II des Bebauungsplans. Direkt auf dem Platz befinden sich die Markthalle XI (westlich) sowie eine Grünanlage mit Spielplatz (östlich). | Marheinekeplatz                                                                                           |
| Mariannenplatz (Lage)                     | 0300 × 100                                                     | Prinzessin Marianne von Preußen (1785–1846), Ehefrau von Wilhelm von Preußen | 24. März 1849                                           | Der Platz entstand im Zusammenhang mit dem Bebauungsplan auf der Fläche des früheren Köpenicker Feldes. Er bildet ein langgestrecktes Oval zwischen dem Bethaniendamm und der südwärts mittig abgehenden Mariannenstraße. Seine gartenähnliche Gestaltung geht auf Entwürfe von Peter Joseph Lenné zurück. In der zweiten Hälfte des 20. Jahrhunderts wurde der Mariannenplatz über den Bezirk hinaus durch Hausbesetzungen und nicht immer friedliche Maiveranstaltungen bekannt. Zum Platz gehören die Baudenkmale Diakonissenhaus Bethanien (heute Künstlerhaus; siehe Bild) sowie die St.-Thomas-Kirche an seinem Nordrand. | Das Bethanien am Mariannenplatz                                                                           |
| Mariannenstraße (Lage)                    | 0690                                                           | Prinzessin Marianne von Preußen (1785–1846), Ehefrau von Wilhelm von Preußen | 24. März 1849                                           | Der Verkehrsweg führte anfangs „vom Mariannenplatz, die Oranienstraße durchkreuzend bis zur Kottbusser Communikation“ (heute: Skalitzer Straße). Die Fortsetzung bis zum Kottbusser Damm / Fraenkelufer am Landwehrkanal hieß nach dem Bebauungsplan Abt. I zunächst Straße 8. Sie wurde am 18. September 1871 in die Mariannenstraße einbezogen. | Mariannenstraße                                                                                           |
| Maria-von-Maltzan-Platz (Lage)            | 040 × 40                                                       | Maria Gräfin von Maltzan (1909–1997), Biologin, Tierärztin und Widerstandskämpferin gegen den Nationalsozialismus | 17. März 2021                                           | Der in der Naunynstraße gelegene Platz besteht bereits seit der Anlage der Straße im 19. Jahrhundert und entstand dadurch, dass die Wohnhäuser 39, 40 und 41 an der Nordseite der Naunynstraße sowie die Wohnhäuser 51, 52 und 53 an der Südseite jeweils etwa 15 Meter zur Straßenflucht rückversetzt erbaut wurden. Der bis 2021 offiziell namenlose Platz wurde im Volksmund Bullenwinkel genannt. In der Mitte des quadratischen Platzes befindet sich eine kleine Grünfläche. | Berlin-Kreuzberg Maria-von-Maltzan-Platz                                                                  |
| Markgrafenstraße (Lage)                   | 0500 (im Ortsteil)                                             | Markgraf Philipp Wilhelm von Brandenburg-Schwedt (1669–1711), der hier ein Palais besaß | um 1706                                                 | Die Vergabe des Straßennamens erfolgte noch zu Lebzeiten des Markgrafen. Die Hausnummern 5–20 und 62–87 befinden sich in Kreuzberg und wurden erst 1733 als südwärtige Verlängerung der Markgrafenstraße (zwischen Lindenstraße) hinzugefügt; also musste für den hier behandelten Straßenabschnitt die Benennung auf dieses Jahr verändert werden. Die Nummern 22–61 gehören zum Ortsteil Mitte (dieser Ost-Berliner Abschnitt trug zwischen 1968 und 1991 den Namen Wilhelm-Külz-Straße). | Markgrafenstraße                                                                                          |
| May-Ayim-Ufer (Lage)                      | 0275                                                           | May Ayim (1960–1996), Dichterin, Pädagogin und Aktivistin der afrodeutschen Bewegung | 20. Feb. 2010                                           | Der erste Name ab 1896 war Groeben-Ufer. Die Uferstraße entlang der Spree verläuft von der Pfuelstraße zur Oberbaumstraße/Falckensteinstraße (Oberbaumbrücke). Zu letzterer führen allerdings Treppen hinauf. Sie wurde nach 1891 angelegt und erhielt eine aufwändig gestaltete Schiffs-Anlegestelle. Diese dient im 21. Jahrhundert nicht mehr so sehr dem Ausflugsverkehr auf der Spree, sondern als Liegeplatz eines Hotelschiffes. | Berlin-Kreuzberg May-Ayim-Ufer                                                                            |
| Mehringdamm (Lage)                        | 1340                                                           | Franz Mehring (1846–1919), Publizist und Politiker | 31. Juli 1947                                           | Der Damm entstand aus einer historischen Landverbindung von Berlin nach außerhalb. 1837 erhielt er seinen ersten offiziellen Namen: Tempelhofer Straße. Bis zum heutigen Namen erfolgten etliche Umbenennungen. Der lange Straßenzug verläuft vom Tempelhofer Ufer bis zum Columbiadamm. An ihm stehen 22 gelistete Baudenkmale. | Der Mehringdamm und das Gebäude des Finanzamtes Friedrichshain-Kreuzberg · Curry36 am Mehringdamm         |
| Mehringplatz (Lage)                       | 0100 (Durchmesser)                                             | Franz Mehring (1846–1919), Publizist und Politiker | 31. Juli 1947                                           | Der erste Name war Rondell. Nach den Befreiungskriegen wurde er in Belle-Alliance-Platz umbenannt. Aus dem genannten Anlass erhielt er eine „Friedenssäule“ (im Foto mittig), die 1843 angefertigt wurde und auf Entwürfe von Baustadtrat Christian Gottlieb Cantian zurückgeht. Verziert ist sie mit Skulpturen von Christian Daniel Rauch. Die rund 19 Meter hohe schlanke Säule steht in einem Brunnenbecken im Zentrum des Platzes und hat auch den Zweiten Weltkrieg überdauert. | Mehringplatz mit Blick nach Norden                                                                        |
| Methfesselstraße (Lage)                   | 0610                                                           | Albert Methfessel (1785–1869), Komponist und Dirigent | 30. Sep. 1935                                           | Die Straße führt von beiden Seiten auf den Kreuzberg und verläuft von der Kreuzbergstraße im Norden bis zur Dudenstraße im Süden. Der Nordteil war schon im Mittelalter der Weg auf den Berg. Der Südteil entstand wohl für den Bau des 1821 eröffneten Nationaldenkmals für die Befreiungskriege, spätestens aber für den 1829 eröffneten Biergarten „Tovoli“. Hier wurde ab 1855 Bier gebraut (siehe Viktoria-Quartier#Geschichte). Am Osthang wurden gründerzeitliche Villen gebaut, das Haus Lindenberg ist original erhalten. Ab 1876 hieß die Straße Lichterfelder Straße. Anlässlich des 150. Geburtstages von Methfessel erhielt sie dessen Namen. | Methfesselstraße                                                                                          |
| Mittenwalder Straße (Lage)                | 0590                                                           | Mittenwalde, Stadt in Brandenburg | 7. Dez. 1874                                            | Die Wohnungsbaugesellschaft „Belle Alliance“ ließ den Verkehrsweg nach dem Bebauungsplan Abt. II als Straße 29a zu Beginn der 1870er Jahre anlegen. Die Straße verbindet die Blücherstraße (Nord) mit dem Marheinekeplatz und umfasst 24 Hausnummern. Ein 1907 eröffnetes Gymnasium (Mittenwalder Straße 7 / Schleiermacherstraße) ist ein gelistetes Baudenkmal. | Mittenwalder Straße                                                                                       |
| Möckernkiez (Lage)                        | 0300                                                           | Möckern (heute Stadtteil von Leipzig) | 4. Aug. 2017                                            | Die von der Möckernstraße abzweigende Stichstraße erschließt die Neubausiedlung Möckernkiez. | Möckernkiez                                                                                               |
| Möckernstraße (Lage)                      | 1580                                                           | Möckern (heute Stadtteil von Leipzig) | 31. Okt. 1864                                           | Der Verkehrsweg verbindet die Stresemannstraße (Nord) mit der Kreuzbergstraße und quert dabei die Yorckstraße. Nach ihrer Anlage wurde sie zunächst als Militärstraße bezeichnet. In der Straße sind mehrere Gebäude als Baudenkmale ausgewiesen, darunter das ehemalige Verwaltungsgebäude des Anhalter Güterbahnhofs, in dem heute das Science Center Spectrum untergebracht ist. Die Möckernstraße bildet die Ostgrenze des 2011 eröffneten Parks am Gleisdreieck. | Möckernstraße                                                                                             |
| Monumentenstraße (Lage)                   | 0200 (im Ortsteil)                                             | National-Monument auf dem Kreuzberg | 9. Jan. 1901                                            | Die Straße verläuft auf einem früheren Ziegeleiweg. Nachdem 1831 das Nationaldenkmal auf dem Tempelhofer Berg (heutiger Kreuzberg) eingeweiht worden war, nannten die Bewohner den Weg Monumentenstraße, im Adressbuch heißt er Weg zum Kriegerdenkmal. Stadtpläne von 1875 und 1893 enthalten bereits den Straßennamen Monumentenstraße. Der westliche Abschnitt der Straße gehört zum Ortsteil Schöneberg. | Monumentenstraße                                                                                          |
| Moritzplatz (Lage)                        | 0120 × 120                                                     | Moritz von Oranien (1567–1625), niederländischer Fürst und General | 7. Apr. 1849                                            | Die erste Schreibweise war Moritz Platz. Seine Lage wurde bereits im Adressbuch 1850 beschrieben als „wo sich die Oranienstraße und die Prinzenstraße kreuzen“, woran sich bis heute nichts geändert hat. 1928 wurde der U-Bahnhof Moritzplatz eröffnet. Der heutige runde Kreisverkehrsplatz entstand erst nach dem Zweiten Weltkrieg. | Nordöstliche Bebauung des Moritzplatzes                                                                   |
| Moritzstraße (Lage)                       | 0210                                                           | Karl Philipp Moritz (1756–1793), Pädagoge und Schriftsteller | 5. Juli 1866                                            | Obwohl der Moritzplatz und die Moritzstraße zur gleichen Zeit ihre Namen erhielten, beziehen sich diese nicht auf die gleiche Person. Platz und Straße berühren sich auch nicht. Die Moritzstraße verbindet die Lobeckstraße mit der Prinzenstraße in West-Ost-Richtung. | Moritzstraße                                                                                              |
| Müllenhoffstraße (Lage)                   | 0210                                                           | Karl Müllenhoff (1818–1884), Mediävist und Wissenschaftler | 7. Juni 1896                                            | Nach dem Bebauungsplan Abt. II entstand sie als Straße 2a. Sie liegt in einem verkehrsberuhigten Wohngebiet und verbindet die Grimmstraße (West) mit der Graefestraße (Ost). | Mullenhoffstraße                                                                                          |
| Muskauer Straße (Lage)                    | 0630                                                           | Bad Muskau, Stadt in Sachsen | 10. Okt. 1871                                           | Der Verkehrsweg verläuft von der Mariannenstraße (West) zur Zeughofstraße. Bei seiner Namensgebung verfügte er noch über keine Hausnummernzuordnung; sechs namentlich genannte Wohnhäuser waren fertig oder noch im Bau. Inzwischen gehören 55 Parzellen zu dieser Straße, in der sich unter anderem eine Sporthalle befindet. Außerdem sind neun Mietshäuser und ein Schulgebäude gelistete Baudenkmale. | Muskauer Straße                                                                                           |
| Naunynstraße (Lage)                       | 0795                                                           | Franz Christian Naunyn (1799–1860), Jurist und Oberbürgermeister von Berlin | 31. Okt. 1864                                           | Nach der Anlage des Verkehrsweges um 1862 erhielt er zunächst den Namen Dennewitzstraße. Auf den Parzellen 14–16 hatte man zwischen 1863 und um 1870 die Kaserne der 5. Eskadron des I. Garde-Dragoner-Regiments errichtet. Außerdem befand sich zwischen Waldemar- und Naunynstraße die Train-Kaserne. | Naunynstraße                                                                                              |
| Neuenburger Straße (Lage)                 | 0330                                                           | Neuenburg, Schweizer Kanton Der preußische König herrschte bis 1848 in Personalunion auch in Neuenburg und beanspruchte dies zum Zeitpunkt der Benennung der Straße weiterhin. Erst mit dem Vertrag von Paris (1857) gab er diesen Anspruch auf. | 29. Apr. 1853                                           | Der Graf Wilhelm von Pourtales, wohnhaft am Leipziger Platz 19, hatte zusammen mit seinem Bruder Albert (beide in Neuenburg geboren) ein Baugelände erworben und dort diese Straße anlegen lassen (ausgewiesen als Eigentümer der Parzellen 4 und 5). Die Neuenburger Straße besaß im Jahr 1855 fünf Baugrundstücke und ging von der Alexandrinenstraße ab. Heute beginnt sie im Innenbereich zwischen Lindenstraße und Alte Jakobstraße und führt bis zur Alexandrinenstraße. Der Fußweg zur Lindenstraße ist ein am 1. September 1971 entwidmeter Straßenabschnitt. Die Mietshausgruppe Neuenburger Straße 9–11 ist ein Baudenkmal. | Neuenburger Straße                                                                                        |
| Niederkirchnerstraße (Lage)               | 0420 (im Ortsteil)                                             | Käthe Niederkirchner (1909–1944), Widerstandskämpferin | 10. Mai 1951                                            | Der erste Name des Verkehrswegs war Prinz-Albrecht-Straße. Wegen des Bezugs zum Gestapo-Folterkeller in dieser Straße vergaben der Berliner Senat und das Bezirksamt 1951 einen neuen Straßennamen. Die Nordseite der Straße und das Straßenland liegen im Ortsteil Mitte. Auf der (Kreuzberger) Südseite (Hausnummern 7 und 8) befinden sich ein Teilstück der Berliner Mauer und die Gedenkstätte Topographie des Terrors. | Niederkirchnerstraße                                                                                      |
| Nostitzstraße (Lage)                      | 0620                                                           | August Ludwig von Nostitz (1777–1866), preußischer General | 4. Juli 1865                                            | Angelegt wurde der Verkehrsweg gemäß Bebauungsplan Abt. II als Straße 25. Anlässlich der 50-Jahr-Feier der Schlacht bei Ligny erhielt sie den Namen von Blüchers Retter, bereits zu dessen Lebzeiten. Die Straße 21b wurde am 19. Februar 1879 in die Nostitzstraße einbezogen. Die Nostitzstraße verläuft von der Baruther Straße (Nord) bis zur Arndtstraße (Süd) und umfasst 60 Hausnummern. | Nostitzstraße                                                                                             |
| Obentrautstraße (Lage)                    | 0580                                                           | Hans Michael Elias von Obentraut (1574–1625), General im Dreißigjährigen Krieg | 24. Aug. 1936                                           | Seit etwa dem 17. Jahrhundert verlief auf dieser Trasse der Mühlenweg vor dem Halleschen Tor. Im Jahr 1862 erfolgte eine Umbenennung in Teltower Straße. Schließlich vergab die zuständige Verwaltung den heutigen Namen. Die Obentrautstraße verläuft in Ost-West-Ost-Richtung zwischen Mehringdamm und Möckernstraße. Ihre östliche Fortsetzung ist die Blücherstraße. Die Häuser Nummer 32 und die Remise auf dem Hof Nummer 53 sind Baudenkmale und stammen aus dem Ende des 19. Jahrhunderts. Die Fraktion von Bündnis 90/Die Grünen brachte 2019 einen Antrag zur „Entmilitarisierung des öffentlichen Raums“ in die Bezirksverordnetenversammlung Friedrichshain-Kreuzberg ein, um einen öffentlichen Diskurs und Beteiligungsprozess über eine mögliche Umbenennung der Obentrautstraße und den anderen im Bezirk nach Generälen und Schlachten benannten Straßen und Plätze zu initiieren. | Obentrautstraße                                                                                           |
| Oberbaumstraße (Lage)                     | 0170                                                           | Oberbaum, eine in diesem Bereich vorhandene Flusssperre der ehemaligen Berliner Zollmauer in der Spree | 7. Juni 1896                                            | Die Straße entstand gemäß Bebauungsplan Abt. I als Straße 60 auf der ehemaligen Communication, die zur Oberbaumbrücke führte. Der östliche Abschnitt an der Spree hieß zuvor bereits Am Oberbaum (1845) und bezeichnete die Lage zweier Königlicher Steuergebäude und ein Militär-Wachtgebäude, in dem auch der „Brückenaufzieher“ sein Domizil hatte. Die Straße führt im leichten Bogen von der Brücke in zwei getrennten Fahrbahnen westsüdwestwärts bis zum Schlesischen Tor mit dem gleichnamigen U-Bahnhof. | Oberbaumstraße                                                                                            |
| Ohlauer Straße (Lage)                     | 0460                                                           | Ohlau, Stadt in Niederschlesien, heute Oława in Polen | 31. Aug. 1949                                           | Die gemäß Bebauungsplan Abt. II angelegte Straße 7 erhielt 1880 den Namen Grünauer Straße. Sie verbindet die Wiener Straße mit dem Paul-Lincke-Ufer in Nordost-Südwestführung und umfasst 46 Hausnummern. Hier stehen zwei Baudenkmale – die 1886 eingeweihte Desinfektionsanstalt (Ohlauer Straße 39–41) und ein Abspannwerk (Ohlauer Straße 43 / Paul-Lincke-Ufer). | Ohlauer Straße                                                                                            |
| Oppelner Straße (Lage)                    | 0420                                                           | Oppeln, Stadt in Schlesien, heute Opole in Polen | 29. Juli 1873                                           | Der Kaufmann und Bauunternehmer Paul Haberkern aus der Naunynstraße hatte die Straße ab 1872 gemäß Bebauungsplan Abt. II als Straße 6 „am Kottbusser Damm“ anlegen lassen. Sie verbindet die Skalitzer Straße am Schlesischen Tor (Nord) in gerader Führung mit der Görlitzer Straße (Süd). Die Wohnhäuser Oppelner Straße 12, 13 und 14 aus den Jahren 1873 bis 1882 sind Baudenkmale. | Oppelner Straße                                                                                           |
| Oranienplatz (Lage)                       | 0160 × 140                                                     | Oranien, niederländisches Königshaus | 24. März 1849                                           | Von 1841 bis 1852 entstand der Platz nach Plänen von Peter Joseph Lenné bei der Anlage des Luisenstädtischen Kanals. Im Jahr 1906 gestaltete Erwin Barth ihn um. Der Platz wird von der Oranienstraße und der Dresdener Straße gekreuzt. Der Platz ist ein geschütztes Gartendenkmal. | Oranienplatz                                                                                              |
| Oranienstraße (Lage)                      | 1860                                                           | Oranien, niederländisches Königshaus Orangen (gleiche Bedeutung im Französischen, früher auch im Deutschen üblich) Das Fürstentum Orange mit seiner Hauptstadt Orange kam 1713 zu Frankreich, von dort flohen viele Hugenotten nach Berlin.      | vor 1720 (Orangenstraße) 24. März 1849 (Oranienstraße)  | Die Oranienstraße verläuft von der Lindenstraße in Richtung Osten bis zum U-Bahnhof Görlitzer Bahnhof an der Ecke Skalitzer Straße / Manteuffelstraße. An der Oranienstraße 91 liegt Kreuzbergs größtes Industrieunternehmen, die Bundesdruckerei. Die Oranienstraße 134 beherbergt die St. Jacobi-Kirche und eine Diakoniestation im Gebäudekomplex. Zahlreiche Gastwirtschaften und kleinere Geschäfte haben sich entlang der Straße niedergelassen und tragen zur Bekanntheit der Straße bei. Vor 1849 war die Oranienstraße nur eine schmale und kurze Nebenstraße zwischen den heutigen Straßenkreuzungen mit der Alten Jakobstraße und der Alexandrinenstraße. | Blick von der Skalitzer Straße Richtung Westen in die Oranienstraße                                       |
| Paul-Lincke-Ufer (Lage)                   | 1260                                                           | Paul Lincke (1866–1946), Komponist und Ehrenbürger von Berlin | 7. Nov. 1966                                            | Die Uferstraße entstand Mitte des 19. Jahrhunderts in Teilabschnitten,. Zunächst war sie die Kottbusser Kommunication, ab ca. 1856 kam ein weiterer Bereich Kottbusser Ufer mit vier Parzellen hinzu. Bis um 1880 erhielt sie ihre heutige Länge, die von der Kottbusser Straße bis zur Ratiborstraße reicht und 45 Hausnummern umfasst. Zwischen Forster Straße und Liegnitzer Straße wird das Ufer durch einen Grünzug unterbrochen, ist also keine durchgängige Verkehrsstraße. Zwischen 1956 und 1966 trug die Straße den Namen Lincke-Ufer. | Paul-Lincke-Ufer                                                                                          |
| Pfuelstraße (Lage)                        | 0110                                                           | Ernst von Pfuel (1779–1866), preußischer General und Politiker | 4. Apr. 1895                                            | Der Verkehrsweg entstand nach dem Bebauungsplan Abt. II um 1860 als Straße 5b. Pfuel hatte sich insbesondere um die Verbreitung des Schwimmens in der Armee verdient gemacht und 1817 eine nach ihm benannte Flussbadeanstalt (an der Köpenicker Straße wohl im Bereich der Gardeschützen- und Gardepionier-Kaserne, Parzellen 11–15) eröffnet. Diese gilt als eine der ältesten Berlins. | Pfuelstraße                                                                                               |
| Planufer (Lage)                           | 0660                                                           | Plan, historischer Flurname | 6. Nov. 1849                                            | Die Uferstraße wurde beim Ausbau des Landwehrgrabens zum Landwehrkanal entlang des südlichen Uferbereichs angelegt. Bei der Erstaufnahme im Berliner Adressbuch des Jahres 1855 wurde der Verlauf angegeben mit „zwischen dem Kottbusser und Halleschen Thore“ und lediglich ein Wohnhaus ist eingetragen. In den folgenden Jahren erfolgten weitere Bebauungen auf der Südseite der Straße, 1861 waren es bereits sechs Mietshäuser und Privatgebäude. Die später nach dem Bebauungsplan Abt. II entstandenen Straße 6b und Straße 6c bezog man am 8. März 1894 in das Planufer mit ein; zu dieser Zeit gab es hier bereits 97 Hausnummern. Die Straße 14a, Abt. II vervollständigte das Planufer im Jahr 1896, die nun vom Steinplatz an der Waterloobrücke bis zum Kottbusser Damm reichte. Der gesamte westliche Teil wurde später abgetrennt und in Carl-Herz-Ufer umbenannt. Die stetigen Hinzufügungen und Ausgliederungen stehen im Zusammenhang mit den Veränderungen am Kanal, beispielsweise der Zuschüttung des Urbanhafen-Beckens. Mit Stand Mai 2013 führt das Planufer von der Dieffenbachstraße (West) bis zum Kottbusser Damm (Ost). Eine Reihe Wohnhäuser (Planufer 88–94) sind Baudenkmale, die gegen Ende des 19. Jahrhunderts errichtet worden waren. | Planufer                                                                                                  |
| Prinzenstraße (Lage)                      | 0800                                                           | Wilhelm (1797–1888), von 1840 bis 1861 Prinz von Preußen und später als Wilhelm I. deutscher Kaiser | 7. Apr. 1849                                            | Die Straße war bei ihrer Anlage auf dem früheren Köpenicker Feld länger. Am 22. Juli 1960 gliederte der Berliner Magistrat den im Ortsteil Mitte liegenden nördlichen Abschnitt als Heinrich-Heine-Straße aus. Die Prinzenstraße führt von dort nunmehr über den Moritzplatz südwärts bis zur Baerwaldbrücke am Landwehrkanal. Ab hier wird die Trasse zur Baerwaldstraße. Der im Jahr 1901 eingeweihte und nach der Straße benannte U-Bahnhof Prinzenstraße steht unter Denkmalschutz. | Prinzenstraße                                                                                             |
| Prinzessinnenstraße (Lage)                | 0245                                                           | Prinzessinnen aus dem Haus Hohenzollern | 3. Jan. 1855                                            | Anfangs war diese Straße der südöstliche Abschnitt der Stallschreiberstraße. Mit der Neutrassierung des Straßensystems um den Oranienplatz und der weiteren Bebauung wurde ein Bereich abgetrennt, der einen eigenen Namen erhielt. Die Umbenennung in Prinzessinnenstraße lehnt sich an die nahe gelegene Prinzenstraße an. Sie führt von der Oranienstraße (Nordwest) geradlinig zum Segitzdamm (Südost). Ein Gebäudekomplex direkt am Oranienplatz (Hausnummern 1–3), als Kaufhaus nach Plänen von Max Taut und Ludwig Hoffmann errichtet, ist ein Baudenkmal. | Prinzessinnenstraße                                                                                       |
| Pücklerstraße (Lage)                      | 0550                                                           | Hermann von Pückler-Muskau (1785–1871), Schriftsteller und Weltreisender | 1874                                                    | Die um 1840 angelegte Straße führt von der Köpenicker Straße (Nordnordost) bis zur Waldemarstraße (Südsüdwest). Zwischen dieser Straße und der Eisenbahnstraße steht als Baudenkmal die Markthalle IX, auch „Eisenbahn-Markthalle“ genannt. Die heutige Hausnummernzählung reicht von 12–51, die Nummern 1–11 sind nicht vorhanden. Bereits ursprünglich fehlten einige Hausnummern im Kreuzungsbereich Waldemarstraße (13–31) und Wrangelstraße (34–46), was auf geplante bauliche Erweiterungen schließen lässt. | Pücklerstraße                                                                                             |
| Puttkamerstraße (Lage)                    | 0200                                                           | Eugen von Puttkamer (1800–1874), preußischer Politiker | 15. Aug. 1845                                           | Die Namensvergabe erfolgte bereits zu Lebzeiten von Puttkamer. In den ersten Jahren war sie als Puttkammerstraße (Doppel-„m“) im Adressbuch verzeichnet. Sie verläuft zwischen Wilhelmstraße und Friedrichstraße, die Hausnummern 1–23 sind in Hufeisenform vergeben worden. Nachdem im Zweiten Weltkrieg in diesem Viertel viele Gebäude zerstört worden waren, errichtete man an ihrer Stelle Neubauten, weshalb in dieser Straße keine Baudenkmale ausgewiesen sind. Erwähnenswert sind jedoch ein Polizeidienstgebäude (Puttkamer Straße 16–19), die heutige Kurt-Schumacher-Grundschule und das Geburtshaus des Mediziners Emil Du Bois-Reymond (Puttkamer Straße 19), nicht mehr erhalten. | Puttkamer Straße                                                                                          |
| Rahel-Varnhagen-Promenade (Lage)          | 0180                                                           | Rahel Varnhagen von Ense (1771–1833), Schriftstellerin | 1. Juli 1998                                            | Sie verläuft zwischen Wilhelmstraße und Friedrichstraße und bildet die nördliche Begrenzung des Theodor-Wolff-Parks. Die Promenade ist verkehrsmäßig eine Erschließungsstraße für Anwohner und Lieferverkehr. | Rahel-Varnhagen-Promenade                                                                                 |
| Ratiborstraße (Lage)                      | 0380                                                           | Ratibor, Stadt in Schlesien, heute Racibórz in Polen | 12. Apr. 1893                                           | Die Straße war vor dem Bau des Görlitzer Bahnhofs südlicher Teil der Cuvrystraße. Im Jahr 1895 ist im Adressbuch der Verlauf zwischen Wiener Straße und Kottbusser Ufer (heute Paul-Lincke-Ufer) ausgewiesen. Direkt am südlichen Ende befand sich eine Badeanstalt. In der Ratiborstraße 14a ist das Aufseherwohnhaus der „Königlichen Wasserbauinspektion Berlin I“ (im Adressbuch anfangs einfach „Beamtenhaus“ genannt) als Baudenkmal erhalten. | Ratiborstraße                                                                                             |
| Regina-Jonas-Straße (Lage)                | 0450                                                           | Regina Jonas (1902–1944), weltweit erste Rabbinerin | 19. Sep. 2025                                           | Der 1861 angelegte Verkehrsweg hieß zuerst Britzer Straße, von 1949 bis 2025 Kohlfurter Straße. Die Straße verläuft in Westnordwest-Richtung ab Wassertorplatz bis zum Fraenkelufer. Im Haus Nr. 10 befindet sich ein Förderverein für Menschen mit Behinderung, genannt „Mosaik“. Nr. 20 ist die Adresse der „Jens-Nydahl-Schule“. | Regina-Jonas-Straße                                                                                       |
| Reichenberger Straße (Lage)               | 1980                                                           | Reichenberg, Stadt in Böhmen, heute Liberec in Tschechien | 14. Sep. 1873                                           | Der gemäß Abt. I des Bebauungsplans als Straße 52 angelegte Verkehrsweg und die Verlängerte Ritterstraße wurden 1873 mit dem Namen Reichenberger Straße zusammengefasst. Sie reichte vom Elisabethufer (heute Erkelenzdamm) über das Kottbusser Tor bis zum Görlitzer Ufer und umfasste 185 meist mit Mehrfamilienhäusern bebaute Parzellen. Der Straßenname soll auch wegen des Gefechts bei Reichenberg unter Herzog von Braunschweig-Bevern während des Siebenjährigen Kriegs (1756–1763) gewählt worden sein. Reichenberger Straße 131/132 beherbergte den Gebäudekomplex der Ende des 19. Jahrhunderts errichteten 145./151. Gemeindeschule. Bemerkenswert sind einige auf dem nördlichen Fußweg erhaltene Schienen mit symbolischen Pferdehufen, die den Verlauf der früher entlang dieser Straße verkehrenden Pferde-Straßenbahn markieren. Im Jahr 2009 etablierte sich ein Kiezfest in dieser Straße („Reiche-Straßenfest“), das seitdem einmal jährlich stattfindet. | Reichenberger Straße                                                                                      |
| Reichpietschufer (Lage)                   | 0170 (im Ortsteil)                                             | Max Reichpietsch (1894–1917), Organisator der Antikriegsbewegung in der Kaiserlichen Marine | 31. Juli 1947                                           | Der größte Teil der Straße liegt im Ortsteil Tiergarten. Gemäß der Liste des Amtes für Statistik gibt es in Kreuzberg keine Parzellen/Hausnummern dieses Uferabschnitts. Die Ortsteilgrenze verläuft jedoch auf der Straße, so dass eine Fläche zwischen der Gabriele-Tergit-Promenade (Gegenufer der Flottwellstraße; West) und dem Mendelssohn-Bartholdy-Park / Köthener Straße (Ost) bis zum Landwehrkanal zu Kreuzberg zählen. | Reichpietschufer                                                                                          |
| Riemannstraße (Lage)                      | 0250                                                           | Heinrich Riemann (1793–1872), Theologe und Burschenschafter | 1. Dez. 1936                                            | Der Verkehrsweg, bei seiner Anlage Straße 26b, Abt. II, des Bebauungsplans, erhielt 1874 den Namen Mariendorfer Straße. Die Straße verläuft in Ost-West-Richtung zwischen Zossener Straße und Nostizstraße. Seit einigen Jahren ist ein Bereich westlich der Solmsstraße nur als Fußweg durchgängig. | Riemannstraße                                                                                             |
| Ritterstraße (Lage)                       | 1400                                                           | Ritter des Mittelalters | 20. Feb. 1845                                           | Der Verkehrsweg erhielt bei seiner Anlage 1843 den Namen Neue Junkerstraße, weil er die Fortsetzung der Junkerstraße war. Die Neue Junkerstraße ging von der Alten Jakobsstraße ab. Nach einem erfolgten Durchbruch bis zur Lindenstraße wurde der Straßenzug in Ritterstraße umbenannt. Die Bezirksverwaltung beschloss am 14. August 1981 die Ausgliederung eines Abschnitts, der die Bezeichnung Jakobikirchstraße erhielt. In der Ritterstraße 43 wohnte 1847–1860 Adolph Menzel, woran eine Gedenktafel erinnert. Die Ritterstraße umfasst 127 Hausnummern. | Ritterstraße                                                                                              |
| Rio-Reiser-Platz (Lage)                   | 0066 × 66                                                      | Rio Reiser (1950–1996), Sänger, Musiker, Komponist, Liedtexter und Schauspieler | 21. Aug. 2022                                           | Die erste Schreibweise war Heinrichs-Platz, um 1859 Heinrichsplatz, später Heinrichplatz. Als postalische Adresse besaß er nur kurzfristige Bedeutung, als ein Haus hier Erwähnung fand („Kunstsches Haus“). Im 20. Jahrhundert haben sich Restaurants und Cafés am Platz niedergelassen. Der eigentliche, aus vier Dreiecken bestehende, Platz wird von Laubbäumen beherrscht. Er verteilt sich über die abgeschrägten Flächen der Straßenkreuzung Oranienstraße/Mariannenstraße. Die hier erhaltenen Wohnhäuser besitzen Adressen der sich kreuzenden Straßen. Sie stammen aus der zweiten Hälfte des 19. Jahrhunderts und sind gelistete Baudenkmale. | Blick von der Südseite auf die Häuser Oranienstraße 10–14                                                 |
| Rudi-Dutschke-Straße (Lage)               | 0490                                                           | Rudi Dutschke (1940–1979), Soziologe und Wortführer der deutschen Studentenbewegung in den 1960er Jahren | 30. Apr. 2008                                           | Bis 2008 war sie ein Teil der Kochstraße. Die Umbenennung erfolgte auf Veranlassung der taz und war jahrelang umstritten. Die Rudi-Dutschke-Straße verbindet den Straßenzug Lindenstraße/Axel-Springer-Straße mit der Friedrichstraße. Hier befindet sich das Denkmal „Väter der Einheit“. Außerdem sind vor dem Axel-Springer-Hochhaus im Pflaster die Umrisse der Jerusalemkirche zu sehen, die hier bis 1961 stand. | Die Umbenennungsfeier am 30. April 2008                                                                   |
| Ruhlsdorfer Straße (Lage)                 | 0150                                                           | Ruhlsdorf, Ortsteil von Teltow in Brandenburg | 31. Aug. 1949                                           | Zuerst hieß der Verkehrsweg Lankwitzstraße. Sie liegt zwischen Tempelhofer Ufer (Nord; mit dem sie jedoch verkehrsmäßig nicht verbunden ist) und der Obentrautstraße (Süd). | Ruhlsdorfer Straße                                                                                        |
| Schenkendorfstraße (Lage)                 | 0080                                                           | Max von Schenkendorf (1783–1817), Schriftsteller | 19. Feb. 1879                                           | Gemäß Bebauungsplan Abt. II hieß der Verkehrsweg zunächst Straße 21a. Er entstand auf Veranlassung von Friedrich Spielhagen („Generalagent für Hypothekenbanken“, wohnhaft Gitschiner Straße 111). Die Straße verlief zwischen Bergmannstraße und Straße 23a. Im Keller der Schenkendorfstraße 7, wurde Peter Lorenz Landesvorsitzender und Spitzenkandidat der Berliner CDU, nach seiner Entführung durch die Bewegung 2. Juni am 27. Februar 1975, drei Tage vor der Wahl zum Abgeordnetenhaus von Berlin 1975, sechs Tage lang, gefangen gehalten. Dieser Ort war nur wenige Meter vom Bezirksbüro seiner Partei entfernt. | Schenkendorfstraße                                                                                        |
| Schleiermacherstraße (Lage)               | 0590                                                           | Friedrich Schleiermacher (1768–1834), Theologe, Altphilologe und Pädagoge | 22. Dez. 1875                                           | Nach dem Bebauungsplan Abt. II wurde sie als Straße 29 angelegt. Sie führt von der Blücherstraße (Nordost; damals Pionierstraße) über die Fürbringerstraße (wo sie einen leichten Schwenk südwärts vollführt) und über die Gneisenaustraße bis zur Bergmannstraße (Süd). Auf der Westseite der Schleiermacherstraße ist das Schulgebäude der Leibniz-Schule als Baudenkmal erhalten. Die Ostseite wurde nicht mit Wohnhäusern bebaut. Nördlich der Gneisenaustraße war bis 1925 eine Kaserne, die meistem Gebäude stehen noch heute. Südlich war ein Reitplatz, dort ist heute ein Fußbellplatz, an der Ecke Bergmannstraße steht seit um 1930 ein Postamtsgebäude. | Schleiermacherstraße                                                                                      |
| Schlesische Straße (Lage)                 | 0560                                                           | Schlesisches Tor, nahe gelegenes früheres Stadttor von Berlin | 7. Apr. 1839                                            | Diese Straße ist die Verlängerung der Köpenicker Straße und führt von der Skalitzer Straße bis zur Schlesischen Brücke. Auf der Nordseite haben sich in den Hinterhöfen zahlreiche Fabriken und Gewerbebetriebe angesiedelt, im Süden stehen vorwiegend Wohnbauten. In der Straße existieren mehrere Szene-Kneipen und -Clubs, im Komplex „Industriepalast“ (auch „Höfe am Osthafen“) haben sich neue Unternehmen der Musik- und Medienbranche niedergelassen. Das einst legendäre „Tritonus“-Tonstudio befindet sich im Gebäude mit der Hausnummer 31. Am südlichen Ende geht die Straße in das kurze Straßenstück Vor dem Schlesischen Tor über. | Schlesische Straße 1987 · Schlesische Straße Ecke Falckensteinstraße                                      |
| Schlesisches Tor (Lage)                   | 0100 × 150 (Kreuzungsbereich der Straßen)                      | Ort eines früheren Stadttors der Berliner Zollmauer in Richtung Schlesien | nach 1760                                               | Der Platz ist nicht amtlich gewidmet. Er entstand bei der Errichtung der Zollmauer. Im Berliner Adressbuch wird der Platz unter anderem 1831 erwähnt mit „a. Schl. Th.“ (im Zusammenhang mit der Pfuelschen Bade- und Schwimmanstalt). Im Jahr 1836 ist das Schlesische Thor auf einem Stadtplan eingetragen, wohingegen es auf einer Karte von 1760 noch das Wendische Tor heißt. Der Platz ist namengebend für den Bahnhof der ersten Berliner U-Bahn-Linie: U-Bahnhof Schlesisches Tor. | Schlesisches Tor                                                                                          |
| Schleusenufer (Lage)                      | 0210                                                           | hier vorhandene Oberschleuse des Landwehrkanals | um 1849                                                 | Die Straße geht nordostwärts von Vor dem Schlesischen Tor ab und bildet das Südufer des Landwehrkanals. Sie endet am Ufer der Spree. Sie umfasst die Hausnummern 3–6. | Schleusenufer                                                                                             |
| Schmiedehof (Lage)                        | 0060                                                           | ehemalige Schmiede für die Pferde und Wagen der Schultheiss-Brauerei | 1. Apr. 2001                                            | Die Straße gehört als Privatstraße zum Viktoria-Quartier. | Schmiedehof                                                                                               |
| Schöneberger Straße (Lage)                | 0580                                                           | Schöneberg, ehemals eigenständige Stadt; Richtung der Straße | 25. Apr. 1843                                           | Die Straße entstand durch Befestigung und Ausbau eines früheren Feldwegs nach Schöneberg. Bei ihrer Anlage umfasste sie 20 Parzellen in Hufeisennummerierung und begann/endete am Askanischen Platz. Im Jahr 1860 war sie schon umfänglich bebaut, das Adressbuch nennt 34 Hausnummern. In den späteren Jahren wurde nichts mehr hinzugebaut. Die Reichsbahndirektion Berlin war im Gebäude Schöneberger Straße 13&14/Schöneberger Ufer 1&3; an der Straße entlang entstanden neben zahlreichen Wohngebäuden auch einige Fabriken. Eine Fabrik und das Bahngebäude sind eingetragene Baudenkmale. Die Schöneberger Straße verbindet die Stresemannstraße (Nordost) über den Landwehrkanal hinweg mit der Luckenwalder Straße. | Schöneberger Straße                                                                                       |
| Schöneberger Ufer (Lage)                  | 0300 (im Ortsteil)                                             | Schöneberg, ehemals eigenständige Stadt; Richtung der Schöneberger Straße | 6. Nov. 1849 mit Unterbrechung zwischen 1935 und 1947   | Ein Teil der Straße liegt im Ortsteil Tiergarten. Die Uferstraße entstand beim Ausbau des Landwehrgrabens zum Kanal. Die Namensgebung nimmt Bezug auf die kreuzende Schöneberger Straße. Der Königliche Hofschauspieler F. von Lavallade (wohnhaft Leipziger Straße) hatte 1860 eine Umbenennung in Prinzeß-Augusta-Promenade beantragt, was jedoch abgelehnt wurde. In der NS-Zeit, im Juni 1935 erhielt das Ufer den Namen Großadmiral-von-Koester-Ufer. Nach dem Zweiten Weltkrieg, am 31. Juli 1947 beschlossen der Berliner Magistrat und die Bezirksverwaltung die Rückbenennung in Schöneberger Ufer. | Schöneberger Ufer · Brücke der U2 mit M-Bahn                                                              |
| Schönleinstraße (Lage)                    | 0350                                                           | Johann Lukas Schönlein (1793–1864), seit 1840 Mediziner an der Berliner Charité | 22. Dez. 1875                                           | Die Straße wurde nach dem Bebauungsplan Abt. II als Straße 4 angelegt. Sie verbindet den Kottbusser Damm (Nordost) mit der Urbanstraße (Süd) und verläuft dabei erst westwärts bis zur Böckhstraße, dann schwenkt sie südwärts ab. Sie bildet die westliche Begrenzung des Hohenstaufenplatzes. Die Straße ist auch Namensgeber für den gleichnamigen U-Bahnhof. | Schonleinstraße                                                                                           |
| Schwiebusser Straße (Lage)                | 0540                                                           | Schwiebus, Stadt in der Neumark, heute Świebodzin in Polen | 12. Feb. 1898                                           | Die Straße wurde nach dem Bebauungsplan Abt. II als Straße 22 angelegt. Sie verläuft in West-Ost-Richtung geradlinig zwischen Mehringdamm und Friesenstraße. Sie bildet die Nordgrenze des Tempelhofer Feldes. Im Jahr der Namensgebung waren noch keine Parzellennummern festgelegt, dagegen gab es sieben Privathäuser sowie die „Berliner Bock-Brauerei“ und ein „Steuerhaus“. Als Baudenkmal ist das Wohnhaus einer um 1843 errichteten Mühlenanlage erhalten. Ganz in der Nähe (Mehringdamm 129c) befindet sich das Hauptzollamt Berlin. Seit dem Jahr 2011 wird entlang der Schwiebusser Straße umfangreich gebaut, vor allem mehrstöckige Wohnhäuser. | Schwiebusser Straße                                                                                       |
| Sebastianstraße (Lage)                    | 0500 (im Ortsteil)                                             | ehemalige Sebastians-Kirche, die später Luisenstadt-Kirche hieß. Namensgeber der Sebastiankirche war der Cöllnische Ratsmann Sebastian Nethe. | 27. Feb. 1839                                           | Ein Teil der Straße verläuft im Ortsteil Mitte. Vor ihrer heutigen Benennung hieß sie Riecksdorfische Straße entsprechend ihrer Richtung nach Rixdorf (heute Berlin-Neukölln). Im Haus mit der Nummer 82 wurde 1962 ein Fluchttunnel gegraben, mit dem Personen aus Ost-Berlin nach West-Berlin gelangen sollten. Der Plan wurde jedoch verraten, der Fluchthelfer Siegfried Noffke wurde von Stasi-Mitarbeitern erschossen. Der zweite Fluchthelfer, Dieter Hötger, kam wegen „ungesetzlichen Grenzübertritts“ ins Gefängnis. Eine Informationstafel erinnert an das Geschehen. | Sebastianstraße                                                                                           |
| Segitzdamm (Lage)                         | 0630                                                           | Martin Segitz (1853–1927), Gewerkschaftsführer und Politiker | 31. Juli 1947                                           | Bei der Anlage der Straße Mitte des 19. Jahrhunderts erhielt sie die Bezeichnung Louisen-Ufer. Sie war eine Uferstraße entlang des Luisenstädtischen Kanals. Nach der Zuschüttung des Kanals wurde die Straße zu einem „Damm“. Er führt von der Böcklerstraße (Süd) westlich am ehemaligen Kanals entlang. An dem Oranienplatz führt die Trasse als Legiendamm weiter bis zum Heinrich-Heine-Platz / Michaelkirchplatz. Die Bereiche Luisenstadt/Bethaniendamm und Luisenstadt/Segitzdamm sind Teile der Köpenicker Vorstadt und vom Berliner Senat mit „Milieuschutz“ ausgewiesen. | Segitzdamm                                                                                                |
| Sixtusgarten (Lage)                       | 0090                                                           | Sixtus-Villa, Wahrzeichen der ehemaligen Schultheiss-Tivoli-Patzenhofer-Brauerei | 1. Apr. 2001                                            | Die Straße gehört zum Viktoria-Quartier. Ihre Trassierung ist neu, sie nimmt aber Teile der früheren Kleinen Parkstraße und der Lichterfelder Straße (heute Methfesselstraße) auf. Sie verläuft vom Tivoliplatz (West) bis zur Methfesselstraße (Ost). Die Villa ist ein Backsteingebäude mit Rundturm und Zinnen, die 1900/1901 erbaut wurde. Einige Jahre später richtete man sie als Gaststätte „Zum Schultheiss am Kreuzberg“ ein, in der das dort gebraute Bier ausgeschenkt wurde. In den 1930er Jahren musste der Ausschank geschlossen werden, der danach den Direktoren der Brauerei als Wohnhaus diente. Ab 1945 wurde der gelernte Prokurist Hans Sixtus Direktor und ab 1956 erster Generaldirektor der Brauerei und logierte in dem Gebäude, das nun nach ihm benannt wurde. Alle erhaltenen historischen Bauwerke wurden in den vergangenen Jahren saniert und stehen unter Denkmalschutz. | Sixtusgarten                                                                                              |
| Skalitzer Straße (Lage)                   | 2000                                                           | Skalitz, Ort einer Schlacht im Deutschen Krieg in Böhmen, heute Česká Skalice in Tschechien | 24. Okt. 1868                                           | Die Straße wurde aus den früheren Straßen vor den Berliner Stadttoren, der Kottbusser Communication und der Lausitzer Communication zusammengelegt und neu benannt. Ein Abschnitt der Dresdner Straße wurde 1975 in den Straßenverlauf integriert. Sie führt in West-Ost-Richtung in zwei getrennten Fahrstreifen vom Wassertorplatz über das Kottbusser Tor, den Lausitzer Platz bis Schlesischen Tor. Auf dem Mittelstreifen verläuft die Hochbahn der U-Bahn-Linie 1. Fast ein Dutzend Gebäude in dieser Straße sind denkmalgeschützt, darunter ein 1887 eingeweihtes Schulhaus, nach Plänen von Hermann Blankenstein und Karl Frobenius errichtet. | Skalitzer Straße mit U-Bahnhof Görlitzer Bahnhof                                                          |
| Solmsstraße (Lage)                        | 0560                                                           | Solms-Baruth, ehemalige Standesherrschaft in der Mark Brandenburg | 7. Dez. 1874                                            | Der Verkehrsweg entstand gemäß Bebauungsplan Abt. II als Straße 26a im Auftrag der Baugesellschaft „Belle Alliance“. Sie verläuft zwischen Baruther Straße (Nord) und Bergmannstraße (Süd), die Hausnummernzählung erfolgt hufeisenförmig von 1 bis 52. | Solmsstraße                                                                                               |
| Sorauer Straße (Lage)                     | 0260                                                           | Sorau, Stadt in der östlichen Niederlausitz, heute Żary in Polen | 5. Sep. 1874                                            | Der Kaufmann und Bauunternehmer Paul Haberkern aus der Naunynstraße hatte die Straße ab 1872 gemäß Bebauungsplan Abt. I als Straße 2a anlegen lassen. Die Sorauer Straße verläuft zwischen Wrangelstraße (Nordnordost) und Görlitzer Straße (Südsüdwest) geradlinig. Die Wohnhäuser Hausnummern 1–31 wurden zwischen 1880 und 1886 errichtet und sind Baudenkmale. | Sorauer Straße                                                                                            |
| Spreewaldplatz (Lage)                     | 0130 × 100                                                     | Spreewald, Niederungsgebiet und Kulturlandschaft in Brandenburg | 8. März 1894                                            | Der Platz entstand 1866 als Vorplatz des Görlitzer Bahnhofs. An der Nordseite wurden Kohlen verkauft. Bereits 1893 endete hier eine Pferdebahnlinie, später fuhren hierher Straßenbahnen (oberes Bild, 1928). Die an der Westseite des Platzes verlaufende Wendenstraße, zu der alle aktuell vorhandene Häuser am Platz gehörten, wurde 1949 auch in Spreewaldplatz umbenannt. An der Ostseite des Platzes entstand 1987 das Bad am Spreewaldplatz, der alte Bahnhofsvorplatz wurde mit Bäumen bepflanzt und in den Fußweg integriert (unteres Bild). | Spreewaldplatz · Spreewaldplatz                                                                           |
| Stallschreiberstraße (Lage)               | 0600                                                           | Schreiber im kurfürstlichen Marstall, der im 18. Jahrhundert das erste bebaute Grundstück bewohnte (Nummer 15) | 11. Sep. 1846                                           | Ein Teil der Nordostseite der Straße (Hausnummern 17–32) liegt im Ortsteil Mitte. Der Verkehrsweg bestand schon Mitte des 18. Jahrhunderts als Stallschreiber Gasse und verlief zwischen Alte Jakobstraße und Köpenicker Feld (dem Bereich vor dem gleichnamigen Stadttor). Später wurde die Gasse südostwärts verlängert. Im Jahr 1855 verfügte der König die Ausgliederung des Abschnitts zwischen Oranienstraße und Luisenufer, der den Namen Prinzessinnenstraße erhielt. Das angegebene Datum bezieht sich auf die Umbenennung in Straße. In der Straße sind keine Baudenkmale erhalten, obwohl auf beiden Seiten in der ersten Hälfte des 19. Jahrhunderts zahlreiche Wohnhäuser standen, in denen überwiegend kleine Handwerkerfamilien wohnten. Ein kleiner Abschnitt an dieser Straße gehörte zur Berliner Mauer. Etliche Seniorenheime befinden sich inzwischen hier und seit 2012 auch ein Asylbewerber- und Flüchtlingswohnheim. Am 13. September 1964 besuchte der US-amerikanische Bürgerrechtler Martin Luther King die Straße. In den frühen Morgenstunden jenes Tages war ein 21-jähriger Mann beim Versuch, die Grenzanlagen zu überwinden, durch Schüsse schwer verletzt worden. King besichtigte eine Kreuzberger Wohnung, in der Kugeln eingeschlagen waren, und die 28 Einschusslöcher im Haus Nr. 42. | Stallschreiberstraße · Mauerstreifen Stallschreiberstraße                                                 |
| Stresemannstraße (Lage)                   | 1220 (im Ortsteil)                                             | Gustav Stresemann (1878–1929), Politiker | 6. Feb. 1930 (Mit Unterbrechung zwischen 1935 und 1947) | Die 1867 erfolgte Zusammenlegung der Communikationen (Brandenburger, Potsdamer, Anhaltische) mit den vor der Mauer gelegenen Straßen führte zur Königgrätzer Straße. Diese wurde im 20. Jahrhundert wieder aufgeteilt, ein Rest (Nummern 1–70 und 76–129) erhielt den Namen Stresemannstraße. Der andere Teil der Straße – rund 300 Meter – liegt im Ortsteil Mitte und heißt Ebertstraße. Zwischen 1935 und 1947 trug der Verkehrsweg die Bezeichnung Saarlandstraße. | Stresemannstraße                                                                                          |
| Südstern (Lage)                           | 0250 × 150 (ovale Form)                                        | sternförmige Verteilung der abgehenden Straßen | 31. Juli 1947                                           | Die vormaligen Namen waren nacheinander Kaiser-Friedrich-Platz und Gardepionierplatz. Der Platz bildet eine große Mittelinsel der sternförmig einmündenden Straßen Hasenheide (Ost), Lilienthalstraße (Südost), Bergmannstraße (Südwest), Gneisenaustraße (West), Blücherstraße (Nordwest) und Fontanepromenade (Nordost). Die Kirche am Südstern dominiert den Südstern. | Der Südstern aus Richtung Hasenheide                                                                      |
| Taborstraße (Lage)                        | 0300                                                           | Taborkirche, in dieser Straße, eingeweiht 1903 | 19. Dez. 1912                                           | Diese Straße vom Görlitzer Ufer zur Schlesischen Straße wurde 1866 als nördlicher Teil des Görlitzer Ufer erbaut und 1912 davon abgetrennt. Die gebogene Form wurde gewählt, um die am Kanal stehenden Heckmannwerke am heutigen Heckmannufer zu umgehen. Alle 24 Grundstücke waren bei der Namensvergabe bereits vollständig bebaut, nur die Hälfte dieser Häuser überstand den Zweiten Weltkrieg. | Taborstraße                                                                                               |
| Tempelherrenstraße (Lage)                 | 0250                                                           | Mitglieder des Templerordens | 21. Dez. 1868                                           | Die Straße wurde nach dem Bebauungsplan Abt II als Straße 33 angelegt. Die Tempelherrenstraße verläuft in Nordost-Südwest-Richtung zwischen Carl-Herz-Ufer (früheres Plan-Ufer) und Urbanstraße (frühere Pionierstraße). Die Bebauung setzte erst um 1880 ein; von diesen Wohnhäusern sind vier denkmalgeschützt (Hausnummern 2–5). | Tempelherrenstraße                                                                                        |
| Tempelhofer Ufer (Lage)                   | 1300                                                           | Tempelhof, Ortsteil von Berlin und bis 1920 Landgemeinde in Brandenburg | 6. Nov. 1849                                            | Diese Uferstraße erschließt den südlichen Uferbereich des Landwehrkanals. Sie verbindet die Schöneberger Straße (West) mit dem Waterloo-Ufer im Bereich Blücher-Platz (Ost). Die Wohnhäuser 10–14 und 21 stehen unter Denkmalschutz, ebenso das frühere Postamt Tempelhofer Ufer 1 und zwei frühere Fabrikgebäude, unter anderem für die Firma Orenstein und Koppel (siehe auch Tempelhofer Ufer 23–24). | Tempelhofer Ufer                                                                                          |
| Tivoliplatz (Lage)                        | 0040 × 30                                                      | Vergnügungslokal „Tivoli“, das hier von 1829 bis 1856 existierte | 1. Apr. 2001                                            | Der Platz gehört zum Viktoria-Quartier und hatte vor der Neubebauung des Viertels keine eigene Adresse. | Tivoliplatz                                                                                               |
| Trebbiner Straße (Lage)                   | 0190                                                           | Trebbin, Stadt in Brandenburg | 4. März 1863                                            | Der Verkehrsweg wurde gemäß Bebauungsplan Abt. III als Straße 15 angelegt. Hier befindet sich das weit über Berlin hinaus bekannte Deutsche Technik-Museum, das 1983 als „Museum für Verkehr und Technik“ eröffnet worden war. | Trebbiner Straße                                                                                          |
| Urbanstraße (Lage)                        | 1780                                                           | Urban, überlieferter Name für ein Sumpfgebiet | 1. Nov. 1874                                            | Die Urbanstraße verläuft von der Blücherstraße bis zur Sonnenallee in West-Ost-Richtung. Sie entstand durch Befestigung und Begradigung eines früheren Viehweges. Entlang der Straße sind zahlreiche Baudenkmale erhalten, auch der Wrangelbrunnen ist erwähnenswert, der vom früheren Kemperplatz hierher umgesetzt worden ist. | Urbanstraße                                                                                               |
| Vor dem Schlesischen Tor (Lage)           | 0120                                                           | Schlesisches Tor, früheres Stadttor der Berliner Zollmauer an der Straße Richtung Schlesien | vor 1864                                                | Die inzwischen auf den Bereich der Lohmühleninsel beschränkte Straße führte ehemals durch den Schlesischen Busch auf Treptower Gebiet bis zur heutigen Puschkinallee. Bei ihrer Aufnahme in das Adressbuch waren keine Hausnummern ausgewiesen, sondern lediglich die „Sachse’sche Badeanstalt“ (vom Fabrikanten Sachse) und eine Lohmühle. Bis 1868 kam ein Steuergebäude hinzu, bis 1870 ließen drei Besitzer ihre Wohnhäuser in dieser Straße errichten. Vor der Oberen Freiarchenbrücke ist ein Fachwerkhaus aus etwa dem Jahr 1869 erhalten, das als Restaurant dient, sowie die 1928 erbaute Tankstelle. Diese Gebäude sowie die Brücken über die Arme des Landwehrkanals mit der Adresse Vor dem Schlesischen Tor sind gelistete Baudenkmale. | Vor dem Schlesischen Tor · Vor dem Schlesischen Tor                                                       |
| Waldemarstraße (Lage)                     | 1100                                                           | Waldemar von Preußen (1817–1849), preußischer Generalmajor | 7. Apr. 1849                                            | Die Straße wurde zwischen 1841 und 1846 angelegt. Im Jahr 1850 findet sich folgende Verlaufsbeschreibung: „die Adalbertstraße durchkreuzend, vom Lausitzer Platz bis zur Dresdner Straße“, wie er noch immer aktuell ist. Die gesamte, ebenfalls im Adressbuch enthaltene Kleine Waldemarstraße liegt dagegen in Berlins Mitte („zwischen Gipsstraße, Auguststraße und Linienstraße“). Am 31. August 1949 wurde die Buckower Straße in die Waldemarstraße einbezogen. Ein Teil der Nordseite der Straße (ungerade Hausnummern 1–17, zwischen Luckauer Straße und Leuschnerdamm) liegt im Ortsteil Mitte. | Waldemarstraße                                                                                            |
| Wartenburgstraße (Lage)                   | 0290                                                           | Wartenburg, Ort einer Schlacht in den Befreiungskriegen in Sachsen-Anhalt | 3. März 1868                                            | Die Straße wurde 1867 im Auftrag des Fabrikanten Johann Stöcker angelegt. | Wartenburgstraße                                                                                          |
| Wassertorplatz (Lage)                     | 0200 × 140                                                     | ein früheres Stadttor der Berliner Zollmauer am Durchlass des Luisenstädtischen Kanals | 24. März 1849                                           | Das Wassertor war ein Eisengitter und sperrte bei Notwendigkeit die Durchfahrt. Nach dem Abbau der Zollmauer wurde der Platz 1885 in eine Grünanlage umgestaltet. Der Kanal wurde 1926 bis 1929 zugeschüttet. Seit dem 21. Jahrhundert gibt es Bemühungen, ihn wieder zu öffnen. | Wassertorplatz                                                                                            |
| Wassertorstraße (Lage)                    | 0540                                                           | nicht mehr erhaltenes Stadttor der Berliner Zollmauer am Durchlass des Luisenstädtischen Kanals | 7. Apr. 1849                                            | Die Straße wurde zwischen 1841 und 1846 angelegt. Der Teil zwischen Alexandrinen- und Brandenburgstraße wurde Baugelände und ist am 1. Juli 1959 eingezogen worden. | Wassertorstraße                                                                                           |
| Waterloo-Ufer (Lage)                      | 0200                                                           | Waterloo, Ort einer Schlacht in den Befreiungskriegen in Belgien | 13. Apr. 1866                                           | Die Uferstraße wurde 1866 angelegt. Sie führte ursprünglich vom Blücherplatz bis zur Alexandrinenstraße. Der Teil zwischen Zossener Brücke und Waterloobrücke ist am 16. August 1956 in Brachvogelstraße umbenannt worden. | Waterloo-Ufer                                                                                             |
| Werner-Düttmann-Platz (Lage)              | 0040 × 40                                                      | Werner Düttmann (1921–1983), Architekt, Stadtplaner und Maler (Senatsbaudirektor) | 1984                                                    | Um den mittig im Block 202 (Urbanstraße / Graefestraße / Jahnstraße) gelegenen Platz befinden sich Wohngebäude der in den 1980er Jahren erbauten Werner-Düttmann-Siedlung. | Werner-Düttmann-Platz                                                                                     |
| Wiener Straße (Lage)                      | 1140                                                           | Wien, Hauptstadt von Österreich | 9. Okt. 1873                                            | Der erste Name ab etwa 1866 war Verlängerte Oranienstraße und wurde 1873 nach dem Endziel der ersten Züge des angrenzenden Görlitzer Bahnhofs in Wiener Straße umbenannt. Sie verbindet den U-Bahnhof Görlitzer Bahnhof in gerader Südostführung mit dem Görlitzer Ufer. Im Nordwesten bildet sie mit der Oranienstraße einen Straßenzug, im Südosten war sie bis zu deren Sprengung 1945 über die Wiener Brücke mit der Karl-Kunger-Straße verbunden. | Kreuzung Wiener- und Skalitzer Straße, links der U-Bahnhof Görlitzer Bahnhof                              |
| Wilhelmshöhe (Lage)                       | 0330                                                           | Wilhelm I. (1797–1888), deutscher Kaiser und König von Preußen, sowie dessen Schloss „Wilhelmshöhe“ in Kassel | 1871                                                    | Ursprünglich befand sich hier eine Sandgrube, aus der die Berliner mit weißem Sand versorgt wurden. Die Straße entstand auf Initiative einer Gemeinschaft von Eigentümern, die hier eine Villenkolonie anlegen ließ. Sie verlief südostwärts ab der damaligen Belle-Alliance-Straße (heute: Mehringdamm) und umfasste 30 Parzellen (einige „Nummern sind nicht vorhanden, dagegen gehören die Nummern 20 bis 30 teilweise zur Belle-Alliance-Straße“). | Wilhelmshöhe                                                                                              |
| Wilhelmstraße (Lage)                      | 1025 (im Ortsteil)                                             | Friedrich Wilhelm I. (1688–1740), preußischer König | 1735                                                    | Ein Teil der Straße liegt im Ortsteil Mitte. Dieser Teil trug vorher die Namen Neue Wilhelmstraße und 1964–1993 Otto-Grotewohl-Straße nach dem Politiker Otto Grotewohl. Der Kreuzberger Abschnitt (Hausnummern 1–42, 108–150) führt vom Halleschen Ufer nahe dem Halleschen Tor nordwärts bis über die Kochstraße hinweg. Der früher am Rondell/Friedrichstraße beginnende Verkehrsweg wurde um 1970 vom Platz weg verschwenkt und mit dem Mehringdamm zu einer neuen Trasse zusammengeführt. Hier befinden sich das Tommy-Weisbecker-Haus (Nummer 9), das Willy-Brandt-Haus (Nummer 140; Bundeszentrale der SPD) und die Gedenkstätte Topographie des Terrors. | Blick in die Wilhelmstraße                                                                                |
| Willibald-Alexis-Straße (Lage)            | 0460                                                           | Willibald Alexis (1798–1871), Schriftsteller | 12. März 1889                                           | Die ersten Namen gemäß Bebauungsplan Abt. II waren Straße 23b und Straße 27b. Die Willibald-Alexis-Straße verläuft von der Kopischstraße (West) zur Heimstraße und bildet die südliche Begrenzung des Chamissoplatzes. Sie gehört zum Chamisso-Kiez, in dem zahlreiche Gründerzeit-Häuser erhalten sind und ein Denkmalensemble bilden. | Willibald-Alexis-Straße                                                                                   |
| Wilmsstraße (Lage)                        | 0330                                                           | Robert Wilms (1824–1880), Mediziner und Chirurg | 18. Jan. 1892                                           | Der erste Name war Straße 6a, Abt. II des Bebauungsplans. Die Straße verbindet die Tempelherrenstraße mit dem Planufer und bildet die nördliche Begrenzung zum Krankenhaus Am Urban. Wilmsstraße 19 ist die Adresse der Freiwilligen Feuerwehr Kreuzberg, das Haus Nummer 10 beherbergt das Nachbarschaftshaus und die „Bürgermeister-Herz-Grundschule“. Mit den Nummern 8–12 grenzt die Straße an den Komplex Baerwaldbad, Schule, Kirche. | Wilmsstraße                                                                                               |
| Wrangelstraße (Lage)                      | 0620                                                           | Friedrich von Wrangel (1784–1877), preußischer Generalfeldmarschall | 7. Apr. 1849                                            | Die Straße wurde 1849 angelegt und benannt. Die Wrangelstraße verband die Zeughofstraße mit dem Mariannenufer und wies zwischen 1850 und 1860 lediglich ein Wohnhaus auf. Um 1870 hatte eine umfangreiche Bautätigkeit eingesetzt und die Parzellen wurden nummeriert (1–92). Am 20. Januar 1875 wurden der Straßenzug zwischen Zeughof- und Skalitzer Straße sowie die Straße 51, Abt. I des Bebauungsplans in die Wrangelstraße einbezogen, die Hausnummern mussten neu geordnet werden und reichten nun von 1 bis 149 (anschließend wieder etwas verringert auf 136/137). Sie sind in Hufeisenform vergeben worden. Zurzeit beginnt die Wrangelstraße am Mariannenplatz und läuft dann geradlinig südostwärts bis zur Taborstraße. Erwähnenswert sind einige Baudenkmale in dieser Straße (Wohnhäuser Nummern 41–46), eine Gemeinde-Doppelschule (Wrangelstraße 128) sowie der „Sportplatz Wrangelstraße“. | Wrangelstraße                                                                                             |
| Yorckstraße (Lage)                        | 0860 (im Ortsteil)                                             | Ludwig Yorck von Wartenburg (1759–1830), preußischer Generalfeldmarschall | 31. Okt. 1864                                           | Die Straße hieß zwischen 1862 und 1864 Gürtelstraße und ist ein Abschnitt des geplanten „Generalszugs“. Ein Teil der Straße liegt im Ortsteil Schöneberg. Bemerkenswert ist die im Jahr 1907 geweihte St.-Bonifatius-Kirche (Yorckstraße 88c). Außerdem ist die historische Mehrfachbrückenkonstruktion weit über Kreuzberg hinaus bekannt: Yorckbrücken. In der Berliner Denkmalliste sind zahlreiche Baudenkmale entlang dieser Straße enthalten. Im Haus Nr. 63 lebte der Gitarrist, Harfenist und Komponist Bruno Henze (Gedenktafel seit 1991). | Fassade von Riehmers Hofgarten in der Yorckstraße                                                         |
| Zeughofstraße (Lage)                      | 0410                                                           | ein „Zeughof“ genanntes ehemaliges Magazin des Militärs, das sich hier befand | 7. Apr. 1849                                            | 1733 wurde hier das erste Magazin für Waffen und Wagen des Militärs errichtet. Mit der Aufnahme in das Adressbuch 1850 wird ihre Lage wie folgt beschrieben: „von der Köpnickerstraße neben dem Königlichen Traindepot (in der Richtung nach der Lausitzer Communikation) nach der Wrangelstraße führend“. In der Zeughofstraße 20 ist ein Gewerbehof aus dem Jahr 1902 erhalten und denkmalgeschützt. | Zeughofstraße                                                                                             |
| Zimmerstraße (Lage)                       | 0880                                                           | ehemaliger Lagerplatz von Zimmerer-Materialien | 1734                                                    | Die Straße wurde bei der Errichtung der Friedrichstadt angelegt. Die Nordseite der Straße und das Straßenland liegen in Mitte. Frühzeitig entstanden hier Wohngebäude und unter der Hausnummer 78 ist bereits 1831 die „Gentzsche Badeanstalt“ erwähnt. | Zimmerstraße                                                                                              |
| Zossener Straße (Lage)                    | 0920                                                           | Zossen, Stadt in Brandenburg | 26. Dez. 1874                                           | Die ehemalige Straße 26 und die Straße 32, Abt. II des Bebauungsplans wurden 1874 angelegt. Am 19. Dezember 1912 erhielt die Verlängerung der Zossener Straße zwischen Plan- und Waterloo-Ufer ebenfalls diesen Namen. Die Straße verbindet das Waterloo-Ufer am Landwehrkanal mit der Bergmannstraße am Marheinekeplatz. | Zossener Straße                                                                                           |
| Züllichauer Straße (Lage)                 | 0710                                                           | Züllichau, Stadt in der Neumark, heute Sulechów in Polen | 12. Feb. 1898                                           | Die Straße wurde 1897 angelegt, sie führt von der Golßener Straße (West) bis zur Lilienthalstraße (Nordost). Die Südseite mit den ungeraden Hausnummern 1, 3, 5, 7 gehörte bis zum 12. August 2014 zum Ortsteil Tempelhof und bildet den Zugang zur Kleingartenanlage „Am Flughafen“. Zu Kreuzberg gehört seitdem die gesamte Straße – die an den Luisenstädtischen Friedhof grenzt. | Züllichauer Straße                                                                                        |

Die Summe der hier angegebenen (März 2023) Straßenlängen beträgt 99 km, wenn man bei den Plätzen jeweils Länge plus Breite ansetzt.

## Ehemalige und geplante Straßen und Plätze
(ohne Längenangaben und Geokoordinaten)
Quellen: Kauperts.de, historische Berliner Stadtpläne (1926, 1943, 1946) und Berliner Adressbücher von 1835 bis 1943 (stichprobenartig)
| Name; ggf. Bild                                                                                  | Namensherkunft | Benennung                  | Aufhebung                            | Anmerkungen, ggf. heutiger Name (→) |
| ------------------------------------------------------------------------------------------------ | --- | -------------------------- | ------------------------------------ | --- |
| Anhaltische Communication                                                                        | Communicationsweg am Anhalter Tor | 16. Sep. 1840              | 1875                                 | Nur die Hausnummern 5 bis zum Ende gehörten zum Polizeirevier 11. Ab den 1870er Jahren zunächst Königgrätzer Straße, wurde sie 1930 erstmals in Stresemannstraße umbenannt. Von 1935 bis 1947 trug sie den Namen Saarlandstraße. |
| An der Barthschen Promenade (Lage)                                                               | Erwin Barth (1880–1933), Gartengestalter | 1. Apr. 2001               | Juli 2012                            | Die 100 Meter lange Privatstraße gehört zum Viktoria-Quartier und wurde auf Verlangen des Investors benannt. Das Bezirksamt Friedrichshain-Kreuzberg beschloss im August 2012 auf Antrag des Grundstückseigentümers die Namensaufhebung, weil „wegen der baulichen Entwicklung keine eindeutige Zuordnung der Grundstücke mehr möglich sei“ und kein Anlieger unter dieser Adresse gemeldet ist. |
| Bahnhofstraße                                                                                    | Anhalter Bahnhof | 22. Mai 1847               | 30. Aug. 1949                        | Sie wurde als Verbindungsstraße von der Schöneberger Straße zum neu gebauten Anhalter Bahnhof angelegt; 1949 umbenannt in Güstener Straße. |
| Belle-Alliance-Platz                                                                             | Belle-Alliance, Name des französischen Bauerngehöfts nahe Waterloo, nach dem Gebhard Leberecht von Blücher die Schlacht gegen Napoleon bezeichnet hatte                  | 22. Okt. 1815              | 16. Feb. 1946                        | Der Platz entstand im Jahr 1734 nach Verlegung des Landwehrgrabens. Zuerst wurde die Fläche nach ihrer Form Rondell genannt. Nach 1946 wurde das Areal kurzzeitig in Franz-Mehring-Platz umbenannt. |
| Belle-Alliance-Straße                                                                            | Belle-Alliance, Name des französischen Bauerngehöfts nahe Waterloo, nach dem Gebhard Leberecht von Blücher die Schlacht gegen Napoléon bezeichnet hatte                  | 1864                       | 1947                                 | Die Tempelhofer Straße wurde umbenannt. → Mehringdamm |
| Bethanienufer                                                                                    | Bethanien-Krankenhaus | 24. März 1849              | 20. Mai 1937                         | Der Luisenstädtische Kanal, zu dem das Ufer gehörte, wurde 1926 bis 1929 zugeschüttet und in seinem Verlauf als Damm gestaltet. Die Straße erhielt gemeinsam mit dem Mariannenufer danach den Namen Felsendamm. |
| Brandenburgstraße                                                                                | Friedrich Wilhelm von Brandenburg, preußischer Politiker | 17. Apr. 1849              | 31. Okt. 1962                        | → Lobeckstraße |
| Britzer Straße                                                                                   | Britz, bei der Namensgebung benachbartes Dorf von Kreuzberg | 1861                       | 1949                                 | Der Zimmermeister und Bauherr F. Winkler hatte beantragt, dass die Straße seinen Namen bekommen soll, was jedoch nicht genehmigt wurde (Adresse 1863: Britzerstraße 34). → Kohlfurter Straße |
| Buckower Straße                                                                                  | Buckow, Ortslage im heutigen Ortsteil Berlin-Neukölln; Richtung des Verkehrswegs                                                                                         | 3. Feb. 1864               | 31. Aug. 1949                        | Die Buckower Straße war das westliche Teilstück der heutigen → Waldemarstraße. |
| Camphausenstraße                                                                                 | Ludolf Camphausen (1803–1890), erster Präsident der Rheinischen Eisenbahngesellschaft, Mitglied des Deutschen Reichstages und von März bis Juni 1848 Minister in Preußen | 12. Mai 1893               | 21. Okt. 1933                        | → Körtestraße |
| Communication am Halleschen Thor                                                                 | Communicationsweg am Halleschen Tor | vor 1835                   | 1849                                 | Der Weg ist in 23 Parzellen (Hausnummern) aufgeteilt. Um 1850 wurde der Straßenname zusammengefasst mit der bereits vorhandenen Hallesche Communikation. |
| Cuvry-Ufer                                                                                       | Heinrich Andreas de Cuvry | 6. Nov. 1849               | nach 1920                            | Die Straße verlief längs der Oberschleuse zwischen Spree und Schlesischer Straße und wurde überbaut. |
| Dennewitzstraße                                                                                  | Dennewitz, Ort einer Schlacht in den Befreiungskriegen | 29. Mai 1862               | 30. Okt. 1864                        | Die Straße lag ursprünglich innerhalb der Berliner Zollmauer; anlässlich der Aufteilung des Köpenicker Feldes als Bebauungsfläche wurde sie neu ausgewiesen und benannt. Man unterteilte sie bereits in 59 Parzellen. →Naunynstraße |
| Die Demmerung                                                                                    | Damm, „gedämmter Weg“ | 17. Jhd.                   | ?                                    | Spätestens 1809 umbenannt in Feldstraße, heute Alexandrinenstraße. |
| Dreibundstraße                                                                                   | Dreibund, ein am 20. Mai 1882 geschlossenes Verteidigungsbündnis zwischen den drei Mächten Deutschland, Österreich-Ungarn und Italien.                                   | Jan. 1901                  | 21. Apr. 1936                        | In der NS-Zeit umbenannt in Immelmannstraße. |
| Eisenbahnstraße                                                                                  | Gütereisenbahn, die Kohle vom Schlesischen Bahnhof zu den Gasanstalten in der Gitschiner Straße brachte                                                                  | 1849                       | 1852                                 | Dieser Straßenname ist nicht mit der noch vorhandenen Eisenbahnstraße identisch. → Manteuffelstraße |
| Elisabethufer                                                                                    | Elisabeth, Königin von Preußen | 1849                       | 1937                                 | Zunächst wird der Verlauf angegeben mit „vom Bethanienufer bis Oranienbrücke“. Am 12. November 1866 kam ein Teil des Kottbusser Ufers zum Elisabethufer. In der NS-Zeit wurde das Ufer umbenannt in Oranienplatz, Schröderdamm und Hoffmanndamm. |
| Enckeplatz                                                                                       | Johann Franz Encke (1791–1865), Direktor der Sternwarte in Berlin und Astronom der Preußischen Akademie der Wissenschaften                                               | 1844                       | 1927 entwidmet                       | Im Jahr 1845 ist er als „Enke-Platz“ (Polizeirevier 12) im Adressbuch angegeben. Ab 1860 schreibt er sich richtig „Enckeplatz“. 1927 wurde er als Platz aufgehoben und einbezogen in die → Enckestraße. |
| Etablissements vor dem Kottbusser Tor, diesseits des Landwehrgrabens bis zur Gasanstalt exclusiv | Etablissement, aus dem Französischen stammende Bezeichnung für Wohnungen                                                                                                 | 1839                       | 1844                                 | Die Bezeichnung ist 1845 nicht mehr im Adressbuch enthalten. |
| Feldstraße                                                                                       | Feld, landwirtschaftliche Nutzfläche | vor 1809                   | um 1849                              | Die Straße existierte bereits im 18. Jahrhundert als unbenannte Verlängerung der Todtengasse und führte in Die Demmerung, die genau südlich der Stadt bis zur Stadtmauer reichte. Im Stadtplan von 1848 ist sie letztmals verzeichnet, vor 1850 wurde sie in die Alexandrinenstraße einbezogen. |
| Felsendamm                                                                                       | Eduard Felsen (1908–1932), Anhänger des Nationalsozialismus, der bei politischen Auseinandersetzungen im Februar 1932 ums Leben kam                                      | 20. Mai 1937               | 31. Juli 1947                        | →Bethaniendamm |
| Franz-Mehring-Platz                                                                              | Franz Mehring, Publizist und Politiker | 16. Feb. 1946              | 31. Juli 1947                        | Der Berliner Magistrat hatte einer Umbenennung des Belle-Alliance-Platzes mit dem vollständigen Namen von Franz Mehring nicht zugestimmt, da dieser Name für den Küstriner Platz im Bezirk Friedrichshain beantragt worden war. → Mehringplatz |
| Fürstenstraße                                                                                    | Fürst, Herrschertitel („Der Erste, der Vornehmste“) | Dez. 1861                  | 1949                                 | → Bergfriedstraße |
| Gardepionierplatz                                                                                | Gardepionierbataillon, preußische Militäreinheit, die als Garnison Berlin im 19. Jahrhundert bestand                                                                     | 1938                       | 31. Juli 1947                        | Das Bild zeigt die Enthüllung eines Denkmals für die Garde-Pioniere im Jahr 1929. → Südstern |
| Groebenufer, auch Gröbenufer geschrieben                                                         | Karl von der Groeben-Neudörfchen (1788–1876), General der Kavallerie und 1853/58 Kommandierender General des Gardekorps                                                  | 1891                       | 2010                                 | Die neue Uferstraße erhielt den Namen nach einer Militärperson, wobei dem Adressbuch mehr vertraut wird, weil es zeitnah zur Namensvergabe entstand. Das Foto zeigt eine Schiffsanlegestelle anno 2007. → May-Ayim-Ufer |
| Großadmiral-von-Koester-Ufer                                                                     | Hans von Koester (1844–1928), preußischer Offizier | 5. Juni 1935               | 31. Juli 1947                        | → Schöneberger Ufer |
| Grünauer Straße                                                                                  | Grünau, Richtung | 1880                       | 1949                                 | → Ohlauer Straße |
| Güstener Straße                                                                                  | Güsten, Stadt in Sachsen-Anhalt; Name nahm Bezug auf den Anhalter Bahnhof                                                                                                | 31. Aug. 1949              | 1987 entwidmet                       | Die kurze Straße wurde für den Bau eines neuen Schulgebäudes im Jahr 1987 aufgehoben. |
| Hallesche Communication                                                                          | Communicationsweg am Halleschen Tor | 1848                       | um 1880                              | Ab den 1870er Jahren wurde der Name vereinfacht zu Am Halleschen Thor, dann Platz am Halleschen Tor (1880). Einige Jahre später wurde er zu Hallesches Tor verkürzt. |
| Hasenhegerstraße                                                                                 | Heger (Hasenheger) in kurfürstlichen Diensten, die den Wildtierbestand in der Hasenheide verantworteten und in diesem bis 1844 Hasenhegergasse genannten Weg wohnten     | 17. Jhd.                   | 1848                                 | → Feilnerstraße |
| Hellweg                                                                                          | Hell, abgeleitet von Hölle, bezeichnete einen Weg, auf dem die Toten zur Hölle gefahren wurden                                                                           | 1860                       | 1868                                 | Der Weg führte unmittelbar innen an der Berliner Stadtmauer entlang. Er hieß zunächst Vor dem Halleschen Thore. Im Jahr 1860 erhielt er den Namen Hellweg. → Gitschiner Straße |
| Hirschelstraße                                                                                   | Hirschel, Grundbesitzer, über dessen Fläche die Straße verlief | 23. Juli 1831              | 16. Okt. 1867                        | Die Hirschelstraße befand sich außerhalb der Zoll- und Akzisemauer. Nach deren Beseitigung 1866/1867 legte man diese Straße 1867 mit einigen anderen zur Königgrätzer Straße zusammen. Aus dieser ging 1930 wiederum die → Stresemannstraße hervor. |
| Hollmannstraße                                                                                   | August Karl Friedrich Hollmann (1776–1858), Kaufmann und Kommunalpolitiker                                                                                               | 28. Mai 1857               | 15. Sep. 1993                        | Die als Husarenstraße angelegte als Straße wurde 1857 umbenannt. Am 30. Juni 1960 wurde der Teil zwischen Alte Jakobstraße und Alexandrinenstraße eingezogen und entwidmet. Die stattdessen neu eingerichtete Franz-Künstler-Straße begann an zwar der selben Kreuzing, wurde jedoch in einem großen Bogen nach Norden verschwenkt. Am 15. September 1993 wurde auch der verbliebene Teil entwidmet und gelangte zum Gelände des Jüdischen Museums, wo zwischen dessen beiden Bauteilen der frühere Straßenverlauf noch heute erkennbar ist.                                                                                        |
| Hoffmanndamm                                                                                     | Hans Hoffmann, Mitglied der Hitlerjugend, der 1931 getötet worden war | 20. Mai 1937               | 31. Juli 1947                        | → Erkelenzdamm |
| Husarenstraße                                                                                    | Husar, Reitersoldat | 1789                       | 27. Mai 1857                         | Sie führte bei ihrer Anlage von der Linden- zur Alexandrinenstraße. → Hollmannstraße |
| Immelmannstraße                                                                                  | Max Immelmann (1890–1916), Pilot eines Kampfflugzeugs, der 1916 über Frankreich abstürzte                                                                                | 21. Apr. 1936              | 2. Jan. 1949                         | → Dudenstraße |
| Jerusalemer Straße                                                                               | Jerusalemkirche, die in dieser Straße von 1484 bis 1945 existierte | um 1838                    | 1960 Kreuzberger Teil entwidmet      | Die erste Schreibweise war Jerusalemerstraße. Ein Teil der Straße liegt im Bezirk Mitte. Auf dem Straßenstück nördlich der Rudi-Dutschke-Straße (damals: Kochstraße) ließ Axel Springer sein Verlagshochhaus errichten. Das Bild zeigt die Jerusalemer Straße (links) mit der gleichnamigen Kirche im Jahr 1906. |
| Jouanengasse                                                                                     | Jouane, Kaufmannsfamilie und Grundbesitzer in dieser Straße, die hier um 1750 ein Kaffeehaus betrieb                                                                     | um 1740                    | 1763                                 | Der Name der Straße nach einem französischen Eigentümer soll von den damaligen Berlinern in „Schwanengasse“ verballhornt worden sein. → Kommandantenstraße |
| Junkerstraße, Neue Junkerstraße                                                                  | Junker, in Anlehnung an die niederen Dienstgrade der Armee (Fahnenjunker)                                                                                                | 1839                       | 15. Dez. 1970 entwidmet              | Zuerst wurde sie inoffiziell Bauernstraße genannt. Mit der um 1830 beginnenden Bebauung vergab der Polizeipräsident den Namen Junkerstraße. Der Verkehrsweg verband die Markgrafenstraße mit der Lindenstraße. Die Neue Junkerstraße stellte die Verlängerung der Junkerstraße bis zur Alexandrinenstraße dar und erhielt ihren Namen 1843. 1845 wurde sie in → Ritterstraße umbenannt. |
| Kaiser-Friedrich-Platz                                                                           | Kaiser Friedrich, deutscher Kaiser und König von Preußen | 1893                       | 1938                                 | Der Stadtplatz wurde in der NS-Zeit umbenannt in Gardepionierplatz. Die Ansicht zeigt einen Teil des Kaiser-Friedrich-Platzes mit der Neuen Garnisonkirche (heute: Kirche am Südstern). |
| Kirchstraße                                                                                      | Kirche St. Sebastian | um 1730                    | 1734                                 | → Kochstraße |
| Kohlenufer                                                                                       | Kohle wurde hier umgeschlagen, die für die Städtische Gasanstalt in der Gitschiner Straße benötigt wurde                                                                 | 6. Nov. 1849               | 7. Juni 1896                         | Ein Abschnitt kam 1894 zum Luisenufer, ein weiterer Abschnitt zum Kottbusser Ufer. Der restliche Abschnitt erhielt 1896 die Bezeichnung Sedanufer. |
| Kohlfurter Straße                                                                                | Kohlfurt, Stadt in Schlesien, heute Węgliniec in Polen | 31. Aug. 1949              | 19. Sep. 2025                        | → Regina-Jonas-Straße |
| Kolonnenweg                                                                                      | Kolonne, militärische Einheit der Gardepioniere, die auf diesem Weg zu ihrem Übungsgelände auf dem Tempelhofer Feld gelangten                                            | vor 1874 vor 1884          | 1874 Januar 1901                     | Ein Kolonnenweg wurde 1874 umbenannt in → Fichtestraße. Ein weiterer Kolonnenweg entlang der Grenze zu Tempelhof erhielt 1901 den Namen → Dreibundstraße, heute → Dudenstraße. |
| Königgrätzer Straße                                                                              | Königgrätz, Stadt in Böhmen, heute Hradec Králové in Tschechien | 16. Okt. 1867              | 1935                                 | Nach der Beseitigung der Berliner Zollmauer entstand durch Zusammenlegung der Communikationen (Brandenburger, Potsdamer, Anhaltsche) mit den vor der Mauer gelegenen Straßen die Königgrätzer Straße. 1915 wurde der nördliche Teil als Budapester Straße ausgegliedert. 1930 erhielt der Rest (Nummern 1–70 und 76–129) die neue Bezeichnung Stresemannstraße, 1935 in Saarlandstraße umbenannt. Drei Häuser (71–75) trugen bis Dezember 1936 noch die Adresse Königgrätzer Straße, sie kamen danach zum Halleschen Ufer. Im Jahr 1949 erhielt die Straße in ihrem Verlauf durch Kreuzberg den Namen → Stresemannstraße zurück.    |
| Kösterdamm                                                                                       | Eduard Köster, SS-Truppenführer, der 1932 bei politischen Auseinandersetzungen ums Leben kam                                                                             | 1937                       | 31. Juli 1947                        | Aufgeteilt in → Legiendamm und → Segitzdamm |
| Kürassierstraße                                                                                  | Kürassiere, Bezeichnung für Militärreiter vom 16.–19. Jahrhundert | 1836                       | 1959 entwidmet                       | Die Todtengasse erhielt 1836 den Namen Kürassierstraße, weil die Reiter diesen Weg benutzten. Die Straße verlief zwischen Alte Jakobstraße und Alexandrinenstraße und mündete in die Oranienstraße ein. Nach der Zerstörung im Zweiten Weltkrieg wurde auf einen Seite der Waldeckpark vergrößert, gegenüber entstand die Rückseite der Otto-Suhr-Siedlung. Die Straße wurde in einen namenlosen Fußweg an der Ostseite des Parks umgewandelt. |
| Lankwitzstraße                                                                                   | Lankwitz, Richtung der Straße | 29. Okt. 1864              | 30. Aug. 1949                        | Die Straße entstand nach dem Bebauungsplan Abt. III als Straße 3. Im Jahr 1866 wurden Kanalisationsrohre verlegt und die Straße erhielt ihre Pflasterung. In der Lankwitzstraße 4 unterhielt die Heilsarmee ab dem Jahr 1898 ein Heim für sieben Wöchnerinnen. Im Haus Nummer 12 wohnte eine Zeitlang der Historiker Johann Fidicin. → Ruhlsdorfer Straße |
| Lehniner Straße                                                                                  | Kloster Lehnin, erste Zisterzienserniederlassung in der Mark Brandenburg                                                                                                 | 4. Aug. 1897               | 13. Mai 1929                         | Die Lehniner Straße nahm ihren Anfang als Straße 17, Abt. II des Bebauungsplan. Sie verlief von der Bergmannstraße/Hasenhaide (Nord) über zehn Parzellen bis zur Katholischen Garnisonkirche (Süd). Dort machte die Trasse einen leichten Schwenk südwestwärts und setzte sich als Siboldstraße bis zur Jüterboger Straße fort. → Einbeziehung in die Lilienthalstraße |
| Lichterfelder Straße                                                                             | Lichterfelde, zur Zeit der Namensgebung selbstständiges Dorf vor den Toren Berlins; Richtung                                                                             | 22. Feb. 1876              | 29. Sep. 1935                        | Lichterfelder Straße 11–17 ist die Adresse der Schultheiß-Brauerei (Ende des 19. Jhd.) → Methfesselstraße |
| Lohmühlenstraße                                                                                  | An der Straße befanden sich im 18. Jahrhundert Lohmühlen, in denen Baumrinde („Lohe“) zu Borkenmehl verarbeitet wurde.                                                   | 26                         | 1978 Kreuzberger Abschnitt entwidmet | Zuerst führte die Straße vom Schlesischen Tor bis zur Harzer Straße. Der Kreuzberger Abschnitt ist als Fußweg auf der Lohmühleninsel erhalten. Die amtlich benannte Lohmühlenstraße (Parzellennummern 7–67) liegt im Ortsteil Alt-Treptow und führt von der Oberen Freiarchenbrücke bis zur Eichenstraße. |
| Lübbener Straße                                                                                  | Lübben, Stadt im Spreewald | 1849                       | 1852                                 | Nach Verlegung der Bahngleise umbenannt in Eisenbahnstraße. Mit den Benennungen ging es danach noch etwas durcheinander, denn eine Verlängerte Lübbener Straße tauchte um 1870 im Adressbuch auf, gehörte jedoch zur Lausitzer Straße. |
| Luisenufer; erste Schreibweise Louisen Ufer                                                      | Luise Auguste Wilhelmine Amalie (1776–1810), Königin von Preußen | 1859                       | 20. Mai 1937                         | In der NS-Zeit umbenannt in Kösterdamm |
| Mariannenufer                                                                                    | Mariannenplatz nach Maria Anna Amalie von Hessen-Homburg, Prinzessin von Preußen                                                                                         | März 1849                  | 1937                                 | Der Luisenstädtische Kanal, zu dem das Ufer gehörte, wurde 1926 bis 1929 zugeschüttet und in seinem Verlauf als Damm gestaltet. Die Straße erhielt später gemeinsam mit dem Bethanienufer den Namen Felsendamm. |
| Mariendorfer Straße                                                                              | Mariendorf, Richtung der Straße | 26. Dez. 1874              | 30. Nov. 1936                        | Die Flächen gehörten der Baugesellschaft „Belle Alliance“, die hier Wohnhäuser errichten ließ und dann teilweise weiterverkaufte. Im Jahr 1880 wurde im Bereich Solmsstraße/Nostitzstraße ein (städtisches) Omnibusdepot ausgewiesen. → Riemannstraße |
| Mathieustraße                                                                                    | Charles Louis Mathieu (1800–1885), Kunstgärtner, Kommunalpolitiker | 24. März 1849              | 8. Juni 1973                         | Die Mitglieder der Familie Mathieu waren als Glaubensflüchtlinge nach Kurbrandenburg gekommen und hatten sich hier eine neue Existenz aufgebaut. Die 1849 angelegte Straße verlief über das Grundstück von Mathieu und wurde deshalb nach ihm benannt. Sie führte von der Brandenburgstraße zur Alexandrinenstraße. aufgehoben |
| Militärstraße                                                                                    | diente als Marschweg der Garnisonsoldaten zum Tempelhofer Feld | 7. Feb. 1850               | 31. Okt. 1864                        | Ab 1846 erhielt die Straße eine Kanalisation und eine Pflasterung. → Möckernstraße |
| Mühlenweg vor dem Halleschen Thore                                                               | eine Wind angetriebene Sägemühle, die im Jahre 1684 an diesem Weg errichtet worden war                                                                                   | 17. Jhd.                   | 24. März 1862                        | Auf einem Plan von 1850 ist diese Straße als Mühlenstraße eingetragen, in der zum Dorf Tempelhof gehörenden Gegend gab es noch zahlreiche Mühlen. 1861 kam sie als Teil der Tempelhofer Vorstadt zu Berlin. 1862 erscheint sie im Berliner Adressbuch als Mühlenweg vor dem Halleschen Thore. Er weist keine Hausnummern auf, sondern seine 22 Gebäude sind nach den Besitzern genannt. Eine Windmühle ist zu dieser Zeit hier nicht mehr vorhanden. Der Mühlenweg wurde 1862 umbenannt in Teltower Straße |
| Pionierstraße                                                                                    | Pioniere, Spezialabteilung der preußischen Armee | 30. Juni 1836              | 7. Apr. 1884                         | → Blücherstraße |
| Prinz-Albrecht-Straße                                                                            | Albrecht, Prinz von Preußen (1837–1906), Generalfeldmarschall | 28. Juli 1891              | 9. Mai 1951                          | Eine um 1887 vorgenommene Verlängerung der Zimmerstraße nach Westen soll über das Grundstück des Prinzen Albrecht angelegt worden sein. Die neue Straße mit fünf Parzellen hieß zuerst Verlängerte Zimmerstraße. Im Jahr 1891, noch zu Lebzeiten des Prinzen Albrecht, erhielt sie seinen Namen. → Niederkirchnerstraße |
| Prinz-August-von-Württemberg-Straße                                                              | Prinz August von Württemberg (1813–1885), preußischer Militär, unter anderem langjähriger Kommandant der Gardes du Corps                                                 | 12. Feb. 1898              | 20. März 1929                        | → Columbiadamm |
| Rixdorfer Damm, Rixdorfer Straße (Riecksdorfische Straße)                                        | Rixdorf (erste Schreibweise auch Riecksdorf); heute Neukölln, Richtung der Straße von der Friedrichstadt aus                                                             | 16. Jhd. (Damm)            |                                      | Der Verkehrsweg war in früheren Jahrhunderten ein Teil der Heerstraße von Alt-Berlin über Rixdorf nach Mittenwalde. Als sie bis nach Dresden verlängert worden war, erhielt sie den Namen → Dresdener Straße. Nach dem Zweiten Weltkrieg musste das gesamte Gebiet neu aufgebaut werden, wofür ein innerstädtischer Straßenabschnitt zwischen Neue Jakobstraße und Heinrich-Heine-Straße aufgehoben wurde. Ein weiterer Abschnitt zwischen Adalbertstraße und Dresdener Straße 10 verschwand 1973. Schließlich erhielt ein Teil im Bezirk Kreuzberg 1975 den Namen →Skalitzer Straße – Die Straße wurde also schrittweise verkürzt. |
| Rixdorfer Damm, Rixdorfer Straße (Riecksdorfische Straße)                                        | Rixdorf (erste Schreibweise auch Riecksdorf); heute Neukölln, Richtung der Straße von der Friedrichstadt aus                                                             | 17. Jhd. (Straße)          | 1772 (Straße)                        | Der Verkehrsweg war in früheren Jahrhunderten ein Teil der Heerstraße von Alt-Berlin über Rixdorf nach Mittenwalde. Als sie bis nach Dresden verlängert worden war, erhielt sie den Namen → Dresdener Straße. Nach dem Zweiten Weltkrieg musste das gesamte Gebiet neu aufgebaut werden, wofür ein innerstädtischer Straßenabschnitt zwischen Neue Jakobstraße und Heinrich-Heine-Straße aufgehoben wurde. Ein weiterer Abschnitt zwischen Adalbertstraße und Dresdener Straße 10 verschwand 1973. Schließlich erhielt ein Teil im Bezirk Kreuzberg 1975 den Namen →Skalitzer Straße – Die Straße wurde also schrittweise verkürzt. |
| Rondell                                                                                          | Rondell, Form des Platzes | 1734                       | 1815                                 | Der Platz entstand 1734 vor dem Halleschen Tor. Nach dem Sieg über Napoleon erhielt er den Namen Belle-Alliance-Platz. |
| Saarlandstraße                                                                                   | Saargebiet, Industriegebiet an der mittleren Saar | 26. Jan. 1935              | 31. Juli 1947                        | Die Umbenennung der Stresemannstraße erfolgte, weil der im Saargebiet durchgeführte Volksentscheid, die Saarabstimmung, zur Rückkehr in das Deutsche Reich führte. Das Saargebiet war zuvor gemäß Versailler Vertrag zu Frankreich gekommen. 1947 erhielt die Straße ihren vorherigen Namen zurück: → Stresemannstraße. |
| Scheunengasse, Scheunenstraße                                                                    | Scheune, großes Lagerhaus | 1658                       | um 1740                              | Der Weg führte außerhalb der Berliner Stadtmauer entlang; auf einem Plan von Johann Friedrich Walther aus dem Jahr 1737 ist er als Scheunenstraße eingetragen. Ab um 1740 erhielt der Weg die Bezeichnung Jouanengasse. |
| Schröderdamm                                                                                     | Friedrich Schröder (1908–1932), Versicherungsbeamter, Anhänger der NS-Bewegung, der 1932 ums Leben kam                                                                   | 20. Mai 1937               | 31. Juli 1947                        | → Leuschnerdamm |
| Sedanufer                                                                                        | Sedan, Ort einer Schlacht im Ersten Weltkrieg | 7. Juni 1896               | 1937                                 | → Thielschufer |
| Siboldstraße                                                                                     | Sibold, erster Abt vom Kloster Lehnin | 4. Aug. 1897               | 13. Mai 1929                         | Sie wurde nach dem Bebauungsplan als Straße 18, Abt. II im 19. Jahrhundert angelegt und setzte die Trasse der Lehniner Straße südwestlich fort. → Einbeziehung in die Lilienthalstraße |
| Simeonstraße                                                                                     | Simeonkirche | 1870                       | 1959 aufgehoben                      | Der im Ruhestand befindliche Lehrer F. Siegel hatte den Verkehrsweg als Verbindung zwischen Alter Jakobstraße und Alexandrinenstraße 1869 anlegen und 1870 nach der nahen Simeonkirche benennen lassen. |
| Sparwaldshof                                                                                     | C. Sparwald, Inhaber der Sparwalder Fuhrwerksanstalt mit einem Wohnsitz in der Neuen Kommandantenstraße und einem „Geschäftslokal“ am Spittelmarkt 10                    | 1840                       | 1848                                 | Die Straße verlief wohl überwiegend im heutigen Ortsteil Mitte, die Hausnummern 4–12 sind jedoch dem Polizeirevier 10 zugeordnet. Es handelte sich um die Zufahrt zur Fuhrwerksanstalt. Sie wurde 1849 in Spaarwaldsbrücke umbenannt, ab 1850 ist sie nicht mehr im Adressbuch enthalten. |
| Teltower Straße                                                                                  | Teltow, Gemeinde im Umland von Berlin, Richtung der Straße | 25. März 1862              | 23. Aug. 1936                        | Erste Schreibweise war Teltowerstraße. Erwähnt wurde neben den nur nach den Eigentümern bezeichneten Wohnhäusern das Bethesda, Siechenhaus mit einer Diakonissin und einem Hofprediger. Im Jahr 1865 erfolgte eine Hausnummernzuordnung in Hufeisenform, die bis zur Nummer 62 reichte. → Obentrautstraße |
| Tempelhofer Straße                                                                               | Tempelhof; Richtung der Straße | 20. Apr. 1834              | 30. Okt. 1864                        | → Belle-Alliance-Straße |
| Thielschufer                                                                                     | Hermann Thielsch, Autoschlosser, Mitglied der SA, der 1931 ums Leben gekommen ist                                                                                        | 1937                       | 31. Juli 1947                        | → Fraenkelufer |
| Todtengasse                                                                                      | der Weg zum Friedhof der Petri-Gemeinde | vor 1720                   | 1836                                 | reichte 1720 noch über die Oranienstraße hinaus → Kürassierstraße |
| Verlängerte Oranienstraße                                                                        | Oranien, Königshaus | 1878                       | 1893                                 | → Wiener Straße |
| Vor dem Halleschen Thor bis zum Landwehrgraben                                                   | Hallesches Tor, Stadttor der Festung Berlin | vor 1835                   | um 1880                              | Hallesche Communication und Hellweg (bereits 1860 ausgegliedert). |
| Weinmeisterweg                                                                                   | Weinmeister | 16. Jhd.                   | 31. Juli 1862                        | Entlang des Weges wohnten Personen, die bis 1740 auf dem Runden Weinberg Wein kultivierten. Weil der Weinanbau aufgegeben worden war, erhielt die Straße einen neuen Namen nach dem umbenannten Berg. → Kreuzbergstraße |
| Wendenstraße                                                                                     | Wenden, anderer Name der Slawen | 25. Sep. 1880              | 30. Aug. 1949                        | Der Verkehrsweg wurde gemäß Bebauungsplan Abt. I als Straße 12 angelegt. Der Straßenname ist von dem früheren Wendischen Tor abgeleitet, das in Schlesisches Tor umbenannt worden war und nahm damit auch Bezug auf die südlich von Berlin im Spreewald angesiedelten Volksstämme (heute Sorben). → Die Straße wurde in den bereits seit 1894 vorhandenen Spreewaldplatz einbezogen. |
| Ziegeleiweg                                                                                      | Ziegelei, die sich in Schöneberg befunden hatte | überliefert (ca. 17. Jhd.) | 9. Jan. 1901                         | Die Schöneberger benutzten diesen Weg, um sich Lehm aus den Gruben am Tempelhofer Berg (heute: Kreuzberg) zu holen. Der Name wurde nicht amtlich festgelegt. → Monumentenstraße |

## Parks, Friedhöfe und sonstige Anlagen in Kreuzberg
| Name                                   | Länge/Maße (in Metern)  | Namensherkunft                                                                                                  | Benennung              | Anmerkungen | Bild                                                 |
| -------------------------------------- | ----------------------- | --- | ---------------------- | --- | ---------------------------------------------------- |
| Besselpark (Lage)                      | 090 × 80                | Friedrich Wilhelm Bessel (1784–1846), Astronom, Mathematiker und Geodät                                         | 1995                   | Der Park entstand als Ausgleichsmaßnahme für den Neubau der SPD-Parteizentrale, dem Willy-Brandt-Haus, in der Stresemannstraße. |                                                      |
| Böcklerpark (Lage)                     | 270 × 200               | Hans Böckler (1875–1951), Politiker und Gewerkschaftsfunktionär                                                 | 1922                   | Der Park entstand nach Plänen des deutschen Landschaftsarchitekten Heinrich Wiepking-Jürgensmann auf dem Gebiet der stillgelegten Städtischen Gasanstalt. Von 1936 bis 1945 hieß er Harry-Anderssen-Park, von 1945 bis 1951 Urbanpark. |                                                      |
| Elise-Tilse-Park (Lage)                | 200 × 100               | Elise Tilse (1910–2005), ehemalige Kreuzberger Kunstamtsleiterin                                                | 24. Apr. 2012          | Der Park wurde auf dem ehemaligen Gleisvorfeld des Anhalter Bahnhofs angelegt. |                                                      |
| Friedhöfe am Halleschen Tor (Lage)     | 370 × 200               | in der Nähe gelegenes früheres Hallesche Tor                                                                    | Anfang 18. Jahrhundert | Die Friedhöfe wurden Anfang des 18. Jahrhunderts noch vor den Toren Berlins an der Berliner Zollmauer angelegt. Es handelt sich um die Friedhöfe I, II, III der Jerusalems- und Neuen Kirchengemeinde, den Friedhof I der Dreifaltigkeitsgemeinde, den Friedhof der Bethlehems- oder Böhmischen Gemeinde sowie den Friedhof der Brüdergemeine (Herrnhuter Brüdergemeine, 1826). |                                                      |
| Friedhöfe an der Bergmannstraße (Lage) | 670 × 380               | angrenzende Bergmannstraße                                                                                      | zwischen 1825 und 1852 | Es handelt sich um vier einzelne Friedhöfe, die durch Mauern voneinander getrennt sind: der I. Luisenstädtische Friedhof, der IV. Kirchhof der Jerusalems- und Neuen Kirche, der II. Friedrichswerderscher Kirchhof und der II. Dreifaltigkeitskirchhof. | Dreifaltigkeitskirchhof, aus Richtung Bergmannstraße |
| Görlitzer Park (Lage)                  | 960 × 190               | Standort des Görlitzer Bahnhofs, der im 20. Jahrhundert abgerissen wurde                                        | um 1985                | Der ca. 14 Hektar große Park zählt zu den großen Naherholungsgebieten in Kreuzberg. Er umfasst unter anderem einen Kinderbauernhof, mehrere Sport-, Spiel- und Bolzplätze, zwei Aussichtsberge, einen kleinen See. Er ist im Sommer Ort zahlreicher spontaner Grillpartys und Freiluftkonzerte.                                                                                 | Görlitzer Park                                       |
| Lohmühleninsel Lage                    |                         | Lohmühlen, wassergetriebene Mühlen zur Gerberei, die hier bis in das 17. Jahrhundert betrieben wurden           | um 1650                | Das etwa 6,5 Hektar große Gebiet zwischen dem Landwehrkanal und seinem Flutgraben wurde nach deren Anlage zu einer Insel. Die den Park durchziehende Lohmühlenstraße wurde 1978 offiziell entwidmet und ist nur noch Fuß- und Radweg. Auf dem Gelände befinden sich Sport- und Spielanlagen.                                                                                    |                                                      |
| Markgrafenpark (Lage)                  | 090 × 90                | Markgraf Philipp Wilhelm von Brandenburg-Schwedt (1669–1711)                                                    |                        | | Markgrafenpark                                       |
| Sommerbad Kreuzberg (Lage)             | 410 × 160               | Schwimmbad, das nur im Sommer geöffnet ist                                                                      | 15. Mai 1956           | Das Sommerbad verfügt über zwei große Schwimmbecken, ein Nichtschwimmerbecken mit Rutsche, Planschbecken, Liegewiesen und eine Cafeteria. Es wurde von 1984 bis 1986 saniert. Auf Grund der angrenzenden Prinzenstraße wird es auch häufig als „Prinzenbad“ bezeichnet. | Eingang zum Prinzenbad                               |
| Theodor-Wolff-Park (Lage)              | 042 × 36                | Theodor Wolff (1868–1943), Schriftsteller                                                                       | 23. Sep. 1993          | Ursprünglich sollte die Fläche im Zuge der Internationalen Bauausstellung 1984 bebaut werden. Nach einer Änderung des Flächennutzungsplans gestaltete die Architektin Regina Poly die Anlage, die seit dem 23. September 1993 den heutigen Namen trägt. |                                                      |
| Topographie des Terrors (Lage)         | 240 × 235               | nach einer gleichnamigen Stiftung                                                                               | 1987                   | Es handelt sich um ein Projekt zur Dokumentation und Aufarbeitung des Terrors der Nationalsozialisten in Deutschland insbesondere während der Zeit von 1933 bis 1945. Bis 2010 gab es zunächst eine provisorische Freiluft-Dauerausstellung auf dem Gelände der ehemaligen Prinz-Albrecht-Straße 8, heute Niederkirchnerstraße 8.                                               | Topographie des Terrors                              |
| Viktoriapark (Lage)                    | 530 × 315               | Standort des Nationaldenkmals von Karl Friedrich Schinkel zur Erinnerung an die Schlachten der Befreiungskriege | 1821                   | Der Park ist auf einem Ausläufer der Berlin-Brandenburger-Hochfläche des Teltow südlich des Berliner Urstromtals angelegt. Auf der Spitze befindet sich sein Wahrzeichen, das Nationaldenkmal. Unterhalb des Denkmals befindet sich ein künstlich angelegter Wasserfall. An einem Hang in Richtung Viktoria-Quartier wird Wein, der Kreuz-Neroberger, angebaut.                 | Wasserfall im Viktoriapark                           |
| Waldeckpark (Lage)                     | 250 × 220 (Dreieckform) | Benedikt Waldeck (1802–1870), Politiker                                                                         | um 1604                | Das Gelände wurde als Pestfriedhof für die Petri-Gemeinde angelegt und später in eine Grünanlage umgewandelt. Von 1937 bis in die 1950er Jahre trug er den Namen Lobeckpark. | Waldeckpark                                          |